# Pamplona
Pamplona (em basco e cooficialmente Iruña ou Iruñea) é um município e cidade da Espanha, capital da província e comunidade foral (autónoma) de Navarra. Encontra-se no norte da Península Ibérica, a algumas dezenas de quilómetros da fronteira com França e é atravessada pelo rios Arga (afluente do Ebro), Elorz (afluente do Arga) e Sadar (afluente do Elorz). É o centro da comarca a que pertence, a Cuenca de Pamplona e da Área metropolitana de Pamplona. O município tem 25,24 km² e em 2021 tinha 203 081 habitantes (densidade: 8 046 hab./km²). A área metropolitana ocupa 439,9 km² e em 2021 tinha 366 532 habitantes (densidade: 833,22 hab./km²).
Pamplona foi fundada em 74 a.C. pelo general romano Pompeu sobre um povoado de vascão já existente chamado Iruña ou Bengoda. Após as invasões bárbaras no século VI, a cidade fez parte do Reino Visigótico de Toledo e, a partir do século VIII, do Alandalus muçulmano. Durante a primeira metade do século IX a nobreza local, aliada à família muladi Banu Cassi, conseguiu consolidar um reino cristão vassalo dos muçulmanos, o Reino de Pamplona, que depois se tornaria o Reino de Navarra e se tornou completamente independente em  905. O reino teve o seu auge no século XI, quando chegou a ser o mais poderoso reino ibérico cristão. Em 1512 a cidade foi ocupada por tropas castelhanas de Fernando, o Católico, tendo o reino navarro sido oficialmente anexado à coroa espanhola em 1521. A maior parte dos nacionalistas vascos considera Pamplona uma das capitais do País Basco (em basco: Euskal Herria).
O património histórico e monumental e as diversas festividades que decorrem ao longo do ano contribuem para que a cidade atraia muitos turistas espanhóis e estrangeiros. O evento mais concorrido, de fama mundial, são os Sanfermines, que se realizam todos os anos entre 6 e 14 de julho. O ponto alto das festas, durante as quais as ruas da zona histórica permanecem inundados de locais e forasteiros, são os encierros (largadas de touros) e as touradas. Entre os monumentos mais representativos de Pamplona encontram-se a catedral, a Igreja de São Saturnino (o padroeiro da cidade), popularmente conhecida como Igreja de San Cernin (em francês), a Igreja de São Nicolau, a cidadela e a Câmara de Comptos de Navarra. Todos estes monumentos estão classificados como "Bens de Interesse Cultural.
Além de capital e centro administrativo, a cidade é o centro financeiro, comercial e industrial de Navarra. As indústrias mais importantes de Pamplona são a automobilística (só a fábrica de automóveis da Volkswagen instalada na periferia emprega diretamente cerca de 5 000 trabalhadores), a metalurgia, materiais de construção, papel e artes gráficas e transformação de carne. A cidade tem duas universidades: a Universidade Pública de Navarra (UPNA), estatal, e a Universidade de Navarra, privada. A primeira foi fundada em 1987; a segunda foi fundada em 1952 e é gerida pela Opus Dei. Além disso, funciona na cidade uma delegação da Universidade Nacional de Educação à Distância (UNED). No que toca a instalações de saúde, a cidade dispõe de dois hospitais públicos o Hospital de Navarra e o Hospital Virgem do Caminho, e de vários centros outras unidades públicas e privadas, entre as quais se destaca a Clínica Universidade de Navarra, o hospital universitário da Opus Dei, uma unidade de renome internacional.

## Etimologia
O topónimo Pamplona deriva de Pompelon, o nome latino difundido nos tempos da Roma Antiga pelos geógrafos clássicos, como Estrabão (64 a.C.—24 d.C.), a quem se deve a referência mais antiga conhecida da cidade. Estrabão refere que Pompelon era o povoado mais importante dos vascões e Pompeios polis, ou seja, a "cidade de Pompeio", era uma alusão à linhagem do general romano Pompeu (106 — 48 a.C.).

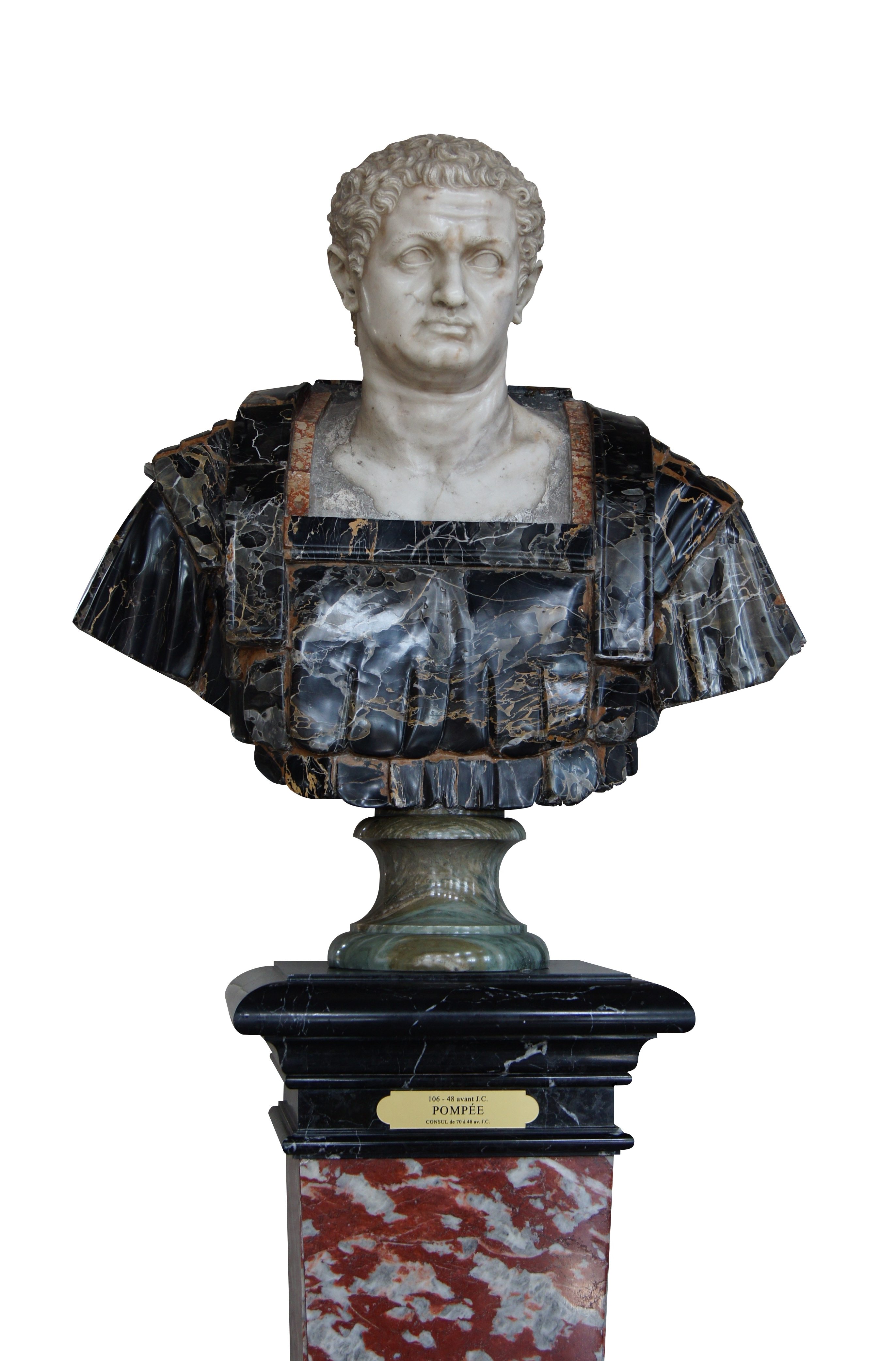
Pompeu, o general romano que fundou Pompelon

| “ | ...Ύπέρκειται δε τής Ίακκητανιίας πρός άρκτον τό τών Ούασκώνων έθνος, έν ώ πόλις Πομπέλων, ώς άν Πομπηιόπολις. ...depois, acima da Lacetânia, em direção a norte, está a nação dos vascões, que tem por cidade principal a Pompelon, como quem diz "a cidade de Pompeus". | ” |
|   | — Estrabão . |   |

Em obras antigas medievais aparecem as grafias Pampejopolis, Pampelo, Pampelona, Pampilona, Pampalona, Pampelone, Pampeluna, Pampelune, Pampilo, Pamplon, Pamplona, Pamplona, Pompelo o Pompilone. O gentílico derivado é pamplonês (em espanhol: pamplonés), pamplonesa, sendo o pamplonico também empregue coloquialmente e serve igualmente para designar os trajes tradicionais brancos e vermelhos que enchem as ruas nos Sanfermines.
A forma euskera (basca) Iruña é reconhecida oficialmente tanto pelo Governo de Navarra como pela Real Academia da Língua Basca. O termo Iruñea também é comum e está igualmente reconhecido pela Real Academia, mas não pelo governo. Em ambas as variantes está presente a raiz uri, iri/hiri, idi ou ili, que significa cidade. Outras grafias encontradas em textos medievais e outros mais recentes são: Erunga, Ironía, Irunga, Irunia, Irunna, Irunnia, Irunpa, Orunia, Urunia, Yronia, Yrunea, Yrunia, Yruynna e Irunia. Os gentílicos em basco são: iruñar, uruñar, iruindar, irunxeme e iruinxeme. No século XVII, cronistas como o padre José de Moret e Arnaud Oihenart assinalaram que a denominação em euskera era do povoado pré-romano. Outras hipóteses, baseadas em estudos numismáticos, identificaram o nome desse assentamento como Bengoda., Olcairum e Bentian.

## Símbolos

Pendão de Pamplona conforme o Privilégio da União de 1432

A bandeira e o escudo de Pamplona são os símbolos oficiais da cidade. A história de ambos remonta ao "Privilégio da União", a Carta Fundacional da cidade outorgada em 1423 pelo rei Carlos III de Navarra, o Nobre, a qual formalizou a união dos três burgos medievais.
A bandeira de Pamplona é verde, com proporções de 2 por 3, com o escudo no centro. Foi declarada oficial pelo ayuntamiento em 1930, depois de ter sido empregue pela primeira vez em 1923, para comemorar o quinto centenário do Privilégio de la Unión. Antes de 1923 a bandeira era azul e branca, apesar do Privilegio determinar que devia ser azul. Durante a ditadura de Primo de Rivera (1923-1930), a bandeira voltou a ser azul e branca, sendo novamente verde a partir de 1930. Ninguém sabe ao certo quais as razões para as mudanças.

O escudo de armas ou brasão pamplonês conservou os elementos do brasão outorgado à cidade em 1423. Dele constam as figuras de um leão caminhante e uma coroa, a que se juntaram as "cadeias", então o emblema do reino navarro e do seu soberano. A sua descrição heráldica é a seguinte:
| “ | Num fundo azure, um leão passante de prata replandecente e armado de gules, encimado por uma coroa real de ouro. Bordadura de Navarra, que é de gules, carregada com uma cadeia dourada. | ” |

A descrição oficial refere também o uso de uma coroa ducal, habitualmente representada na forma de um escudo com contorno aguçado. Este escudo é compartilhado com a cidade irmã de Pamplona, na Colômbia, enquanto que o município vizinho de Arbizu usa uma variante com o leão na posição oposta ou "alterada".

## História

Mapa dos povos pré-romanos na região de Navarra segundo Ptolemeu

A história de Pamplona como cidade remonta ao 1,º milénio a.C., altura em que existiu no local um povoado de vascões de nome Iruña. No entanto, os vestígios de ocupação humana da zona remontam a 75 000 anos. Na era romana, o povoado vascão foi convertido numa cidade romana pelo general Pompeu, que ali começou por instalar um acampamento militar em 74 a.C. a que chamou Pompaelo.
Após a queda do Império Romano, a região foi ocupada pelos visigodos, os quais, ao contrário dos romanos, não mantiveram boas relações com os vascões locais. Seguir-se-iam os muçulmanos do Alandalus, os quais dominaram de forma direta ou indireta o que viria a ser o Reino de Pamplona nos séculos VIII e IX. Entre 778 e 816 a região foi disputada aos muçulmanos pelo império de Carlos Magno que tentou consolidar o alargamento a oeste do estado tampão da Marca Hispânica, chegando Pamplona a ser ocupada durante alguns anos em mais do que uma ocasião.
No início do século IX é fundado o Reino de Pamplona, um principado cristão vassalo do Califado de Córdova, mas com alguma autonomia. O Reino de Pamplona viria a renegar a tutela muçulmana em 905, tornando-se um reino completamente independente, que passou os 130 anos seguintes em constantes conflitos com os estados vizinhos, tanto cristãos como muçulmanos. O Reino de Pamplona, ou de Navarra, como começou entretanto a ser também conhecido, teve o seu auge no início do século XI, quando Sancho III se tornou o monarca cristão mais poderoso da Península Ibérica, reinando sobre quase todos os territórios ibéricos cristãos e algumas partes do que é atualmente a França (a Baixa Navarra). Em 1164 o nome de Reino de Pamplona é definitivamente abandonado e passa a denominar-se Reino de Navarra.

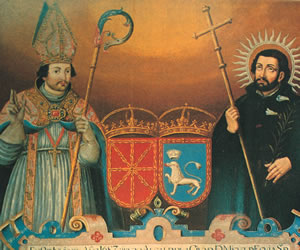
São Firmino de Amiens e São Francisco Xavier, dois santos naturais de Navarra (o primeiro nascido em Pamplona)

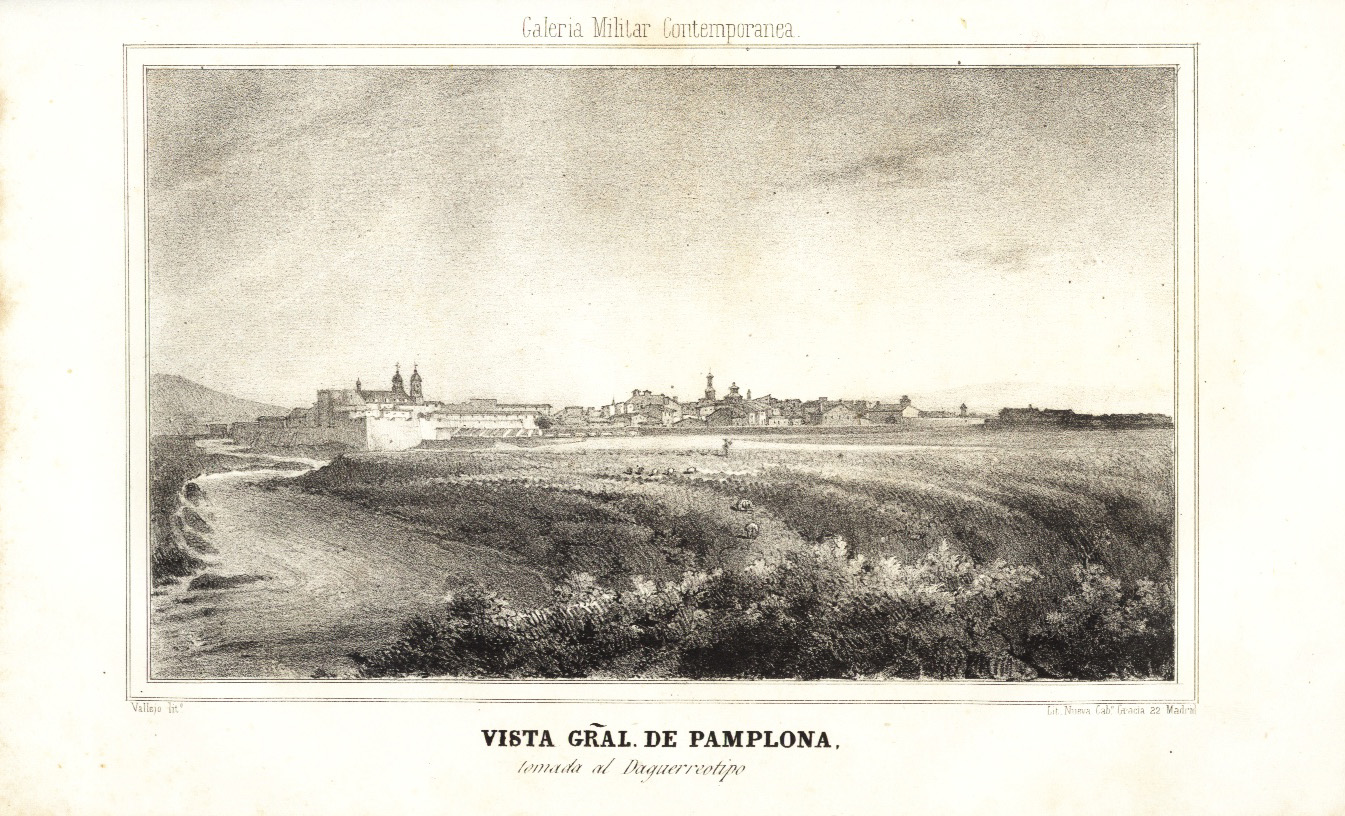
Vista de Pamplona datada de 1846

A partir do século X e até 1423, em rigor Pamplona não era exatamente uma cidade, mas um conjunto de burgos autónomos que inclusivamente eram separados por muralhas entre eles para se protegerem uns dos outros. Essa situação foi fonte de conflitos que se somaram às guerras frequentes com os estados vizinhos. Os conflitos entre os burgos aumentaram a partir de 1213 e culminaram em 1276 com a destruição de um dos burgos e no massacre da sua população (a chamada Guerra da Navarrería). A paz na cidade só foi definitivamente alcançada em 1423, quando a cidade foi unida sob um mesmo foral (o Privilégio da União) e as muralhas que separavam os burgos foram demolidas.
Desde meados do século XV até à anexação pelo recém-criado reino de Espanha, Pamplona viu-se envolvida numa série de conflitos pela posse do trono de Navarra, sucessivamente disputado por vários pretendentes, com a intervenção das potências vizinhas de Castela e França. Esse período, que ficou conhecido como Guerra civil de Navarra ou Guerra de sucessão de Navarra, acabaria por ser o prólogo da mais breve "Conquista de Navarra", ou seja, a anexação de Navarra na união dos reinos de Castela e Aragão, a qual se concretizaria a 25 de julho de 1512, quando Pamplona se rendeu a um exército invasor castelhano apoiado por alguns navarros. Os reis navarros depostos ainda tentaram retomar o poder e a cidade por três vezes, apoiados por tropas francesas, a última delas em 1521, quando uma revolta popular em Pamplona contra os invasores castelhanos chegou a dominar a cidade, mas no mesmo ano as forças dos pretendentes ao trono de Navarra foram definitivamente derrotadas na Batalha de Esquiroz.
Após a Revolução Francesa, durante a Campanha do Rossilhão, Pamplona foi cercada por forças francesas em 1794, as quais não lograram entrar na cidade. Entre 1808 e 1813 a cidade foi ocupada por tropas de Napoleão Bonaparte. A cidade viu-se envolvida nas Guerras Carlistas que marcaram o século XIX, tendo sido palco do movimento popular e político em defesa dos fueros que ficou conhecido como a "Gamazada".
Apesar da vitória dos republicanos e esquerdistas nas eleições autárquicas que conduziram à Segunda República Espanhola (1931-1939), Pamplona foi controlada pelas forças franquistas desde o primeiro dia da guerra civil, o que não a livrou de ter assistido a centenas de fuzilamentos de republicanos, os quais se prolongaram para além do final da guerra. Durante o franquismo, a cidade transformou-se de uma cidade rural, apenas com indústria artesanal, numa cidade industrial, tendo mais que triplicado a sua população. Em atenção à fidelidade da região à causa franquista durante a guerra, Navarra foi a única região histórica espanhola a conservar a sua autonomia durante o franquismo, mas ao mesmo tempo foi uma das zonas com mais conflitualidade sindical de toda a Espanha, tendo sido palco de várias greves, a primeira das quais em 1951.
A "Transição" (do franquismo para a democracia) foi vivida intensamente em Pamplona, primeiro no plano sindical e posteriormente de forma generalizada. Nesse período houve alguns distúrbios nas ruas de Pamplona, por vezes bastante violentos, como o da Semana pró-amnistia de maio de 1977, durante a qual morreram duas pessoas, e os Sanfermines de 1978, durante os quais foram feridas mais de 150 pessoas. Apesar de não ter havido atentados do movimento terrorista e separatista basco Euskadi Ta Askatasuna (ETA) durante a primeira fase da transição, o mesmo não aconteceu posteriormente, tendo Pamplona assistido a vários atentados terroristas.

## Geografia

### Situação
O município de Pamplona situa-se no norte de Espanha, na área central de Navarra e da Cuenca de Pamplona, a denominação tradicional da comarca cujo território é constituído por um vasta bacia rodeada de elevações que se abre a sul e no vale do Alto Ebro, onde flui também a rede hídrica que a formou. O município estende-se por uma área de 25,24 km² e é confrontado a norte com os municípios de Berrioplano, Berriozar, Ansoáin e Ezcabarte; a leste com Villava, Burlada, Egüés e Aranguren; a sul com Cendea de Galar, Cendea de Cizur e Zizur Mayor; a oeste com Barañáin, Cendea de Olza e Orkoien.
| Municípios limítrofes de Pamplona |                    |                    |
| Berrioplano                       | Berriozar, Ansoáin | Ezcabarte, Villava |
| Barañáin, Cendea de Olza, Orkoien |                    | Burlada, Egüés     |
| Cendea de Cizur, Zizur Mayor      | Cendea de Galar    | Aranguren          |

### Clima
Pamplona está numa zona de transição climática entre os tipos mediterrânico e atlântico. Durante o período 1975-2000, a estação meteorológica da Agência Estatal de Meteorologia (AEMET) no Aeroporto de Pamplona registou valores médios anuais de temperatura de 12,5 °C e precipitações de médias anuais de precipitação de 721 mm. No mesmo período, o número médio de dias de chuva por ano foi 58, o número de dias de geada foi 42 e o número de horas de sol 2 201.
| Dados climatológicos para o Aeroporto de Pamplona (1971-2000) | Dados climatológicos para o Aeroporto de Pamplona (1971-2000) | Dados climatológicos para o Aeroporto de Pamplona (1971-2000) | Dados climatológicos para o Aeroporto de Pamplona (1971-2000) | Dados climatológicos para o Aeroporto de Pamplona (1971-2000) | Dados climatológicos para o Aeroporto de Pamplona (1971-2000) | Dados climatológicos para o Aeroporto de Pamplona (1971-2000) | Dados climatológicos para o Aeroporto de Pamplona (1971-2000) | Dados climatológicos para o Aeroporto de Pamplona (1971-2000) | Dados climatológicos para o Aeroporto de Pamplona (1971-2000) | Dados climatológicos para o Aeroporto de Pamplona (1971-2000) | Dados climatológicos para o Aeroporto de Pamplona (1971-2000) | Dados climatológicos para o Aeroporto de Pamplona (1971-2000) | Dados climatológicos para o Aeroporto de Pamplona (1971-2000) |
| Mês                                                           | Jan                                                           | Fev                                                           | Mar                                                           | Abr                                                           | Mai                                                           | Jun                                                           | Jul                                                           | Ago                                                           | Set                                                           | Out                                                           | Nov                                                           | Dez                                                           | Ano                                                           |
| ------------------------------------------------------------- | ------------------------------------------------------------- | ------------------------------------------------------------- | ------------------------------------------------------------- | ------------------------------------------------------------- | ------------------------------------------------------------- | ------------------------------------------------------------- | ------------------------------------------------------------- | ------------------------------------------------------------- | ------------------------------------------------------------- | ------------------------------------------------------------- | ------------------------------------------------------------- | ------------------------------------------------------------- | ------------------------------------------------------------- |
| Temperatura máxima média (°C)                                 | 8,9                                                           | 11,1                                                          | 14,0                                                          | 15,5                                                          | 19,8                                                          | 23,9                                                          | 27,6                                                          | 27,8                                                          | 24,4                                                          | 18,7                                                          | 12,8                                                          | 9,7                                                           | 17,8                                                          |
| Temperatura mínima média (°C)                                 | 1,2                                                           | 1,9                                                           | 3,3                                                           | 4,9                                                           | 8,2                                                           | 11,2                                                          | 13,7                                                          | 14,0                                                          | 11,7                                                          | 8,4                                                           | 4,3                                                           | 2,4                                                           | 7,1                                                           |
| Precipitação (mm)                                             | 63                                                            | 52                                                            | 52                                                            | 77                                                            | 74                                                            | 47                                                            | 40                                                            | 43                                                            | 43                                                            | 74                                                            | 80                                                            | 75                                                            | 721                                                           |
| Dias com chuva                                                | 9                                                             | 9                                                             | 8                                                             | 10                                                            | 10                                                            | 6                                                             | 5                                                             | 5                                                             | 6                                                             | 8                                                             | 9                                                             | 10                                                            | 95                                                            |
| Dias com neve                                                 | 2                                                             | 2                                                             | 2                                                             | 1                                                             | 0                                                             | 0                                                             | 0                                                             | 0                                                             | 0                                                             | 0                                                             | 1                                                             | 2                                                             | 10                                                            |
| Insolação (h)                                                 | 95                                                            | 121                                                           | 170                                                           | 175                                                           | 214                                                           | 258                                                           | 302                                                           | 283                                                           | 218                                                           | 160                                                           | 108                                                           | 85                                                            | 2 201                                                         |
| Fonte: Agência Estatal de Meteorologia (AEMET)                |                                                               |                                                               |                                                               |                                                               |                                                               |                                                               |                                                               |                                                               |                                                               |                                                               |                                                               |                                                               |                                                               |

| Precipitação máxima num dia | 180 l/m² | 8 de setembro de 1928 |
| Temperatura máxima absoluta | 39,0 °C  | 12 de julho de 1931   |
| Temperatura mínima absoluta | -18,0 °C | 20 de janeiro de 1885 |

Em geral o clima de Pamplona é suave, com alguns dias muito quentes no verão e muito frios e com muita nebulosidade no inverno. A precipitação é regular ao longo de todo o ano, acentuando-se nos períodos entre outubro e dezembro e abril e maio. O período mais seco é entre julho e setembro. Os dias de neve e geada ocorrem entre novembro e abril. O cierzo, vento norte, e o bochorno, de sul, são os ventos mais típicos da região. Embora na maior parte dos dias predominem os ventos débeis ou calmaria, em alguns dias podem verificam-se rajadas fortes.

### Relevo e hidrografia

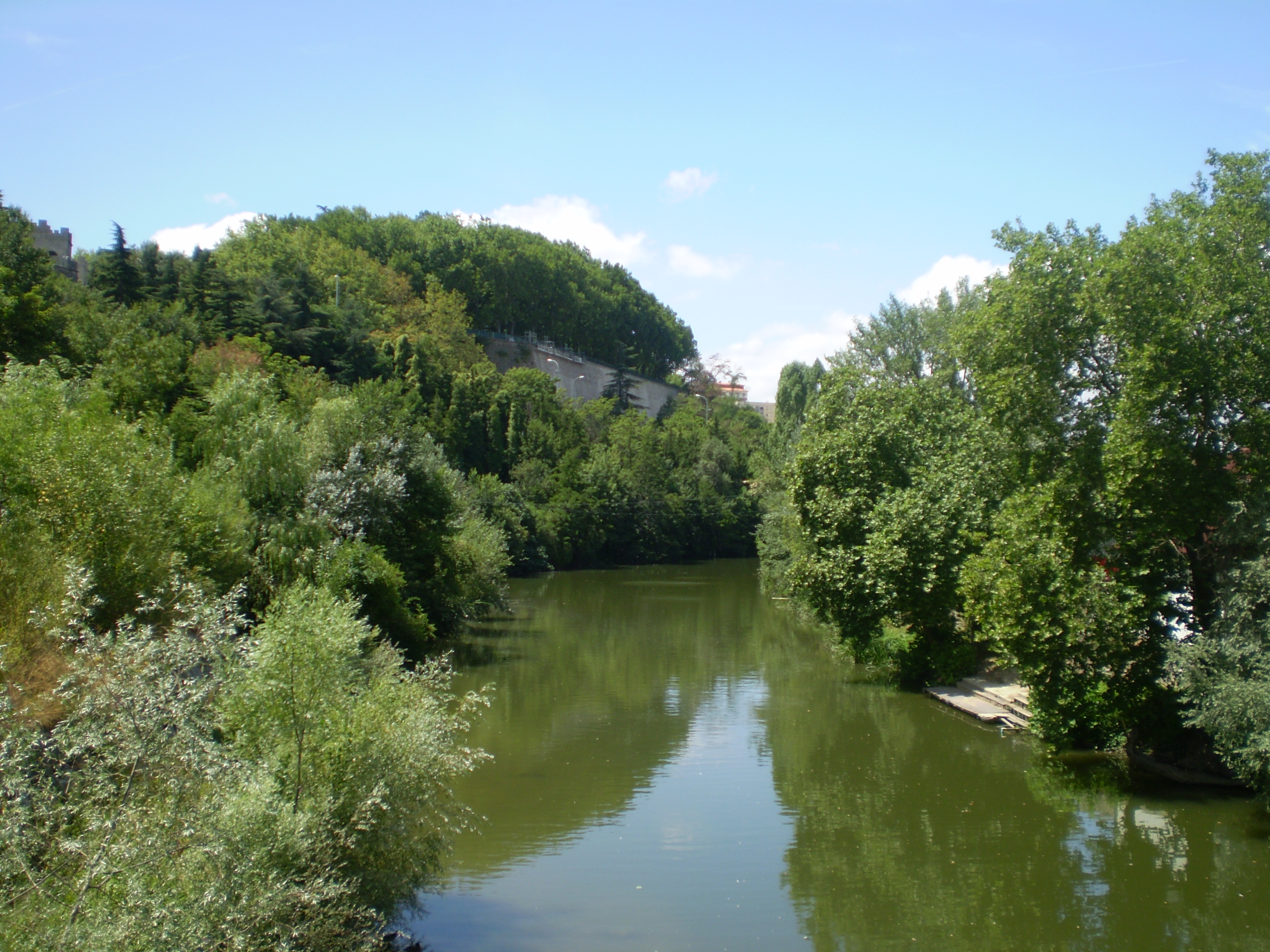
O rio Arga à entrada de Pamplona

Pamplona encontra-se na Cuenca de Pamplona (o termo espanhol cuenca pode traduzir-se por bacia hidrográfica), a qual foi modelada pela erosão e está rodeada por uma cintura montanhosa onde se abrem vales espaçosos de ondulação suave, como os de Aranguren, Juslapeña o Egüés. Entre a série de elevações próximas da cidade encontram-se o Monte de San Cristóbal (ou Ezcaba), com 895 m, o Mendurro (935 m), o Sollaundi (854 m) e o Larragueta (662 m). O regime fluvial de sedimentação criou um sistema de socalcos ou terraços naturais e encostas suaves (glacis) no curso médio dos rios da bacia. A cidade assenta num dos terraços naturais do rio Arga de origem quaternária, formado por conglomerados. Os terrenos são de tipo sedimentar, constituídos principalmente por arenitos, calcários, quartzos e ofita. Estes sedimentos acumulam-se sobre margas biarritzienses (ou tafa) formadas no Eoceno Médio do Cenozoico.
A rede hidrográfica onde se situa Pamplona é constituída por um rio principal, o Arga, cuja bacia delimita a fronteira hidrológica entre os Pirenéus e a Cordilheira Cantábrica. O seu caudal, de tipo pluvial oceânico ou atlântico, sofre variações sazonais com grandes caudais em março e abril, em consequência da fusão das neves. Nos bairros de Rochapea e de Chantrea, o rio forma pequenos meandros cujos leitos são tradicionalmente aproveitados para hortas. O município é também atravessado pelos rios Elorz e Sadar. A cidade dispõe de um sistema de irrigação constituído por pequenos açudes, cascatas e regueiros que conduzem a água a várias hortas e jardins, como são os casos das de Santa Lucía, San Macario, Lezkairu, Garitón de Ripalda ou os  Viveiros Municipais.

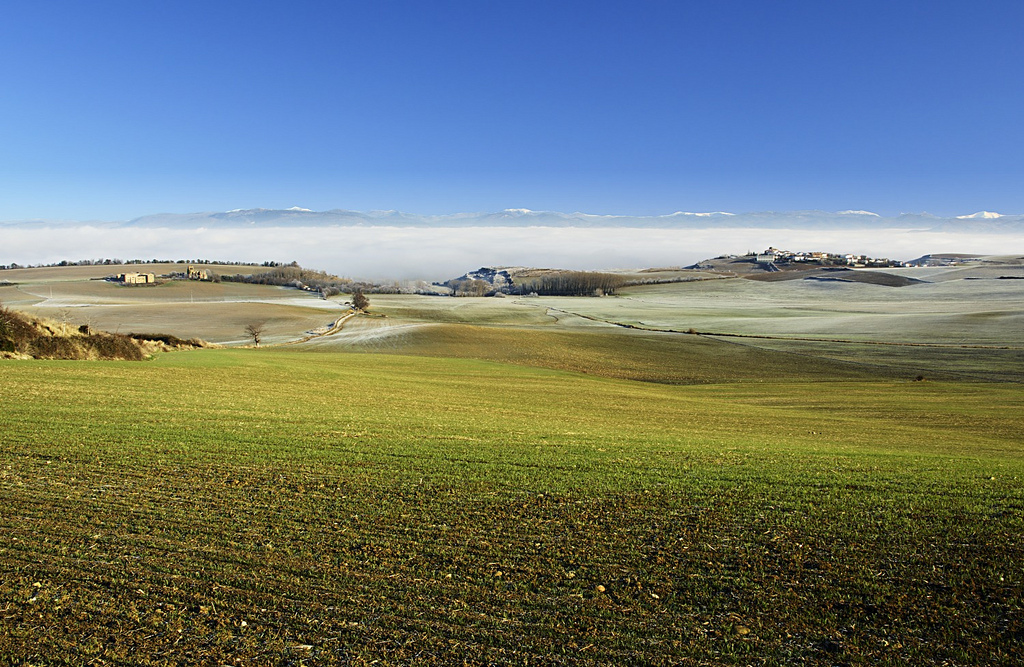
Vista da Cuenca de Pamplona; a cidade encontra-se imersa na bruma, em frente às montanhas do fundo

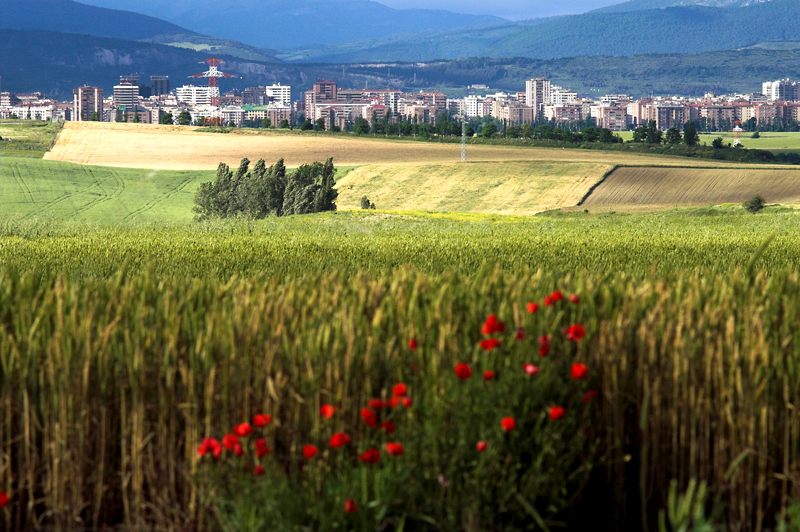
Campos agrícolas na periferia de Pamplona

### Fauna, flora e ambiente
Flora
Em termos biogeográficos, a cidade encontra-se no distrito navarro-alavês da  província atlântica europeia, na região euro-siberiana. Em relação ao bioclima, toda a comarca se pertence ao nível sub-climático sub-temperado inferior de ombroclima húmido onde a vegetação potencial corresponde ao carvalhal de Quercus humilis, sobretudo na forma de séries de transição entre o bosque de faia-europeia e o de Quercus pyrenaica. No entanto a paisagem sofreu grandes alterações devido à ação humana (antropia). Nas planícies e depressões existem zonas de hortas e de cultivo intensivo rodeadas de pastagens, matagais e ocorrências pontuais de ulmeiros (Ulmus minor) correspondentes à vegetação nativa original.
As zonas agrícolas do município incluem 611 hectares dedicados a culturas intensivas, 124 a hortas e culturas herbáceas de regadio e extensões mais pequenas de prados, pastagens, florestas, matas de carvalho-português e coníferas. Em 2009 existiam em Pamplona 144 000 árvores, das quais 26 000 em parques e jardins, 25 500 na zonas urbanas e mais de 92 000 espalhadas pelo município. O ayuntamiento mantém  479,56 ha de zonas verdes. As espécies ornamentais mais numerosas são: o plátano "de sombra" (Platanus × hispanica), bordo, freixo (Fraxinus excelsior e angustifolia), castanheiro-da-índia, choupos brancos, negro e tremedor (Populus tremula'), cipreste, Celtis australis, ulmeiro, olmo do Caúcaso, ginkgo biloba japonês, magnólia (Liriodendron), cedro-do-atlas (Cedrus atlantica) e do Líbano, salgueiro-chorão, abeto, abeto-falso e tília.
Fauna
A situação geográfica do município é favorável aos mamíferos por estar rodeado de montanhas e contar com rios que o atravessam. Nas zonas urbanas encontra-se uma grande variedade de mamíferos, como doninhas, fuinhas, ginetas, visons-europeus, lontras, texugos-europeus, raposas, e inclusivamente já foram vistos javalis no centro da cidade. À noite os animais dos montes baixam à cidade procurando as margens dos rios.

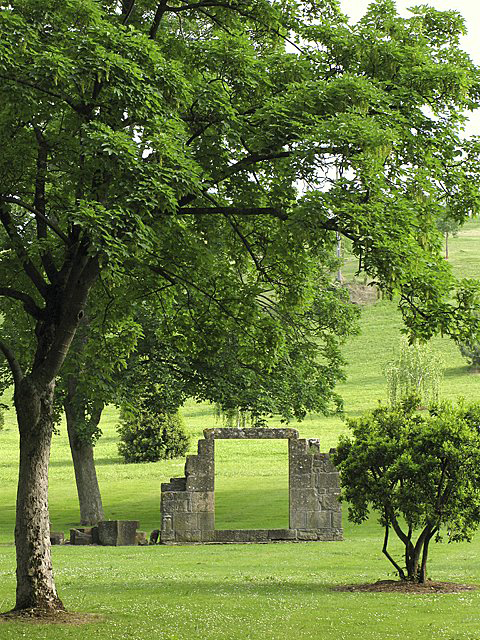
Um dos muitos parques de Pamplona

No que toca a aves, estão recenseadas 94 espécies distintas que vivem nos parques e edifícios da cidade. Os mais frequentes são os melros, a pega-rabuda, estorninho-preto, pardal-doméstico, alvéola e o pombo-comum.
Meio ambiente e Agenda 21 local
Uma das causas da poluição atmosférica na cidade é o tráfico automóvel. A dispersão de contaminantes é, em geral, boa, mas devido à velocidade do vento ser normalmente baixa, há pouca dispersão horizontal, o que faz com que a poluição se acumule no núcleo urbano, A poluição encontra-se abaixo dos nívei recomendados pelas últimas diretivas europeias e da Organização Mundial da Saúde e os níveis de poluição diminuíram entre 1990 e 1999.
Agenda 21
O programa Agenda 21 foi concebido para melhorar o meio ambiente e o desenvolvimento sustentável nas cidade. O ayuntamiento assumiu a realização de uma Agenda 21 própria, no qual os 21 indicadores foram divididos em quatro categorias (social, económica, ambiental e institucional) e doze áreas temáticas. Na categoria do meio ambiente figuram os seguintes indicadores: uso do território, mobilidade e transportes, recursos naturais, resíduos, poluição atmosférica, sustentabilidade global e educação ambiental.

### Demografia
Pamplona é a maior cidade de Navarra em número de habitantes. Em 2021 residiam na cidade  203 081 pessoas. A área metropolitana, formada por 18 municípios, tinha no mesmo ano 366 532 habitantes, o que a coloca entre os maiores 25 aglomerados urbanos de Espanha. Em 2008 distribuição da pirâmide etária por sexos e idades registava 94 588 homens (48%) e 102 687 mulheres (52%); 48% da população tinha menos de 40 anos, os menores de 20 anos constituíam 18% do total, enquanto que os maiores de 60 anos representavam 24%; a maior parte da população (31%) tem entre 20 e 40 anos. É uma distribuição etária típica de um regime democrático moderno, que apresenta sinais de uma tendência de envelhecimento progressivo da população, a qual é agravada por uma diminuição da taxa de natalidade.
O crescimento demográfico foi exponencial entre 1920 e 1980, tendo a população praticamente duplicado entre 1960 e 1980, tendo o crescimento  abrandado a partir de então, até ao início do século XXI. Entre 2001 e 2008 assistiu-se ao aumento da percentagem de população estrangeira na cidade devido à imigração. A percentagem de imigrantes face à população total em 2008 era de 11,83% (23 343), um valor em linha com a média nacional espanhola. As nacionalidades estrangeiras com maior número de habitantes em Pamplona eram a equatoriana (4 078), boliviana (2 256), búlgara (2 362) e romena (1 524).

 | 1991    | 1996    | 2000    | 2002    | 2004    | 2006    | 2008    | 2010    |
| 180 372 | 166 279 | 182 466 | 189 364 | 191 865 | 195 769 | 197 275 | 197 488 |
|         | 7,8%    | 9,7%    | 3,8%    | 1,3%    | 2%      | 0,8%    | 0,1%    |

## Política

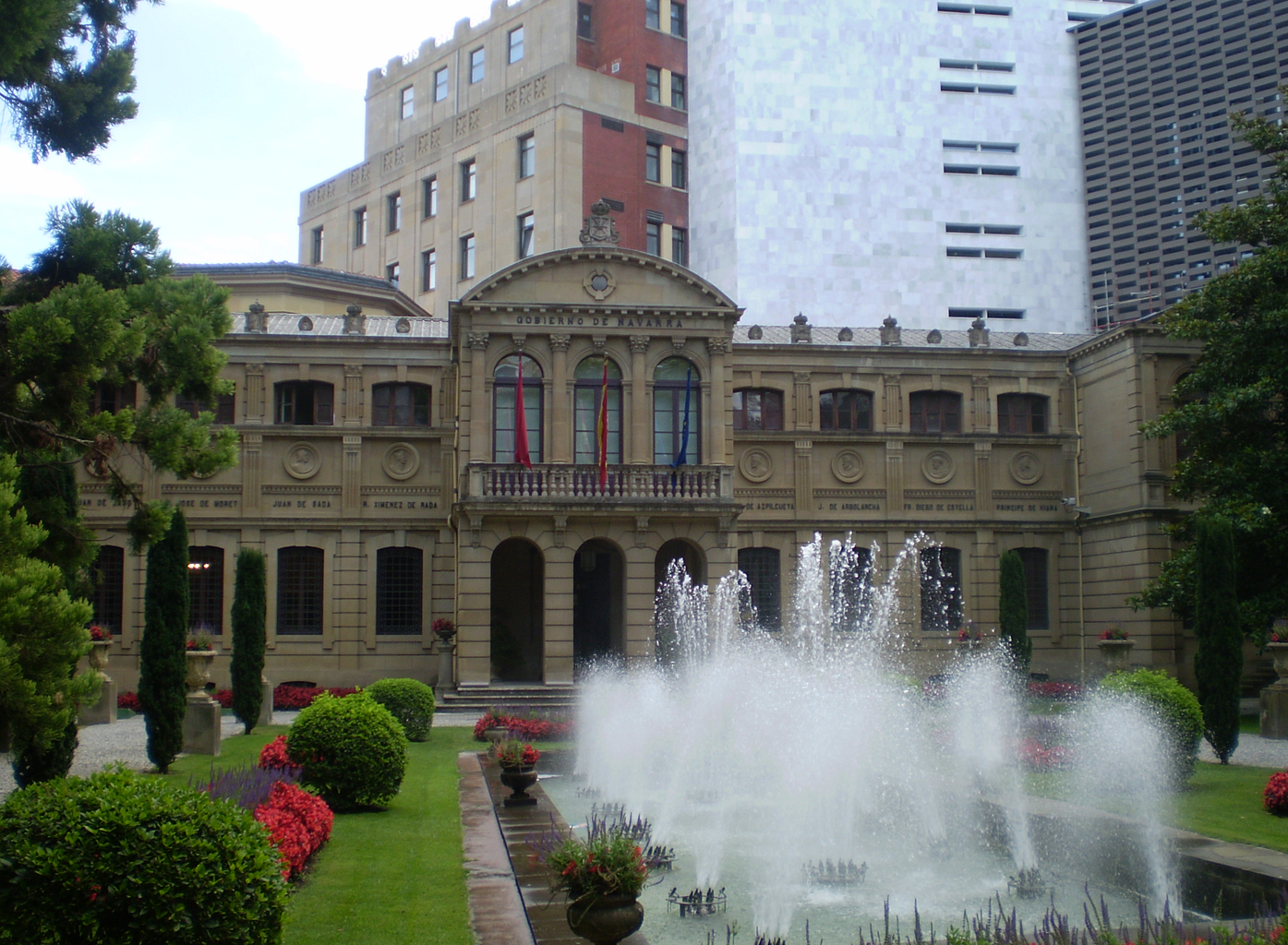
Jardins do Palácio de Navarra, a sede do governo "foral" (autonómico) de Navarra

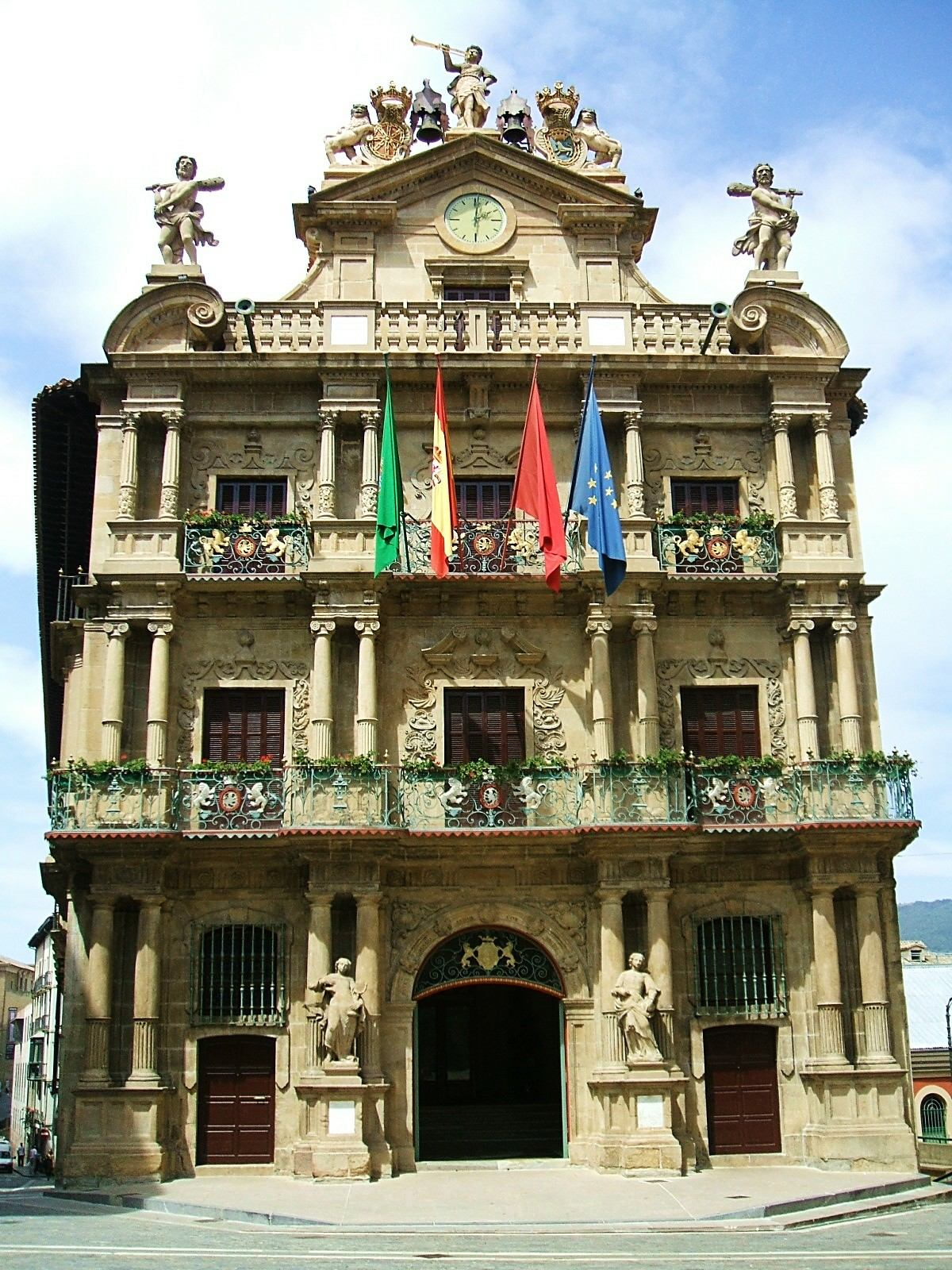
Sede do ayuntamento (governo municipal) de Pamplona

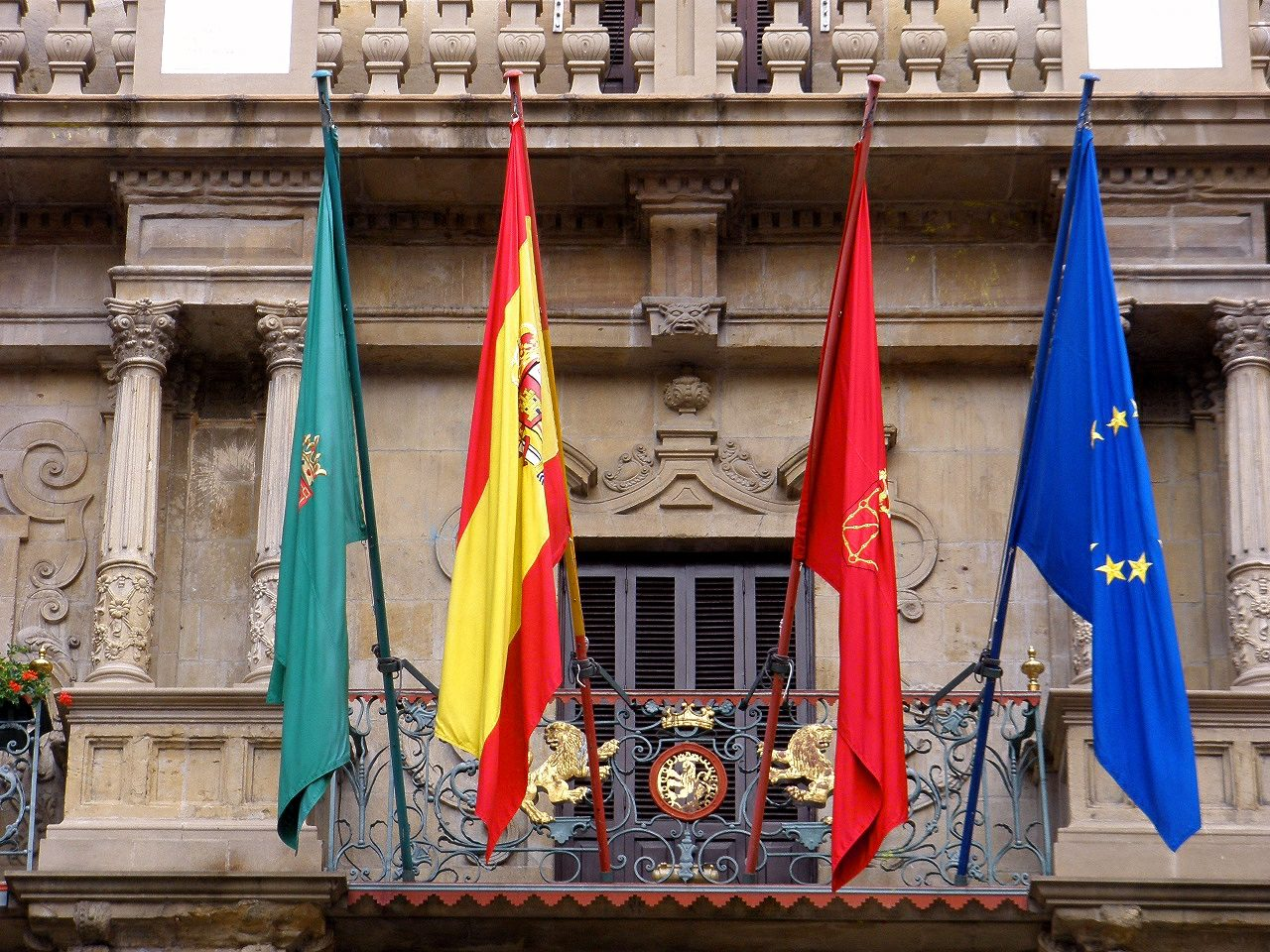
Pormenor da fachada do ayuntamento

Pamplona é a capital da Comunidade Foral de Navarra, uma comunidade autónoma com estatuto especial, pelo que nela está situada a sede do Governo de Navarra, todos os seus departamentos, e o parlamento regional. A delegação do Governo da Espanha em Navarra tem igualmente a sua sede em Pamplona, bem como todas as delegações de âmbito provincial e autonómico.

### Administração municipal
A administração política da cidade está a cargo do ayuntamiento, cujos membros são eleitos democraticamente por sufrágio universal de quatro em quatro anos. Todos os residentes com mais de 18 anos com cidadania espanhola ou de países da União Europeia têm direito de voto. Segundo a lei eleitoral que estabelece o número de vereadores conforme a população, Pamplona elege 27 vereadores. A sede do ayuntamiento está localizada na Praça Consistorial, na parte antiga da cidade.

Nas eleições municipais de 2007, a coligação da União do Povo Navarro (UPN) com o Partido Popular (PP) obteve 13 vereadores, tendo sido reeleita como alcaidesa Yolanda Barcina Angulo, líder da UPN. A coligação rompeu-se em 2008 e no ano seguinte uma das vereadoras da UPN abandonou aquele partido e aderiu ao PP após os Sanfermines. Na eleições de junho de 2011, a UPN obteve 11 vereadores (menos um que em 2007) e o seu cabeça de lista, Enrique Maya Miranda, foi eleito alcaide.
| Partido                                                                            | Vereadores |
| ---------------------------------------------------------------------------------- | ---------- |
| União do Povo Navarro (UPN)                                                        | 11         |
| Nafarroa Bai (NaBai)                                                               | 7          |
| Partido Socialista de Navarra (PSN-PSOE)                                           | 3          |
| Bildu                                                                              | 3          |
| Partido Popular (PP)                                                               | 2          |
| Izquierda-Ezkerra (coligação entre a Esquerda Unida de Navarra [UPN] e o Batzarre) | 1          |

| Período   | Nome do alcaide           | Partido político |
| --------- | ------------------------- | ---------------- |
| 1979-1983 | Julián Balduz Calvo       | PSN-PSOE         |
| 1983-1987 | Julián Balduz Calvo       | PSN-PSOE         |
| 1987-1991 | Javier Chourraut Burguete | UPN              |
| 1991-1995 | Alfredo Jaime Irujo       | UPN-PP           |
| 1995-1999 | Javier Chourraut Burguete | CDN              |
| 1999-2003 | Yolanda Barcina Angulo    | UPN              |
| 2003-2007 | Yolanda Barcina Angulo    | UPN-PP           |
| 2007-2011 | Yolanda Barcina Angulo    | UPN              |
| 2011-     | Enrique Maya Miranda      | UPN              |

Orçamento anual
O orçamento anual para 2011 do ayuntamiento e organismos autónomos dele dependentes totaliza cerca de 268 milhões de euros.
Plenário municipal
O plenário municipal é o órgão máximo da administração municipal e tem, entre outras competências, a de aprovar os regulamentos municipais, os orçamentos, os planos de ordenamento urbanístico e o controle e fiscalização dos restantes organismos municipais. O plenário é convocado e presidido pelo alcaide (ou alcaidesa) e é composto pelos 27 vereadores municipais. As sessões ordinárias ocorrem duas vezes por mês no Salão de Plenários da "Casa Consistorial" (sede do ayuntamiento).
Áreas municipais

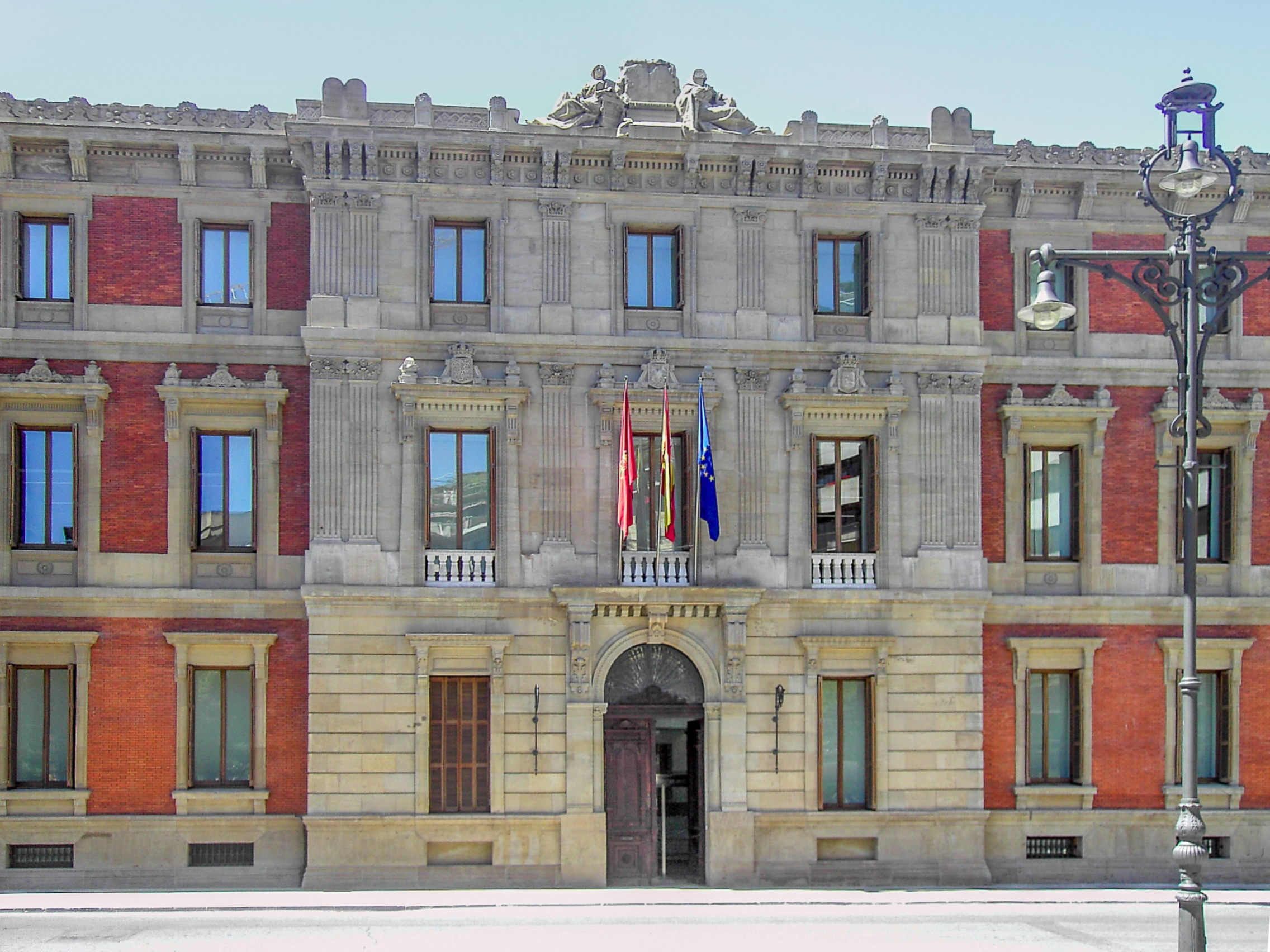
O edifício do Parlamento de Navarra, a instituição que sucedeu às Cortes de Navarra

A gestão executiva municipal está dividida em 13 áreas de governo, à frente das quais se encontra um vereador da equipa do governo municipal. Cada área tem várias delegações em função das competências que lhe estão atribuídas, as quais são variáveis de um mandato para outro. No início de 2011 essas áreas eram as seguintes: Bem estar social e desporto, Comércio e turismo, Conservação urbana, Cultura, Desenvolvimento sutentável, Educação e juventude, Finanças locais, Mobilidade, Participação cidadã e novas tecnologias, Presidência, Projetos estratégicos, Segurança dos cidadãos, urbanismo e habitação.
Bairros
Pamplona encontra-se dividida em bairros, que diferem tanto na extensão geográfica como na população. Em 2011 existiam os seguintes bairros: Azpilagaña, Echavacóiz, Ermitagaña-Mendebaldea. Iturrama, Chantrea, Rochapea, San Jorge, San Juan, Ensanche I, Ensanche II, Mendillorri, Casco Antiguo, Milagrosa, Buztintxuri-Euntzetxiki, Ezkaba, Lezkairu e Beloso-Ripagaina.

### Área metropolitana e administração judicial
Área metropolitana
Ao mesmo tempo que a cidade se desenvolve na segunda metade do século XX, os pequenos municípios dos arredores, até então rurais, transformam-se rapidamente no local de residência da nova população industrial. A área metropolitana está delimitada pelo âmbito geográfico da Cuenca (bacia) de Pamplona e é formada por 23 municípios. Em 2009 a sua população era de 334 830 habitantes e a área 488,6 km². Existe um organismo denominado Mancomunidad de la Comarca de Pamplona que aglutina a maior parte destes municípios e tem competências na gestão de diversos serviços, como sejam os transportes públicos urbanos, gestão de água e resíduos urbanos.
Administração judicial

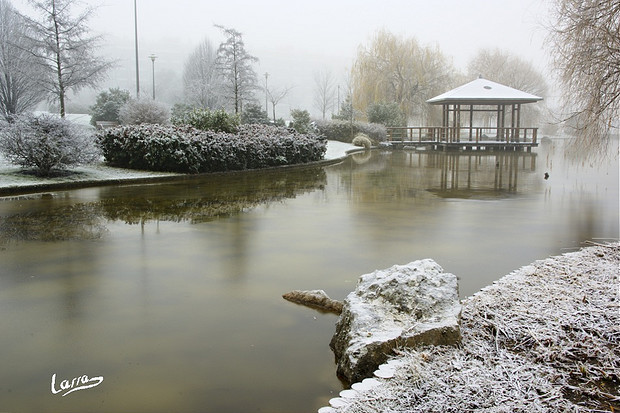
Vista do Parque de Yamaguchi, em cujo projeto colaboraram arquitetos da cidade-irmã japonesa de Yamaguchi

Pamplona é a sede do Tribunal Superior de Justiça da Comunidade Foral de Navarra, da Audiencia Provincial de Navarra e do Partido Judicial nº 4 de Navarra, que tem jurisdição sobre 87 localidades da região. Todas os organismos judiciais se localizam na Rua de São Roque, bairro de São João.

### Cidades gémeas
Pamplona está geminada com quatro cidades, com as quais mantém relações amistosas institucionais e entre os cidadãos dessas cidades através de intercâmbio de estudantes, encontros culturais, fomento de relações económicas, etc.
|       | França           | Baiona, França | (1960)   |                    | Alemanha | Paderborn, Alemanha | (1992) |
| Japão | Yamaguchi, Japão | (1980)         | Colômbia | Pamplona, Colômbia | (2001)   |                     |        |

## Economia
Rendimento per capita

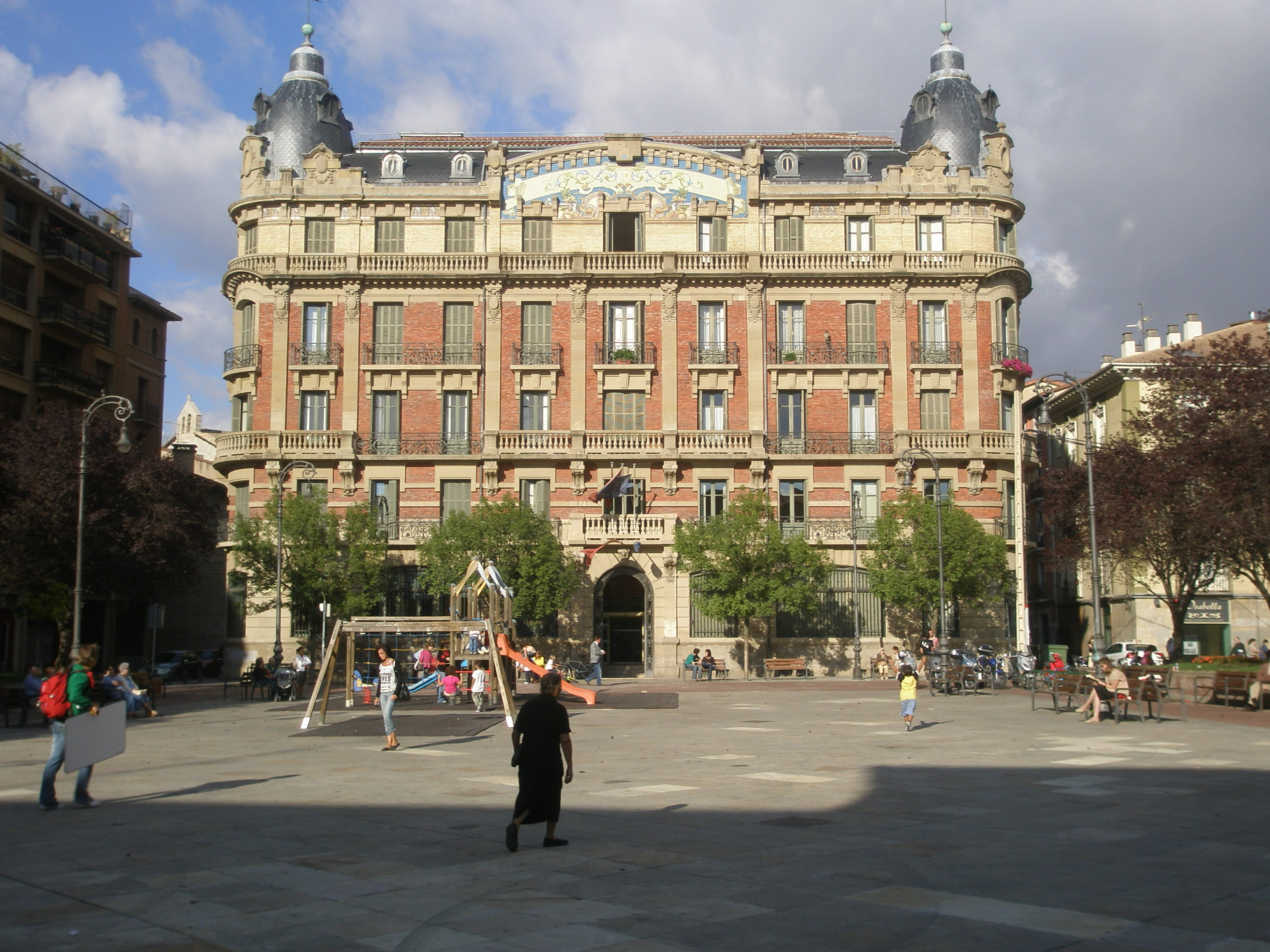
O edifício de La Agrícola, construído em 1912 como sede de uma instuição bancária e de seguros; foi posteriormente o Grande Hotel de Pamplona e aí funcionou até há pouco tempo a Biblioteca Geral de Navarra.

Os dados disponíveis para o rendimento per capita refere-se à totalidade de Navarra, mas podem ser orientativos em relação ao valor no município. Em 2008 foi de 30 614 euros, bastante acima da média nacional espanhola (24 100 €) e à média da União Europeia dos vinte e sete (25 100 €).
Emprego
No período compreendido entre 1996 e 2007, a taxa de desemprego situou-se em torno dos 5%, No entanto, no segundo trimestre de 2010, a taxa de desemprego era de 10,96%, devido sobretudo à crise mundial iniciada em 2008. O desemprego afetou mais os imigrantes do que os espanhóis.
Agricultura
Há hortas muito perto das zonas urbanas de Pamplona, especialmente nos meandros do rio Arga conhecidos como Aranzadi e Magdalena. As principais hortaliças produzidas são a alcachofra, pimento, borragem, couve, acelga, chicória, endívia, alho-francês, alface, espinafre, cebola, tomate, feijão verde, batata, rabanete e fava.
Indústria
| Setor               | Nº de empresas |
| ------------------- | -------------- |
| Energia e água      | 19             |
| Mineração e química | 44             |
| Metalurgia          | 193            |
| Manufatura          | 457            |
| Total               | 713            |

Existem dois parques industriais no município, nos quais se concentram a maior parte das indústrias. Um deles é o Polígono Industrial Agustinos e o outro o Polígono Industrial de Landaben. Neste último está instalada uma fábrica de automóveis da Volkswagen, a indústria que gera mais empregos em toda a comarca; em 2009 essa fábrica tinha aproximadamente 5 000 trabalhadores.
Em 1957, a autarquia aprovou o Plano Geral de Ordenamento Urbano, o qual, juntamente com o Plano de Promoção Industrial de Navarra (PPI), iniciado em 1964 pela Deputação Foral de Navarra (governo local autónomo), permitiu a instalação de um espaço industrial tecnologicamente avançado naquilo que era uma zona agrícola. Cerca de metade dos empregos da área metropolitana ligados à indústria estão concentrados nos dois parques industriais de Pamplona. Quase todas as empresas são pequenas ou médias empresas. Por setores, destaca-se o metalúrgico e dentro deste os subsetores automóvel e transformação de metais. As indústrias alimentar, de papel e artes gráficas são também importantes, além das indústrias siderúrgica, mecânica, eletrónica, material elétrico, maquinaria agrícola, química, farmacêutica, de borracha, têxtil, fibras sintéticas, couro, madeira e materiais de construção, entre outras.

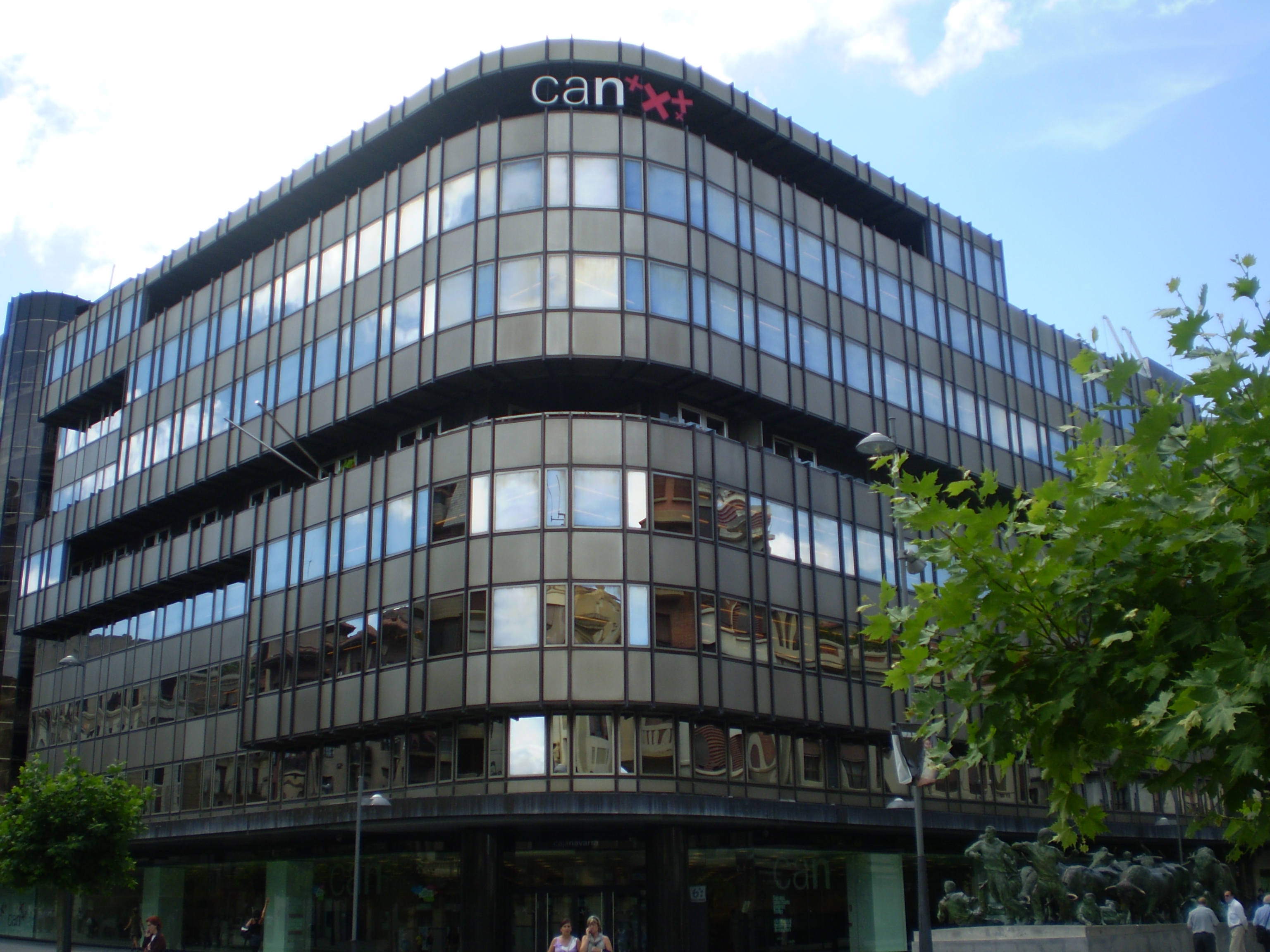
Sede da '

Nos últimos anos, muitas indústrias deslocaram-se da cidade para a periferia, um movimento motivado sobretudo pela procura de solo industrial mais apto para as novas necessidades. Entre 1982 e 1990 todos os setores industriais perderam empregos na cidade, enquanto que o número de empregos na periferia aumentou nos setores metalúrgico, alimentação e construção. Esta tendência veio acompanhada de uma crescente especialização de Pamplona nos serviços.
Serviços
O setor terciário, que antes da industrialização dos anos 1950, era muito importante, perdeu importância a partir da década de 1960, quer devido à  industrialização, quer por causa da modernização agrária. A partir da crise industrial, o setor terciário voltou a dominar as atividades económicas urbanas. Entre os serviços destacam-se o comércio, a banca e o turismo.
Comércio
As zonas de maior concentração de comércio são o Segundo Ensanche, com 26,7% dos estabelecimentos e o Casco Antiguo (centro histórico), com 18%. Seguem-se os bairros de por Iturrama, San Juan, Rochapea e Chantrea. No entanto, a concentração de pequenas lojas com um só dono é maior no Casco Antiguo e no Segundo Ensanche. Esse tipo de estabelecimentos constitui 67% do total. Os centros comerciais e hipermercados instalados na cidade pertencem às cadeias Carrefour, El Corte Inglés e Eroski.
Bancos
A Caja de Ahorros y Monte de Piedad de Navarra (Caixa de Poupanças e Montepio de Navarra), conhecida comercialmente como Caja Navarra, CAN ou Nafarroako Kutxa em basco, é a principal caixa de poupanças de Navarra e tem a sua sede em Pamplona. Outra instituição de crédito importante de carácter cooperativo que tem a sua sede na cidade é a Caja Rural de Navarra.
Turismo
A infraestrutura hoteleira da cidade é suficiente para alojar os turistas que visitam a cidade ao longo do ano, mas é manifestamente insuficiente para cobrir a procura que se regista durante as Festas de São Firmino. No início de 2011 existiam na região de Pamplona 33 hotéis (1 de uma estrela, 4 de duas estrelas, 19 de três estrelas, 7 de quatro estrelas e 2 de cinco estrelas). Os bares e restaurantes têm grande importância na economia local, devido ao elevado número de estabelecimentos dedicados à restauração, os quais oferecem uma grande diversidade gastronómica em quase tudo quanto é estilo e categoria.

## Estrutura urbana

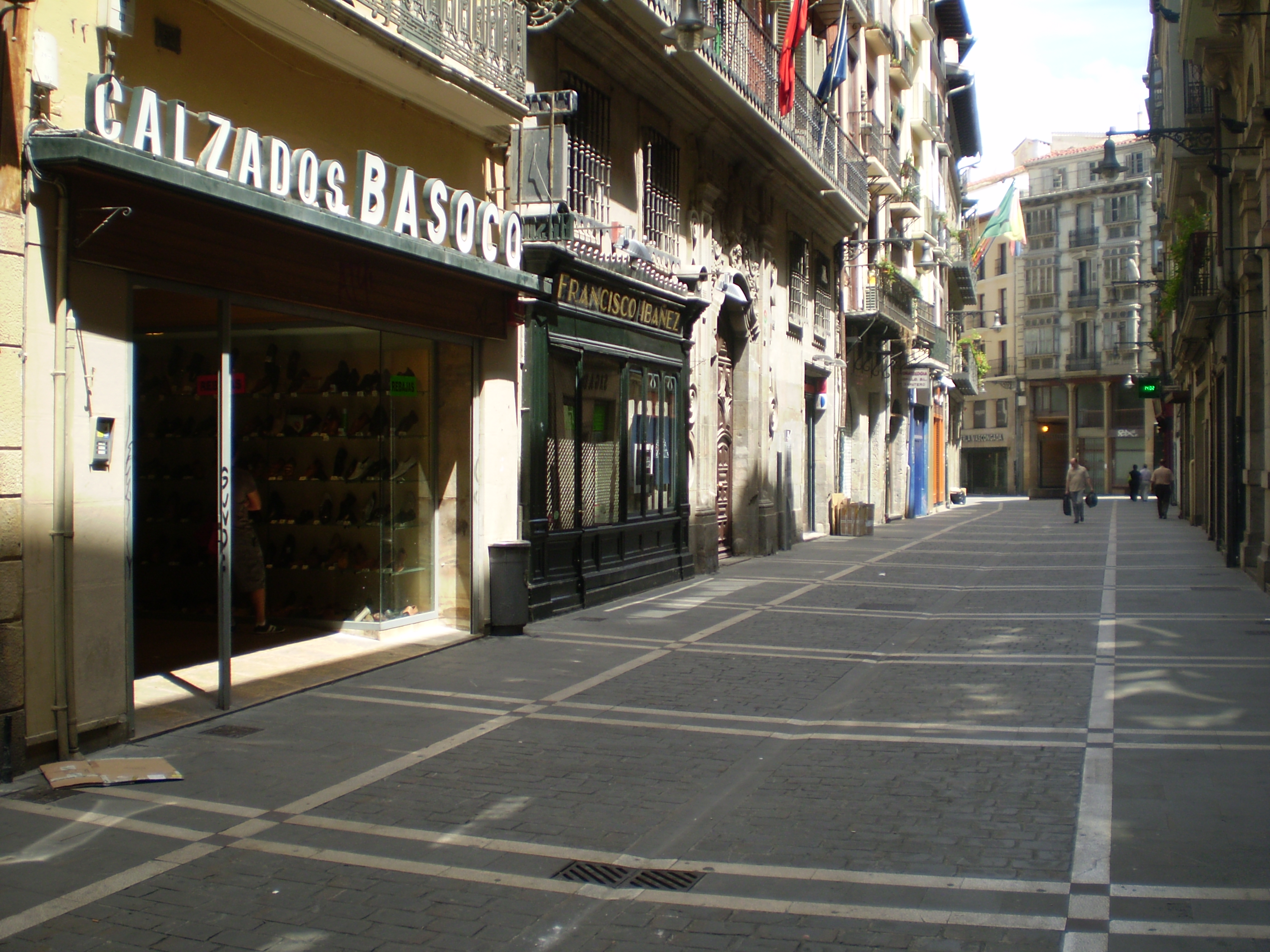
A Rua Zapatería, na parte antiga

### Urbanismo
As partes antigas e modernas de Pamplona apresentam um grande contraste entre elas. A parte moderna tem numerosos jardins e grandes avenidas, enquanto que as zonas históricas, rodeadas de muralhas, têm ruas estreitas e edifícios antigos.
Durante grande parte da Idade Média, Pamplona esteve dividida em três burgos separados entre si: Navarrería, San Cernin e São Nicolau. Só o primeiro era habitado quase exclusivamente por nativos (bascos), embora tivesse alguma heterogeneidade étnica. Os outros dois burgos eram originalmente habitados por  francos. Os confrontos entre os burgos eram frequentes e em 1276 culminaram na "Guerra da Navarrería", durante a qual este burgo foi destruído e a sua população massacrada. Os conflitos só foram solucionados definitivamente em 1423, quando os três burgos foram unidos sob o "Privilégio da União", uma lei foral do rei Carlos III de Navarra, que mandou também destruir as muralhas entre os burgos e converteu os fossos em ruas. A cidade ficaria confinada às suas fortes muralhas até à segunda metade do século XIX.

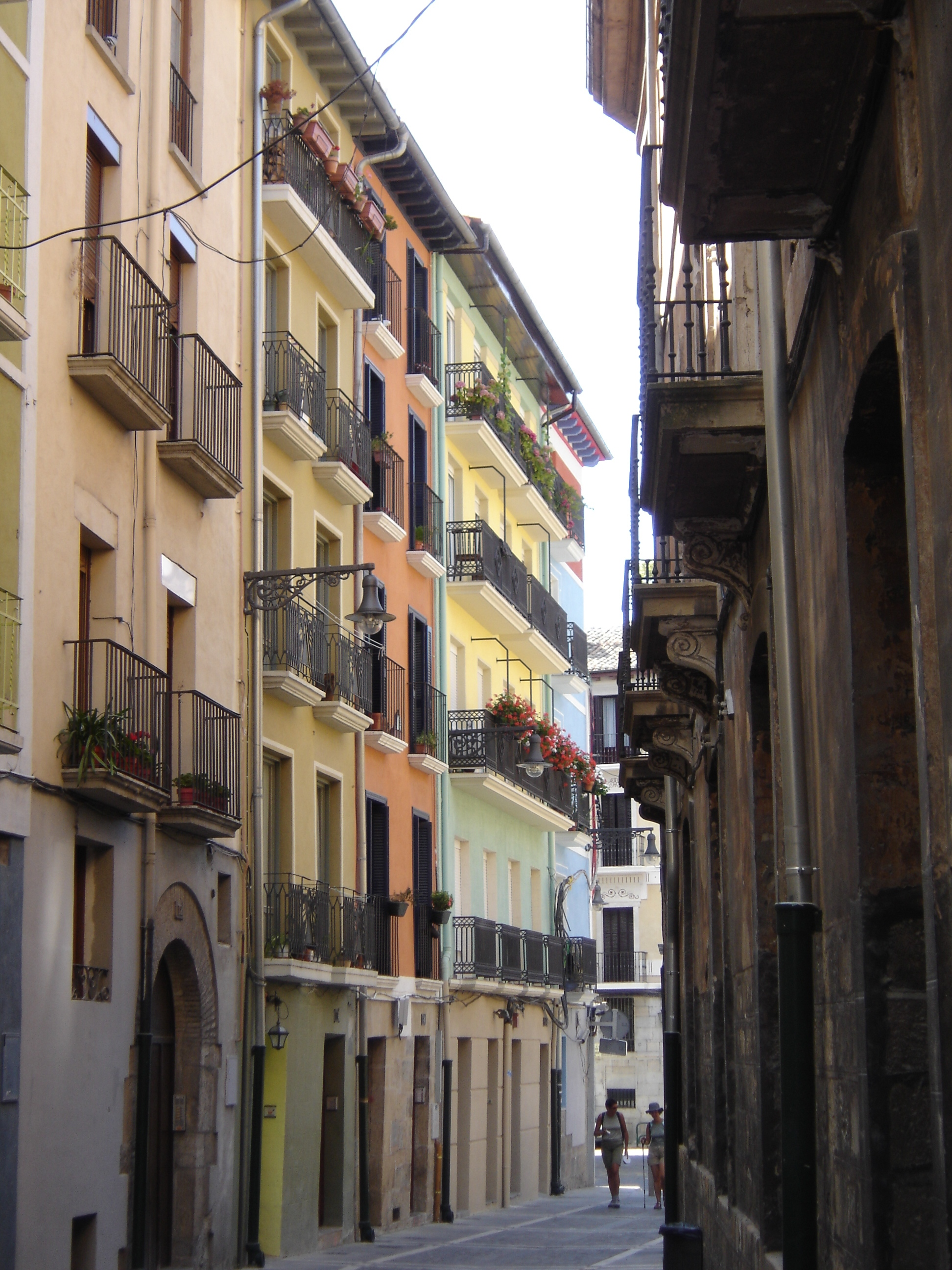
Rua do centro histórico

Durante o século XIX, a população aumentou, mas a cidade não se podia expandir para fora das muralhas como a maioria das cidades da época por causa do apertado controle militar, que impedia o derrube das muralhas e a edificação nas suas proximidades. A solução encontrada foi a construção em altura e o crescimento da densidade populacional. A Desamortização de Mendizábal permitiu o uso para construção dos espaços livres dos conventos e igrejas. Existia apenas um bairro extramuros, o de Rochapea, que se encontrava relativamente distante das muralhas e onde era exigido que os edifícios não tivessem mais de 10 metros de altura e que fossem construídos com materiais pouco resistente, como tijolo e madeira.
Na segunda metade do século XIX, o ayuntamiento negoceia com o exército a abertura das muralhas para que a cidade se possa expandir e para que os problemas de insalubridade possam ser resolvidos. Em 1884, o exército autoriza o derrubamento de dois dos baluartes da cidadela mantendo a muralha exterior, o que dá origem ao Primeiro Ensanche, um novo bairro onde também foram construídos novos quartéis de infantaria. Também foram cedidos terrenos para a construção de outros quartéis em Aizoáin, situado nas proximidades, e seis quarteirões para casas para a burguesia, as quais não resolveram o problema de falta de habitações na cidade. Só em 1915 se derruba finalmente a muralha sul e se inicia a construção do Segundo Ensanche, segundo um plano inspirado no Eixample de Barcelona, da autoria de Ildefons Cerdà.

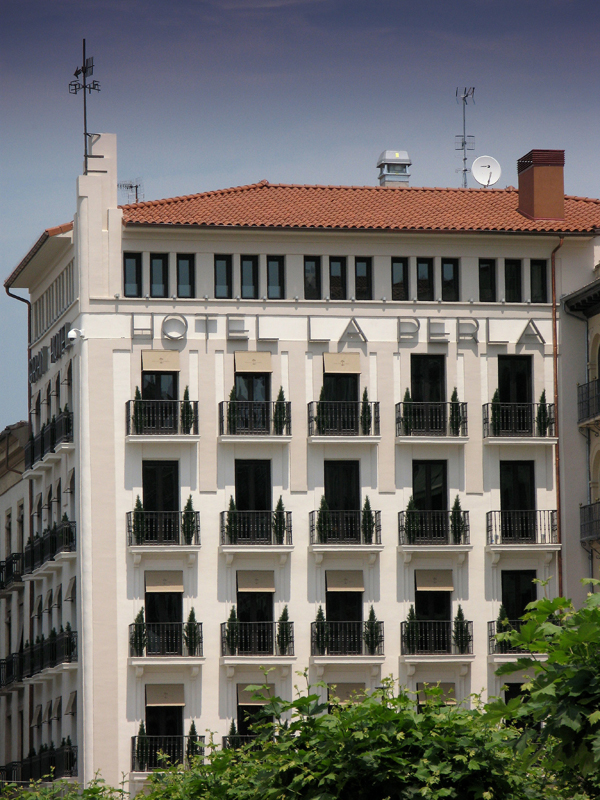
O Hotel La Perla, um dos mais hotéis mais antigos de Espanha ainda em funcionamento; um dos seus hóspedes mais famosos foi Ernest Hemingway; depois de muitos anos de decadência, atualmente é um hotel de luxo.

A partir dos anos 1950, como consequência da industrialização iniciada na região, assiste-se a uma expansão urbana que origina a construção de bairros para alojar o grande afluxo de trabalhadores e suas famílias provenientes das localidades da região e de outras partes de Espanha. São exemplos de bairros criados nessa época os de Chantrea junto à muralha; Rochapea, São Jorge e La Milagrosa do outro lado do rio; Abejeras e Echavacoiz, na parte sul. Nas décadas seguintes surgem o bairros residenciais de San Juan-Donibane (1960-70), Iturrama e Ermitagaña (1970-80) e Mendebaldea (1980-90). Ao mesmo tempo são criados outros bairros mais humildes, como Echavacoiz, Azpilagaña e, em 1998, o de Mendillorri. Atualmente a expansão urbanística dá-se sobretudo em Ezcaba, Buztintxuri, Lezkairu-Arrosadía.
Em 2009 estavam em curso dois novos planos de urbanização em Pamplona, a que se somavam os de outros municípios da área metropolitana: Lezkairu, situado atrás do Segundo Ensanche e do qual pretende imitar as formas, com quarteirões quadrados; e Echavacoiz, junto a Zizur Mayor, onde se situará a futura estação ferroviária do AVE (alta velocidade espanhola). Também está prevista construção de um parque com 21 hectares em Aranzadi, um dos meandros do rio Arga.
A cidade estende-se atualmente pela bacia do Arga e forma com os municípios circundantes um contínuo urbano que alberga aproximadamente 335 000 habitantes, mais de metade da Comunidade Foral de Navarra.

### Educação
A rede de estabelecimentos de ensino de Pamplona cobre completamente a procura educativa da região em todos os níveis de ensino. Entre os centros de ensino superior cabe destacar o Conservatório Navarro de Música Pablo Sarasate, a Universidade de Navarra (privada, da Opus Dei), a Universidade Pública de Navarra e uma delegação da Universidade Nacional de Educação à Distância. Estes centros acolhem estudantes procedentes não só da região como de outros locais.

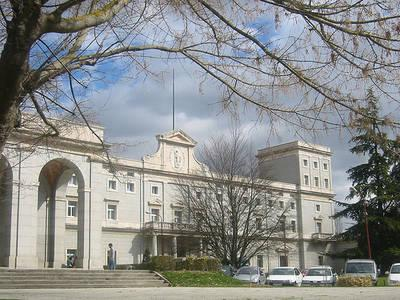
Edifício central da Universidade de Navarra

O Conservatório Navarro de Música Pablo Sarasate é uma escola superior que foi criada em 1858 como escola municipal de música e foi elevada à categoria de conservatório em 1957. Em 2004 foi dividido física e administrativamente no Conservatório Profissional de Música Pablo Sarasate e no Conservatório Superior de Música de Navarra. O seu nome deve-se ao famoso violinista e compositor pamplonês Pablo de Sarasate.
A Universidade de Navarra (UN) é uma universidade privada fundada em 1952 por Josemaría Escrivá de Balaguer, o fundador da Opus Dei e é gerida por esta instituição. Conta com dez faculdades, duas escolas superiores, duas escolas universitárias e diversos institutos superiores e outras instituições, como o Instituto de Estudos Superiores da Empresa (IESE), uma escola de pós-graduação que funciona em Madrid, Barcelona, Nova Iorque e Munique, o Instituto Superior de Secretariado e Administração (ISSA), o Centro de Investigação Médica Aplicada (CIMA) e a Clínica Universidade de Navarra. No ano letivo 2007-2008 tinha matriculados 9 188 alunos de licenciatura e 4 302 alunos de pós-graduação e figurava em 1º lugar da Espanha no ranking  das universidades privadas espanholas do do jornal El Mundo e no 8º lugar do ranking geral do mesmo jornal. A 30 de outubro de 2008 foi perpetrado o sexto atentado terrorista da ETA contra a UN, tendo provocado 28 feridos ligeiros. Embora os atentados contra a UN nunca tenham provocado vítimas mortais, a 4 de outubro de 1979, a explosão de uma bomba e os gases tóxicos dela resultantes provocaram o internamento hospitalar de 249 pessoas.

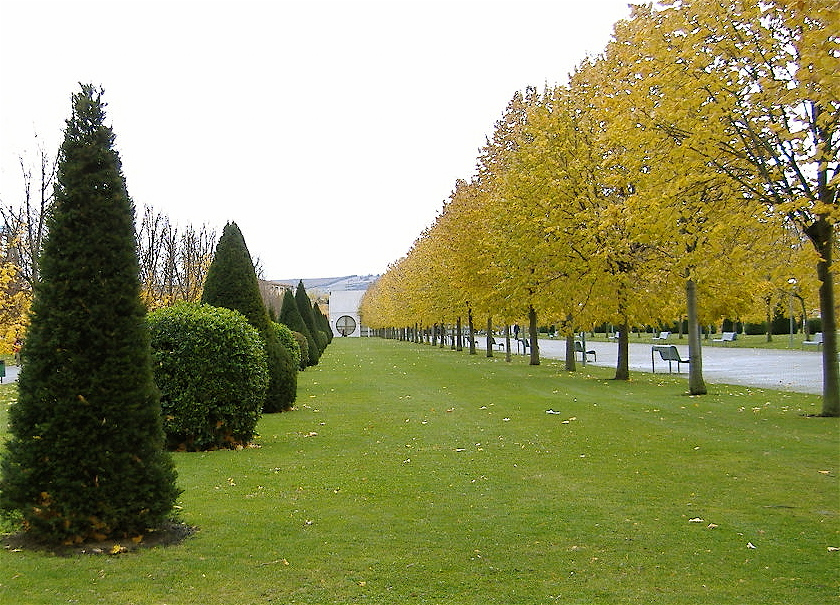
Campus de Arrosadia da Universidade Pública de Navarra

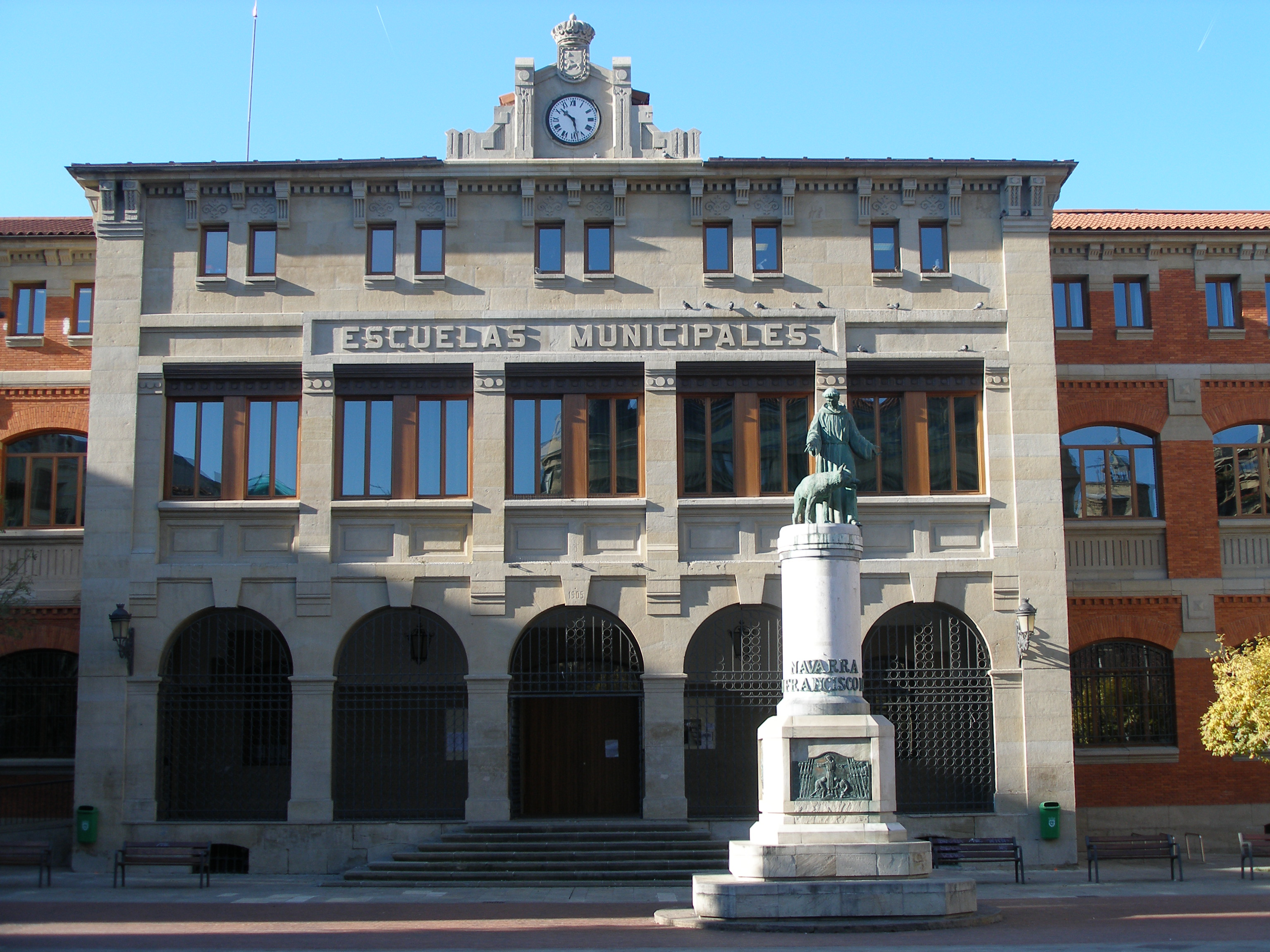
As Escolas de São Francisco, construídas em 1902 no sítio de um antigo convento franciscano

A Universidade Pública de Navarra (UPNA) é uma universidade criada pelo governo local navarro em 1987. No ano letivo 2007-2008 estavam matriculados 8 059 alunos e no ano seguinte foi classificada no 27º lugar no ranking das universidades públicas espanholas do El Mundo.. O campus de Arrosadía, onde se concentram a maior parte das instalações, ocupa uma área de 260 000 m² urbanizados, a que se soma a Quinta de Práticas e Investigação Agrícola, as instalações desportivas e o Centro de Biotecnologia Agrária Vegetal. A universidade conta ainda com o edifício "Ciências da Saúde" no recinto hospitalar de Pamplona, onde funciona o departamento do mesmo nome e a Escola Universitária de Estudos Sanitários. O orçamento da universidade em 2009 foi de 74 487 129 €. A universidade tem três faculdades (Ciências Económicas e Empresariais, Ciências Sociais e Humanas e Ciências Jurídicas), duas escolas técnicas superiores (Engenharia Agronómica e Engenharia Industrial e de Telecomunicações) e uma escola universitária (Estudos Sanitários).
A delegação da Universidade Nacional de Educação à Distância (UNED) em Pamplona contava, em 2009-2010, com 111 professores e 3 200 alunos, distribuídos por 28 licenciaturas, curso de acesso para maiores de 25 anos, cursos de formação contínua, de inglês e para a terceira idade. Situa-se próximo do campus de Arrosadía da Universidade Pública, no edificío "del Sario".

### Saúde
A rede de saúde pública é assegurada pelo Serviço Navarro de Saúde-Osasunbidea, dependente do Governo de Navarra.
Existem dois hospitais gerais, o da Virgem do Caminho, conhecido popularmente como "A Residência", que dispõe de 565 camas, e o Hospital de Navarra, que tem 489 camas. Estes hospitais estão fisicamente muito próximos e em janeiro de 2010 passaram a constituir uma só entidade de nome Complexo Hospitalar de Navarra, juntamente com a Clínica Ubarmin.  Esta última é um hospital ortopédico e de reabilitação com 93 camas. Há ainda a destacar quatro centros ambulatórios de assistência especializada, doze centros de saúde, uma residência e centro de dia para idosos, quatro hospitais de dia, cinco centros de atenção à mulher, um centro de transfusão sanguínea, uma clínica de reabilitação de saúde mental e um centro de investigação biomédica.
No setor privado, destacam-se o Hospital São João de Deus, a Clínica São Miguel e, principalmente, a Clínica Universidade de Navarra. Apesar de serem entidades privadas, têm atividades concertadas com a rede pública. A Clínica Universitária é uma instituição muito prestigiada, inclusivamente a nível internacional, que atrai numerosos pacientes de fora de Navarra. É certificada pela Joint Commission (TJC, ex-JCAHO) e pela Fundação Avedis Donabedian (FAD).

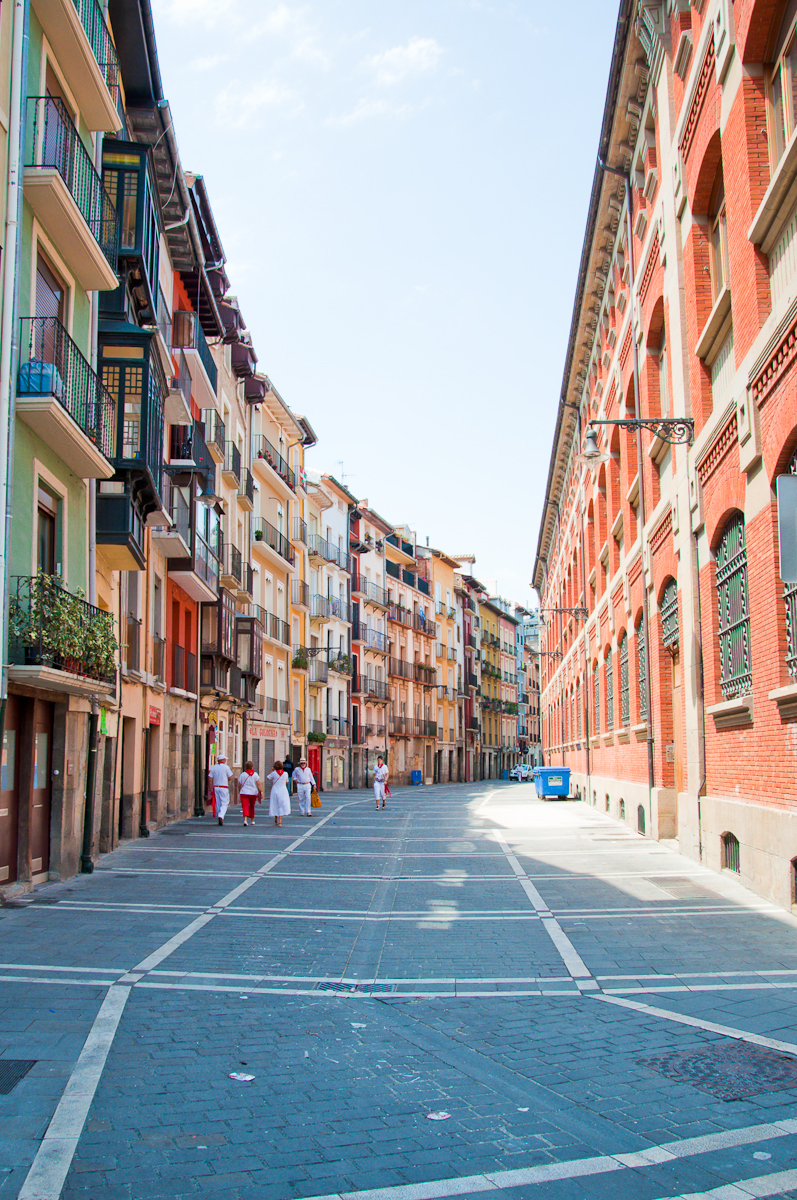

Competências municipais na área da saúde
O artigo 42 da Lei Geral de Sanidade dispõe que, sem prejuízo das competências das restantes administrações públicas, as administrações municipais têm as seguintes responsabilidades mínimas no controle sanitário nas seguintes áreas:
- Contaminação atmosférica, abastecimento de água, saneamento de águas residuais, resíduos urbanos e industriais.
- Indústrias, atividades e serviços, transportes, ruídos e vibrações.
- Edifícios e locais de habitação e convivência humana, especialmente dos centros de alimentação, cabeleireiros, saunas, centros de higiene pessoal, hotéis, centros residenciais, escolas, acampamentos turísticos, áreas de atividade física, desportivas e de recreio.
- Distribuição e abastecimento de alimentos perecíveis, bebidas e demais produtos, relacionados de forma direta ou indireta com o uso ou consumo humanos, assim como os meios usados no seu transporte.
- Cemitérios e câmaras mortuárias.

### Segurança e serviços sociais
Serviços sociais

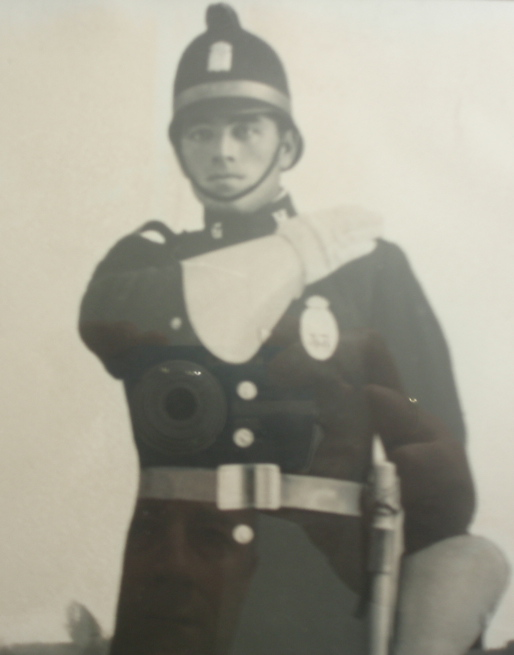
Polícia municipal de Pamplona em 1930

O ayuntamiento dispõe de um departamento de serviços sociais para prestar apoio aos mais desfavorecidos. Para esse efeito existem onze unidades de bairro que facilitam o acesso dos cidadãos necessitados a diversos serviços sociais. As funções principais dessas unidades são: acolhimento e orientação social, apoio a pessoas com dificuldades motoras, incorporação sócio-laboral e apoio à infância e à família, e alojamento alternativo. Além das unidades de bairro, os serviços sociais municipais têm escolas oficinas, oficinas de emprego, promovem cursos de formação.
Segurança de pessoas e bens
Em Pamplona atuam as seguintes forças policiais: Polícia Municipal (ou Local), dependente do município, Polícia Foral de Navarra, dependente do governo navarro, Corpo Nacional de Polícia, Guarda Civil e Polícia Judicial, estas últimas dependentes do governo espanhol.
A segurança de pessoas e bens é supervisionada e regulamentada pela Agência Navarra de Emergências (ANE), um organismo autónomo criado pelo Governo de Navarra pelo Decreto Foral 12/2009, de 16 de fevereiro, que agrupa os efetivos da Proteção Civil-SOS Navarra 112 e o Consórcio de Bombeiros de Navarra. A segurança de eventos envolvendo muitas pessoas, como os Sanfermines, encontros de futebol de alto risco ou outros de com grande potencial de tensão e interesse, é planificada por um organismo denominado Junta Local de Proteção Civil da qual fazem parte as forças policiais, a Cruz Vermelha, Bombeiros, DYA, Proteção Civil e equipas médicas de emergência.
O Departamento de "Segurança Cidadã" (Seguridad Ciudadana) de Pamplona tem como objetivos proteger o exercício de direitos e liberdades, velar pela convivência pacífica e proteger as pessoas e os seus bens de acordo com a lei. Entre as competências da Polícia Municipal destacam-se a proteção dos edifícios municipais, investigação judicial, manutenção da ordem em espetáculos, atividades recreativas e outros eventos públicos e concentrações, tramitação de denúncias, controle de feiras, mercados e similares, controle do cumprimento de regulamentos municipais, apoiar os serviços de bombeiros e de ambulâncias, gerir o tráfico e proteger as autoridades municipais.

### Transportes
| Tipo de veículo      | Quantidade |
| -------------------- | ---------- |
| Ligeiros             | 94 713     |
| Camiões e furgonetas | 17 211     |
| Outros               | 15 558     |
| Total                | 127 482    |

Parque automóvel

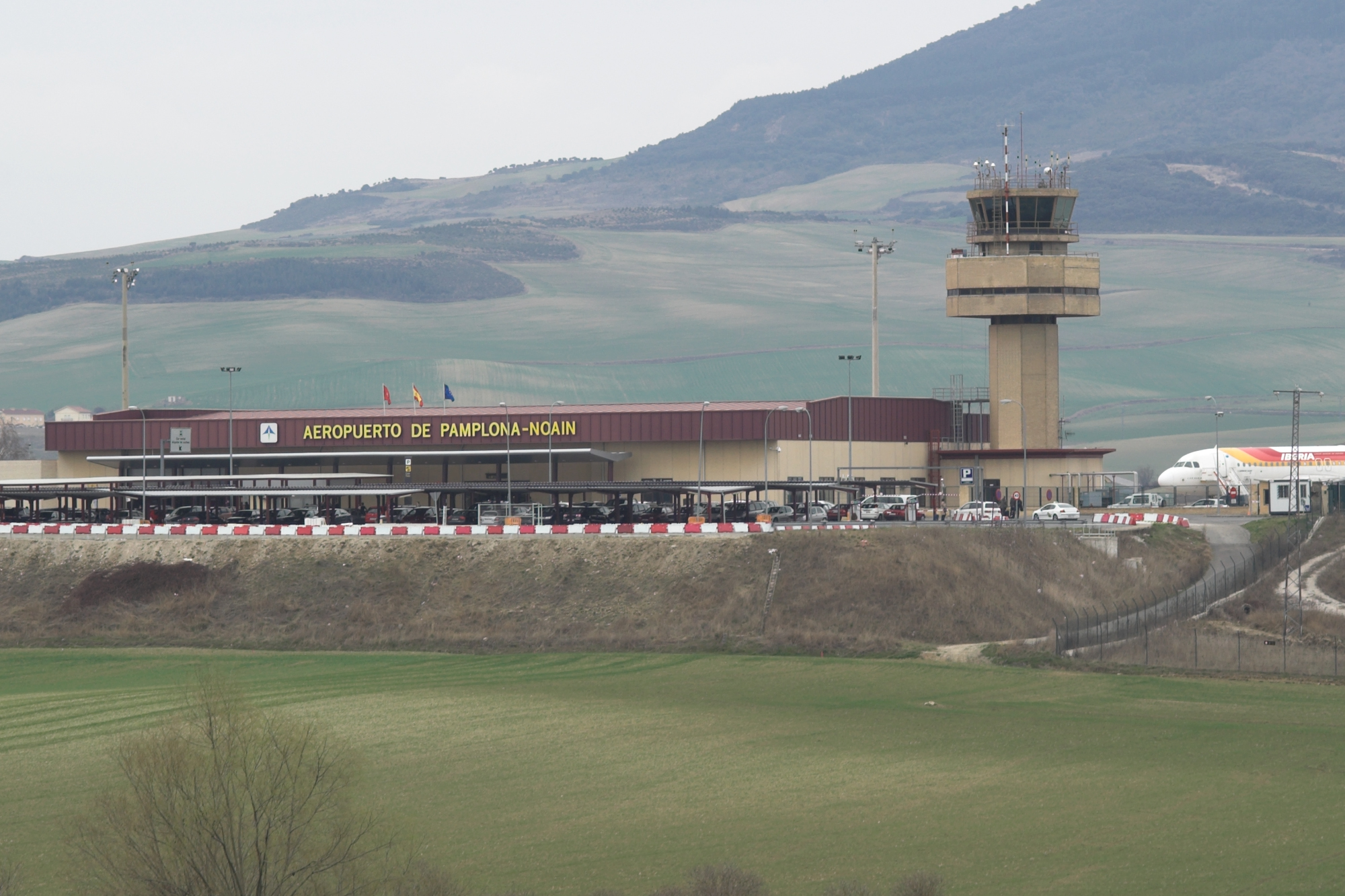
Aeroporto de Pamplona

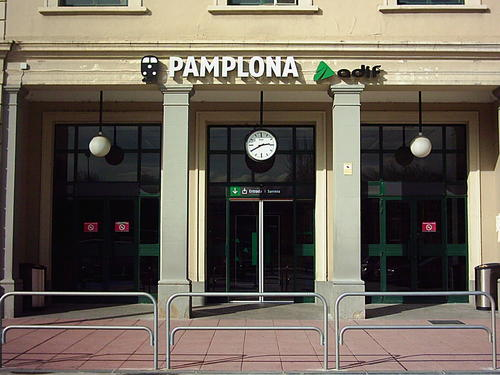
Estação ferroviária de Pamplona

Em 2008 Pamplona tinha uma taxa de 646 automóveis por cada mil habitantes, a qual era ligeiramente inferior à média de Navarra (694 por cada mil habitantes). No mesmo ano estavam registados 17 211 veículos de carga, o que provavelmente indicia a existência de um grande número de pessoas que se dedicam profissionalmente ao transporte de mercadorias, devido ao papel da cidade como centro de distribuição regional.
Transporte aéreo
O Aeroporto de Pamplona (IATA: PNA, ICAO: LEPP) encontra-se a 6 km da cidade, entre os municípios de Noáin e Galar (Esquíroz). Em novembro de 2010 foram concluídas obras de ampliação que duplicaram a capacidade para um milhão de passageiros por ano e aumentaram substancialmente a operacionalidade, nomeadamente porque a extensão da pista em 200 metros permite o uso do aeroporto por aviões do tipo Boeing 737 e Airbus A320 com plena carga e em situações meteorológicas adversas. Em março de 2011 o aeroporto era servido por 7 voos diários de e para Madrid e 4 para Barcelona. Em 2006 o aeroporto teve um movimento de 375 308 passageiros, 11 419 voos e 59 toneladas de carga.
Transporte ferroviário
A estação ferroviária de Pamplona está situado no Bairro de São Jorge e é gerida pela Adif (Administrador de Infraestructuras Ferroviarias), a empresa estatal que gere a infraestrutura ferroviária espanhola. A estação tem ligações diárias com Alicante, Alsasua, Barcelona, Burgos, Irun, Hendaye, Leão, Madrid, Oviedo, Palência, São Sebastião, Valência, Vitória e Saragoça. O melhor serviço de comboio, o Alvia (denominação comercial: Altaria), um serviço de alta velocidade que substituiu o Talgo em 2008, liga Pamplona com Madrid (Atocha) quatro vezes diariamente. Dois dos trajetos terminam em Pamplona, um terceiro continua para Irun e um quarto segue para Vitória. O trajeto Pamplona-Barcelona também é servido pelo Alvia.
A estação atual será desmantelada quando se eliminar o nó ferroviário que atravessa a cidade e for construída a nova estação para o AVE (Alta Velocidad Española) no bairro de Echavacoiz. Em 16 de maio de 2009 foi assinado um convénio para que as obras da lina de AVE entre Pamplona e Saragoça arranquem em 2011.
Rede rodoviária
Pamplona está ligada por autoestrada com todas as capitais de província que rodeiam Navarra (Vitória, São Sebastião, Logroño e Saragoça), exceto Huesca, à qual está ligado pela estrada nacional N-240. Diversas estradas ligam às cidades mais importantes do departamento francês dos Pirenéus Atlânticos perto da fronteira. Outro eixo rodoviário importante é o de circunvalação de Pamplona, composto pela PA-30 (Ronda de Pamplona) e a A-15 (Ronda de Pamplona Oeste), que liga entre si os municípios da Cuenca de Pamplona e os vários bairros da cidade, distribuindo o trânsito entre algumas zonas da área metropolitana.
| Identificador | Nome                          | Tipo                                 | Direção                               |
| ------------- | ----------------------------- | ------------------------------------ | ------------------------------------- |
| AP-15         | Autopista de Navarra          | Autopista (autoestrada com portagem) | Tudela, Saragoça, Madrid              |
| AP-15         | Autopista de Navarra          | Autopista                            | São Sebastião, Vitoria-Gasteiz        |
| A-12          | Autovía del Camino            | Autovía (autoestrada sem portagem)   | Estella, Logroño                      |
| A-21          | Autovía del Pirineo           | Autovía                              | Sangüesa, Jaca, Huesca                |
| N-121         | Pamplona-Tudela               | Estrada nacional                     | Tudela, Saragoça, Madrid              |
| N-121A        | Pamplona-Behobia              | Estrada nacional                     | Irun, França                          |
| N-240A        | Pamplona-Vitoria              | Estrada nacional                     | Vitoria-Gasteiz, São Sebastião        |
| N-135         | Pamplona-França por Valcarlos | Estrada nacional                     | Zubiri (Esteribar), Valcarlos, França |
| PA-30         | Ronda de Pamplona             | Via rápida / estrada                 | Subúrbios de Pamplona                 |
| A-15          | Ronda de Pamplona Oeste       | Autovía                              | Subúrbios de Pamplona                 |

| Localidades | Distância (km) |             | Localidades | Distância (km) |     | Capitais de província | Distância (km) |
| Tudela      | 94             | Barañáin    | 3           | São Sebastião  | 86  |                       |                |
| Estella     | 42             | Burlada     | 3           | Bilbau         | 159 |                       |                |
| Tafalla     | 35             | Villava     | 4           | Santander      | 267 |                       |                |
| Sangüesa    | 45             | Zizur Mayor | 5           | Madrid         | 401 |                       |                |
| Olite       | 42             | Isaba       | 94          | Barcelona      | 435 |                       |                |
| Corella     | 92             | Alsasua     | 50          | Sevilha        | 945 |                       |                |
| Viana       | 81             | Elizondo    | 57          | Saragoça       | 173 |                       |                |

Autocarros interurbanos

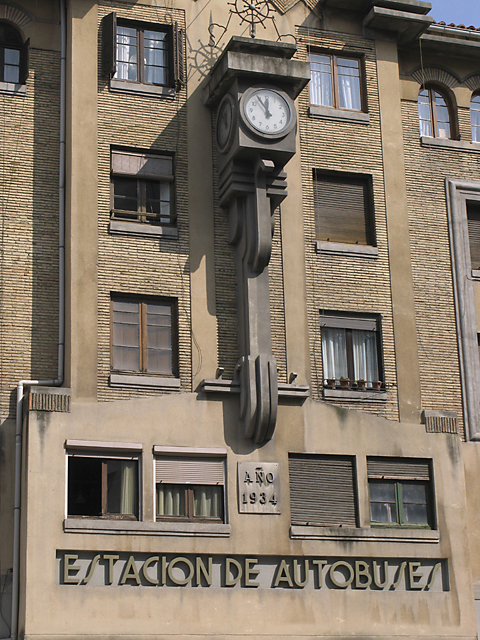
Fachada do antigo terminal rodoviário

O terminal rodoviário é subterrâneo e situa-se debaixo da Vuelta del Castillo, no centro da cidade, próximo da cidadela. Aí operam várias companhias que oferecem ligações diárias com as principais localidades de Navarra e ainda com Madrid, Barcelona, Bilbau, Alicante, Gijón, Oviedo, Jaca, Jaén, Logroño, São Sebastião, Santander, Sória, Vigo, Vitoria, Zaragoza, Irun, Salou e Peníscola.
Autocarros urbanos
A rede de autocarros urbanos serve toda a área metropolitana. Os autocarros são conhecidos popularmente como villavesas devido ao nome da primeira empresa de transportes interurbanos da cidade, a Villavesa, que foi fundada no final da década de 1920 e dissolvida em 1929. O nome da empresa, por sua vez, provinha de Villalba, a localidade onde tinha a sua sede.
Em 2009 existiam 23 linhas diurnas e 10 linhas noturnas. O serviço tinha então  88 autocarros em circulação durante a maior parte dos dias e 102 durante as horas de ponta. Em 2007 o foram transportados 38,4 milhões de passageiros. O serviço, de âmbito comarcal, é gerido pela Mancomunidad de la Comarca de Pamplona através de uma concessão, atualmente na posse da empresa catalã Transports Ciutat Comtal, filial da Moventis. Anteriormente, a concessionária foi, durante sete anos, a La Montañesa, do grupo empresarial Veolia.
Táxis

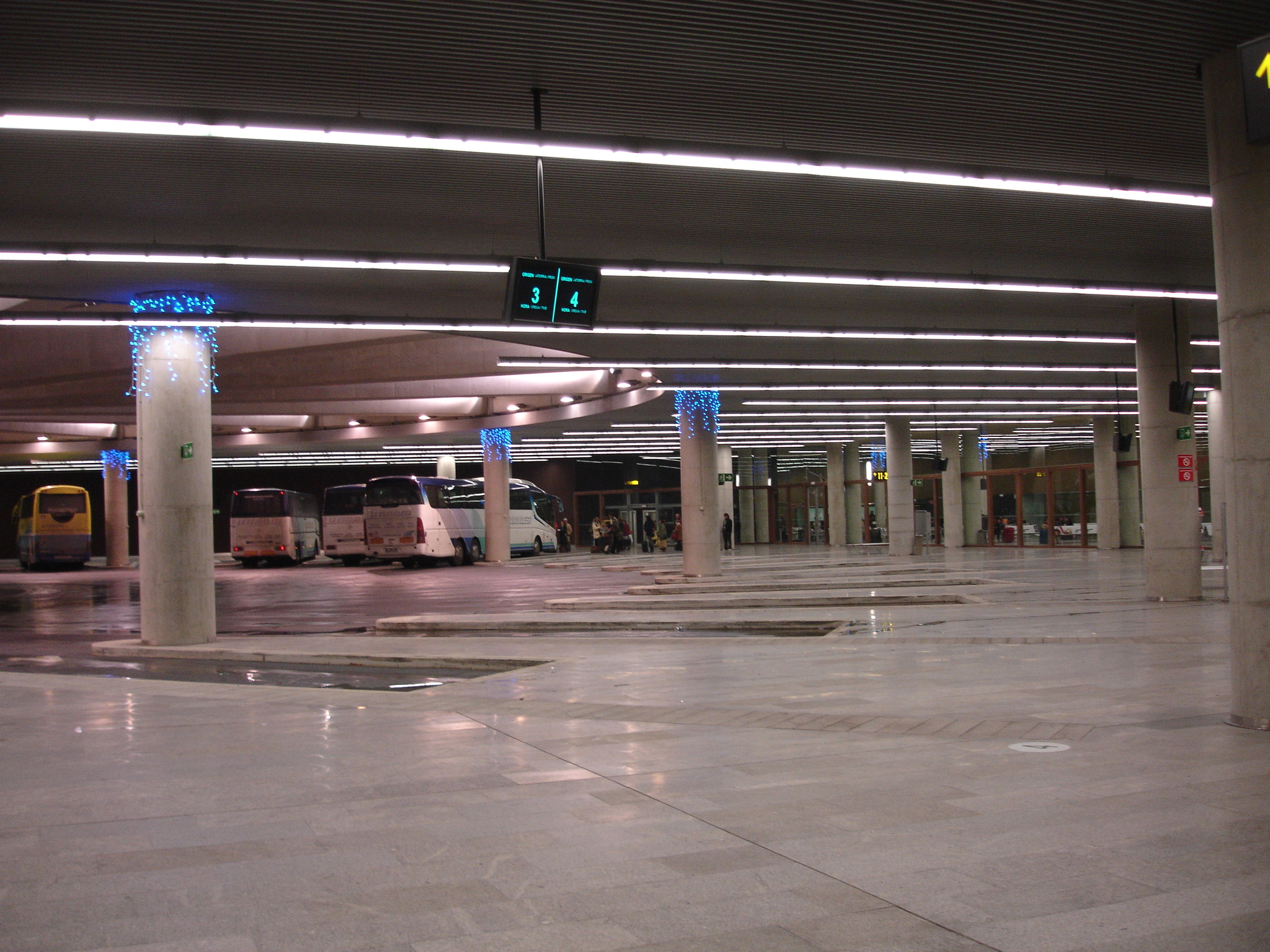
Interior do novo terminal rodoviário

A lei foral do táxi (8/2005 de 6 de julho), aprovada pelo Parlamento de Navarra, impulsionou a criação de uma área conjunta de prestação de serviços que integra 19 municípios da área metropolitana, gerida pela mancomunidade da comarca. Em 2007 existiam 313 táxis, 3 com 9 lugares e 17 adaptados para deficientes motores. A maior parte dos táxis são a diesel, mas em 2007 havia 10 híbridos (a gasolina e elétricos) e 68 que usavam biodiesel.
Ciclovia
A cidade tem 64 km de ciclovias, dos quais 20 pertencem ao Parque Fluvial da Comarca de Pamplona. O chamado "plano de ciclabilidade de Pamplona" prevê a construção de mais 41 km, que se prevê estarem concluídos em 2013. Existe também um serviço de aluguer de bicicletas, chamado "n bici x", o qual tem cinco pontos de de recolha e levantamento de bicicletas, estando prevista a criação de mais 15 proximamente.

### Aprovisionamentos
Eletricidade

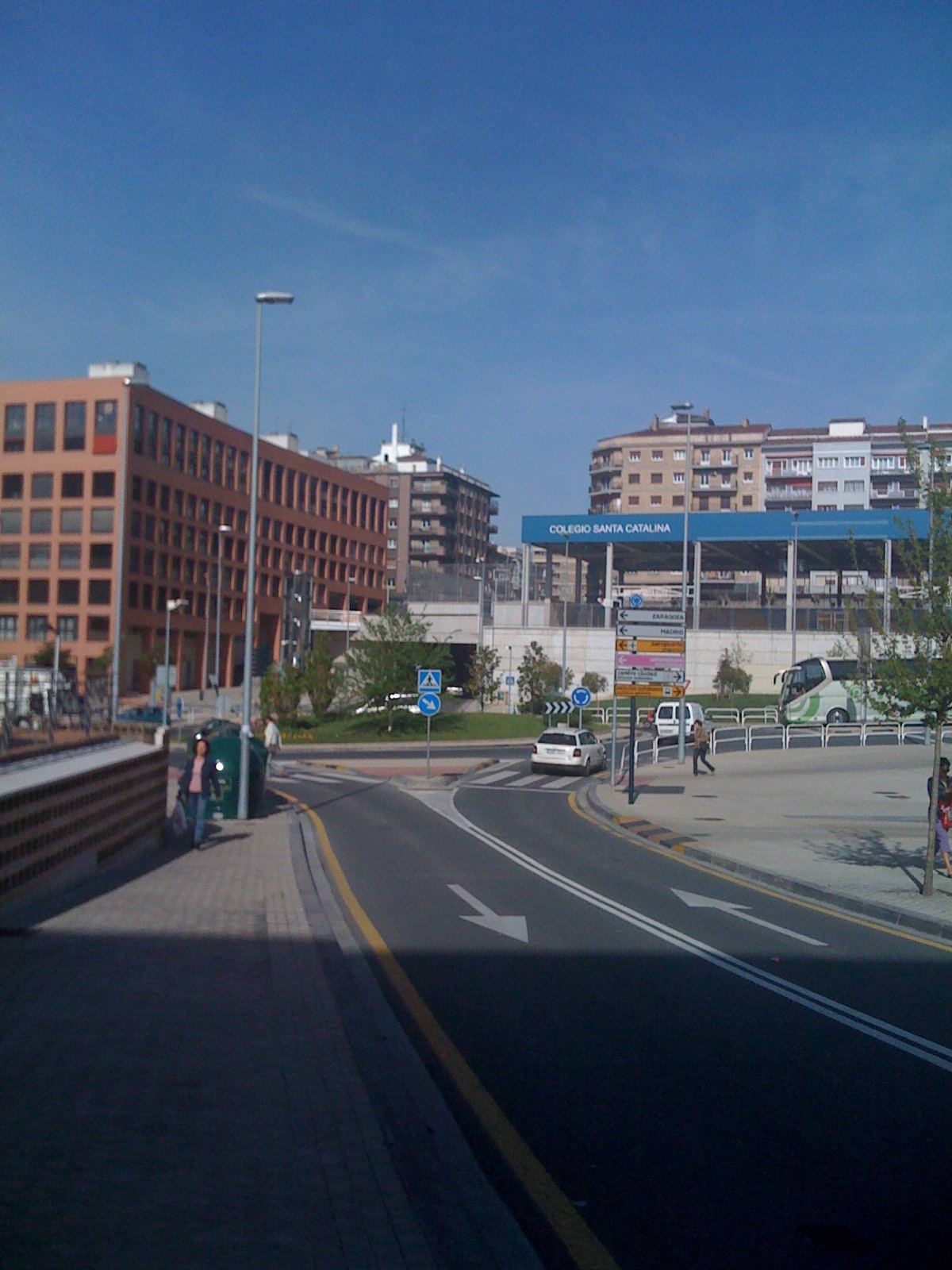
Bairro da Milagrosa

A Comunidade Foral de Navarra é autosuficiente em termos de geração de energia elétrica, tendo inclusivamente exportado 2,326 GWh em 2008. A energia elétrica é de origem hidroelétrica e eólica.
A eletricidade consumida em Pamplona é distribuída pela Iberdrola e é proveniente da subestação da Rede Elétrica de Espanha localizada em Orkoien. A nível municipal existe, desde 2011, a Agência Energética Municipal de Pamplona, dependente do departamento de Desenvolvimento Sustentável.
Combustíveis
Para assegurar o abastecimento de combustíveis derivados do petróleo a Navarra, a Compañía Logística de Hidrocarburos dispõe de instalações de armazenamento em Esparza de Galar, as quais têm capacidade para armazenar 123 000 m³. Os combustíveis chegam a essas instalações através de um ramal do oleoduto Bilbau-Saragoça, o qual passa muito próximo da zona.
Gás natural
A empresa Gas Navarra S.A., parte do grupo Gas Natural Fenosa, é a responsável pela totalidade dos fornecimentos de gás natural em toda a comarca de Pamplona.
Água potável

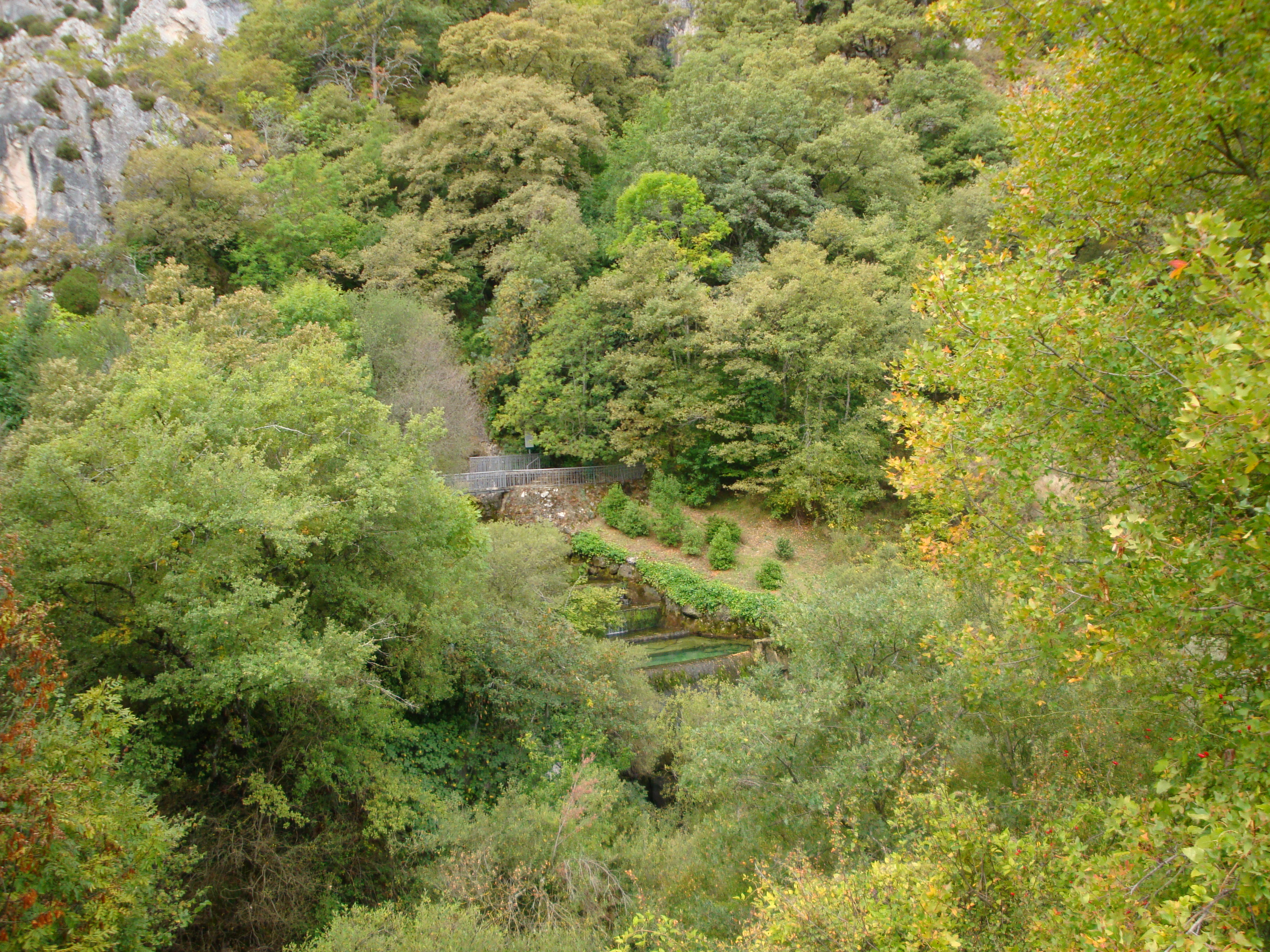
A nascente de Arteta, uma das três fontes de abastecimento de água potável de Pamplona

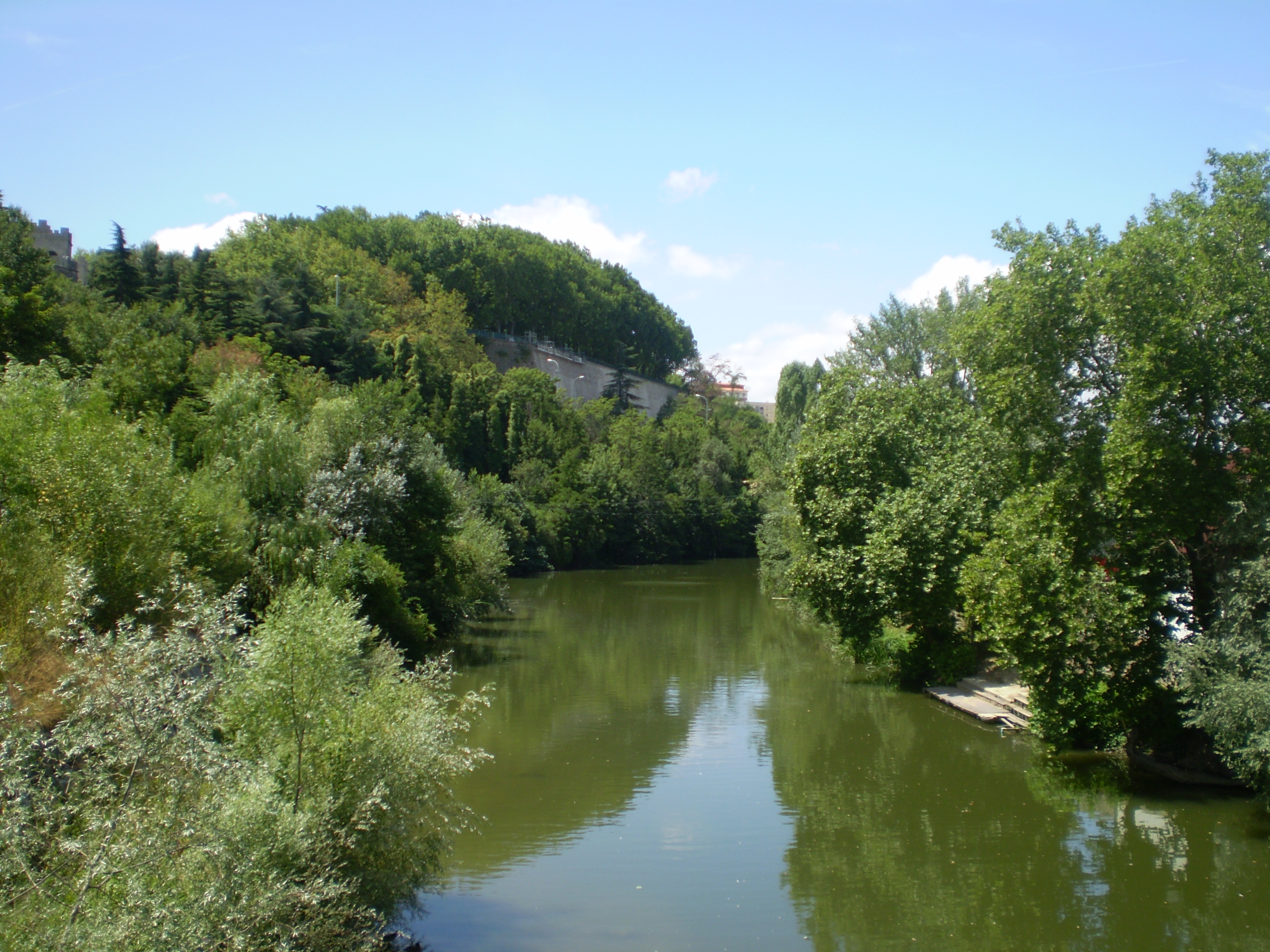
O rio Arga à entrada de Pamplona

A Mancomunidade da comarca de Pamplona é a entidade responsável pela gestão da água, desde o abastecimento até ao tratamento das águas residuais. Existem duas estações de tratamento, a ETAP Eguíllor y ETAP Urtasún, de onde a água segue para depósitos de regulação, de onde partem canalizações até aos pontos de consumo. A água utilizadas é recolhida pela rede de esgotos e é conduzida à ETAR (estação de tratamento de águas residuais) Araguri que a despeja no rio Arga depois de tratada.
A água consumida em Pamplona é proveniente de três pontos de captação. A nascente de Arteta situa-se a 25 km da cidade e armazena águas da chuva e neve recolhidas numa extensão de 100 km² da Serra de Andia. O seu caudal médio é de 3 000 litros por segundo, mas a sua dependência dos regimes pluviométricos faz com que o caudal oscile entre 30 000 e os 300 litros por segundo. Na época estival de seca, o abastecimento é reforçado com água bombeada do rio Araquil. As águas provenientes da nascente de Arteta e do rio Araquil são tratadas na estação de tratamento de Egíllor. Outra fonte de água potável de Pamplona é a barragem de Eugui, situada próximo à localidade do mesmo nome, a 26 km da cidade. A barragem situa-se na cabeceira do rio Arga, tem capacidade para armazenar cerca de 20 hectómetros cúbicos de água e uma cota máxima de 628 m. A água aí recolhida é tratada na estação de tratamento de Urtasún, situada a 1,5 km da barragem.
Recolha e tratamento de lixo e limpeza das vias públicas
A recolha de resíduos sólidos é gerida pela Mancomunidade da comarca de Pamplona e é realizada de forma seletiva, para o que existem em diversos pontos da cidade contentores específicos para os diferentes tipos de resíduos: orgânicos; plástico e embalagens; papel e cartão; vidro. Existe também um serviço de recolha de objetos volumosos, pilhas, material de poda e jardins e os chamados "pontos limpos", destinados a recolher seletivamente alguns resíduos gerados nas habitações, como pinturas e produtos de automóveis. Os "pontos limpos" são de dois tipos: os fixos, que se encontram permanentemente nos parques de hipermercados; e os móveis, constituídos por veículos que se deslocam por diferentes bairros e localidades.

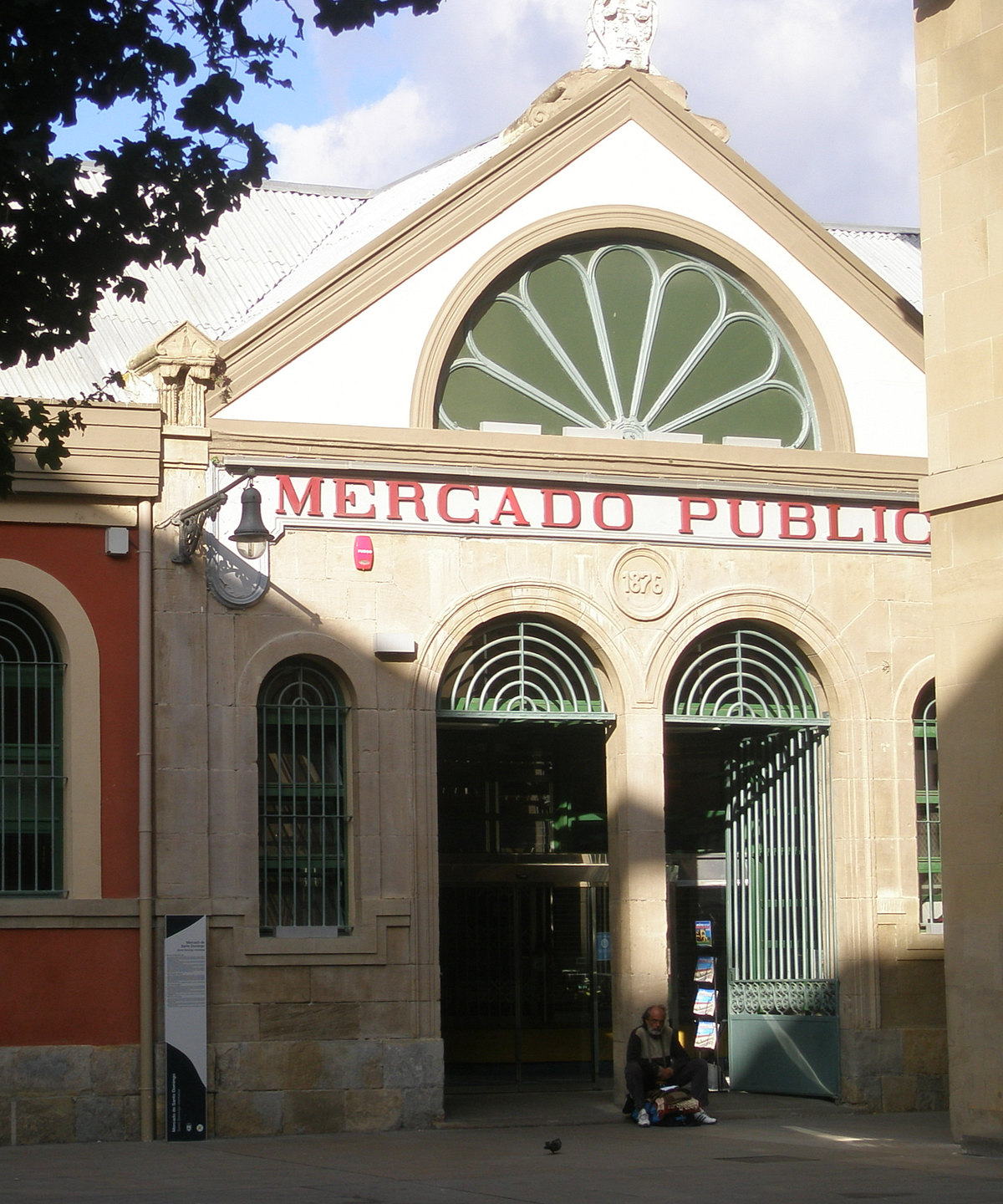
Mercado municipal (1876)

A limpeza da via pública está subcontratada à empresa FCC S.L.
Abastecimento
A empresa Mercairuña (Mercados Centrales de Abastecimiento de Pamplona)  fundada em 1974, é um centro de distribuição grossista de alimentos perecíveis, cujo âmbito de atuação é a comarca de Pamplona, apesar de também contribuir para o abastecimento de zonas limítrofes. Entre as suas instalações encontram-se um mercado de frutas e hortaliças e outro de peixe. Conta também com uma zona de atividades complementares, em que operam outro tipos de empresas, como por exemplo um supermercado grossista e empresas de armazenamento e distribuição de congelados. A Mercairuña encontra-se no Soto de Aizoáin, a 8 km do centro da cidade.
Pamplona dispõe de uma vasta rede de estabelecimentos comerciais que asseguram o abastecimento de alimentos e outros produtos habituais de consumo, desde as pequenas lojas de bairro até às grandes superfícies, de onde se destacam os  centros comerciais e hipermercados das cadeiasEl Corte Inglés, Eroski, Carrefour e Caprabo.

### Meios de comunicação social
Na cidade estão disponíveis os jornais nacionais, regionais e internacionais de maior difusão em Espanha, alguns dos quais incluem uma secção de informação local ou regional nas edições vendidas em Navarra. Há dois jornais de informação geral que são editados em Pamplona: o Diario de Navarra e o Diario de Notícias. O primeiro foi fundado em 1903 por um conjunto de empresários locais e é o jornal de maior tiragem da região (cerca de 59 000 em 2009/2010). É editado sem interrupção desde a sua fundação. A sua orientação política é tradicionalmente de carácter conservador e regionalista, defendendo o regime foral (autonomista) de Navarra dentro da Coroa Espanhola. A influência do jornal estende-se a outrás áreas da sociedade navarra. É detido pela empresa La Información S.A.
O Diário de Notícias foi fundado em 1993 por um grupo de investidores navarros. A sua orientação política é de carácter progressista, com alguma simpatia pelos sentimentos basquistas de Navarra, mas sem chegar a ser nacionalista basco nem apoiar abertamente a integração no País Basco. Politicamente oscila entre os setores sociais do PSN-PSOE, Nafarroa Bai e Esquerda Unida de Navarra (IUN-NEB, de Izquierda Unida de Navarra [espanhol] e  Nafarroako Ezker Batua [basco]). É detido pela empresa Zeroa Multimedia, S.A. Em 2009/2010 a sua tiragem média foi de cerca de 22 000 exemplares.

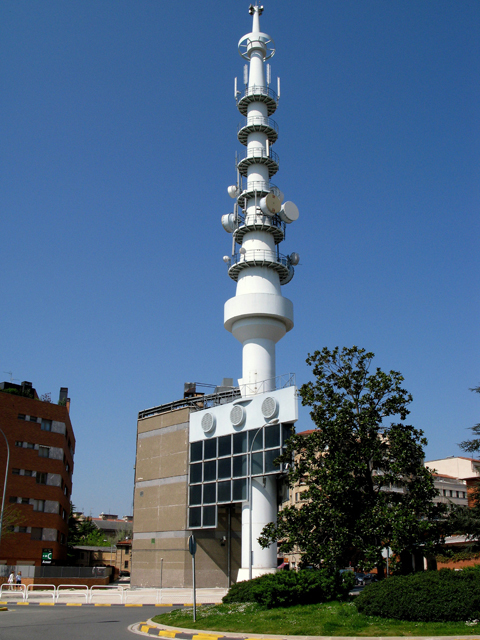

Além destes dois jornais maiores, editam-se em Pamplona diversas revistas e jornais, como é o caso dos gratuito o ADN Navarra, Qué! Navarra e El Periódico Universitario. Os jornais Deia, Gara, Berria e El Mundo têm delegações em Pamplona.
Rádio
Em Pamplona é possível sintonizar todas as principais cadeias de rádio que operam a nível nacional e regional. Algumas delas têm emissoras locais que emitem espaços dedicados à atualidade local em alguns horários; tal é o caso, por exemplo, da Rádio Nacional de Espanha, Cadena SER, Onda Cero, COPE e Punto Radio. Outras emissoras acessíveis em Pamplona, de carácter regional ou local e, em alguns casos, com emissões irregulares, são: Radio Candela, Radio Fuego, Euskalerria Irratia, Radio Euskadi-Navarra-EITB, Eguzki Irratia e Trak FM.
Televisão
Com a entrada em funcionamento da televisão digital terrestre (TDT), multiplicaram-se o número de canais de televisão disponíveis em Pamplona, tanto generalistas como temáticos, quer grátis, quer pagos. A nível local e regional funcionavam, em 2010, os canais Popular Televisión, Canal 4 Navarra, Canal 6 Navarra, Canal 4 digital e Canal 6 DOS, mas estava prevista a abertura de diversos outros. Em março de 2011 estavam acessíveis por TDT em Pamplona 39 canais de televisão e 18 canais de rádio.

## Património cultural, histórico e locais de interesse

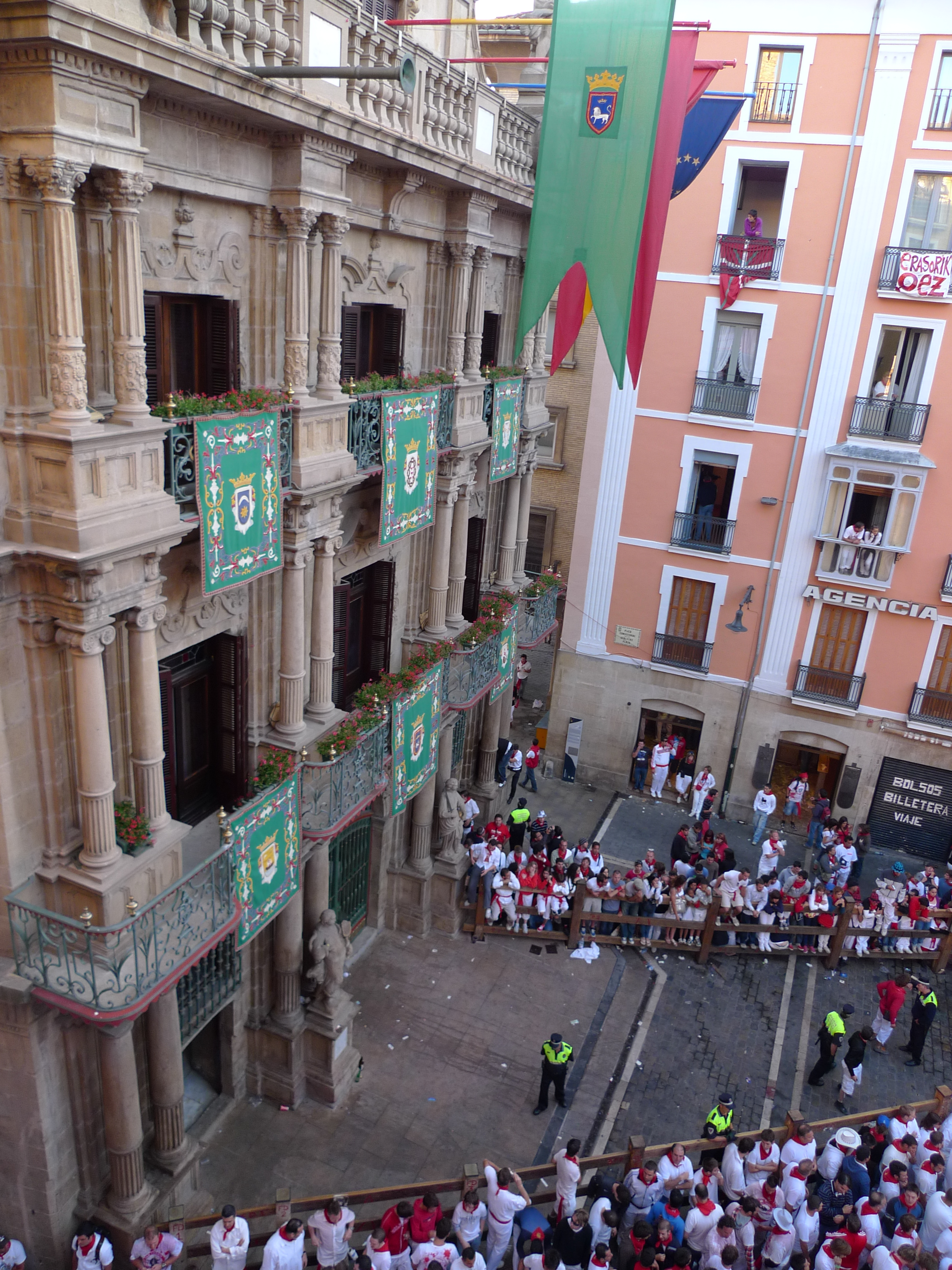
O Ayuntamiento durante um encierro (largada de touros) dos Sanfermines

Os principais monumentos medievais de Pamplona são a Câmara de Comptos de Navarra, uma espécie de tribunal de contas do Reino de Navarra, e as igrejas de São Saturnino e de São Nicolau. A catedral também é medieval, de estilo predominantemente gótico, embora a fachada, da autoria de Ventura Rodríguez (1717-1785), seja neoclássica. Outros monumentos importantes são a sede do ayuntamiento e o palácio provincial (Palácio de Navarra), onde funciona a sede do governo de Navarra.

### Arquitetura civil
O Ayuntamiento ou Casa Consistorial é a sede do governo municipal. O primeiro edifício foi construído em "terra de ninguém" para evitar rivalidades, mas perto da da confluência dos três burgos, após a unificação dos burgos medievais, formalizada pelo "Privilégio da União", a lei foral de 1423. O edifício seguinte, do qual apenas se conserva a fachada, foi construído no século XVIII em  estilo barroco. A última reconstrução de grande envergadura do edifício ocorreu em 1957, quando a maior parte foi demolida, pouco se mantendo além da fachada. A cerimónia de abertura das mundialmente conhecidas festas de Pamplona, os Sanfermines, decorre numa varanda do segundo andar do ayuntamiento, com o o chupinazo (lançamento de um foguete) ao meio dia de 6 de julho, com o lançador gritando «Pamplonesas, pamploneses..... Viva San Fermín!!.....Iruindarrak Gora San Fermín!!».
O Palácio de Navarra é, desde 1850, ano em que terminou a sua construção, a sede do governo "foral" (autónomo) de Navarra. É um edifício neoclássico de tipo palaciano, da autoria do arquiteto José de Nagusia. Destaca-se pela imponência das suas paredes em silhar, a dimensão calculada dos elementos e a sua distribuição e o frontão clássico em estilo dórico.

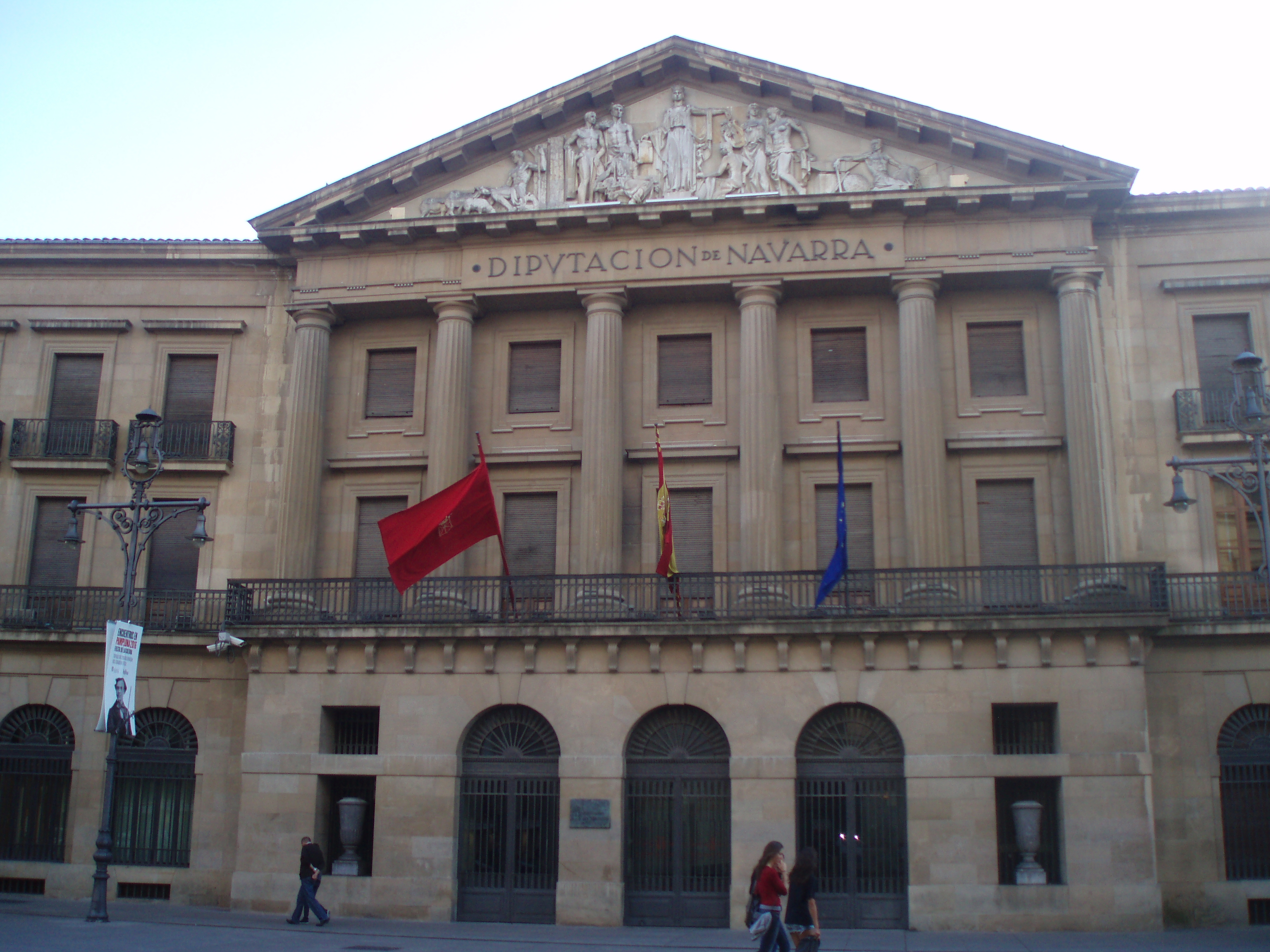
Fachada do Palácio de Navarra

Nas suas paredes são visíveis os impactos das bombas caídas durante a Guerra Civil Espanhola. No interior destaca-se o salão do trono, de grande majestosidade, em estilo isabelino, construído entre 1861 e 1865, obra do arquiteto Maximiano Hijón. Quando a Praça do Castelo foi aberta para a Avenida Carlos III, em 1931, foi construída nessa avenida outra fachada semelhante à principal. Tem um jardim com uma fonte luminosa e uma sequoia centenária, trazida em 1855 da América pelo deputado José María Gastón de Echeberz, conhecida popularmente como o "Pinheiro da Deputação" (Pino de la Diputación).
O Passeio de Sarasate (oficialmente: Paseo de Pablo Sarasate, também conhecido popularmente como Paseo Valencia) é uma grande avenida ajardinada onde se encontram diversos monumentos emblemáticos de Pamplona, como o Palácio e o Parlamento de Navarra, o Banco de Espanha, a Igreja de São Nicolau, o Monumento aos Forais de Navarra e as estátuas dos reis de Navarra que foram inicialmente esculpidas para serem colocadas no terraço superior do Palácio Real de Madrid. Pablo de Sarasate foi um famoso violinista e compositor pamplonês do século XIX.
A Câmara de Comptos de Navarra (Tribunal de Contas) encontra-se na Rua de Ansoleaga. É um edifício gótico do século XIV, onde funciona o tribunal de contas de Navarra pelo menos desde o século XVI e onde também funcionou o arquivo de Navarra e a Casa da Moeda do reino navarro. O tribunal foi criado em 1364, por Carlos II Declarado monumento nacional em 16 de janeiro de 1868, a partir de 1910 foi a sede do Museu Arqueológico de Navarra, tendo voltado às suas funções ancestrais quando o tribunal foi recriado na década de 1980.

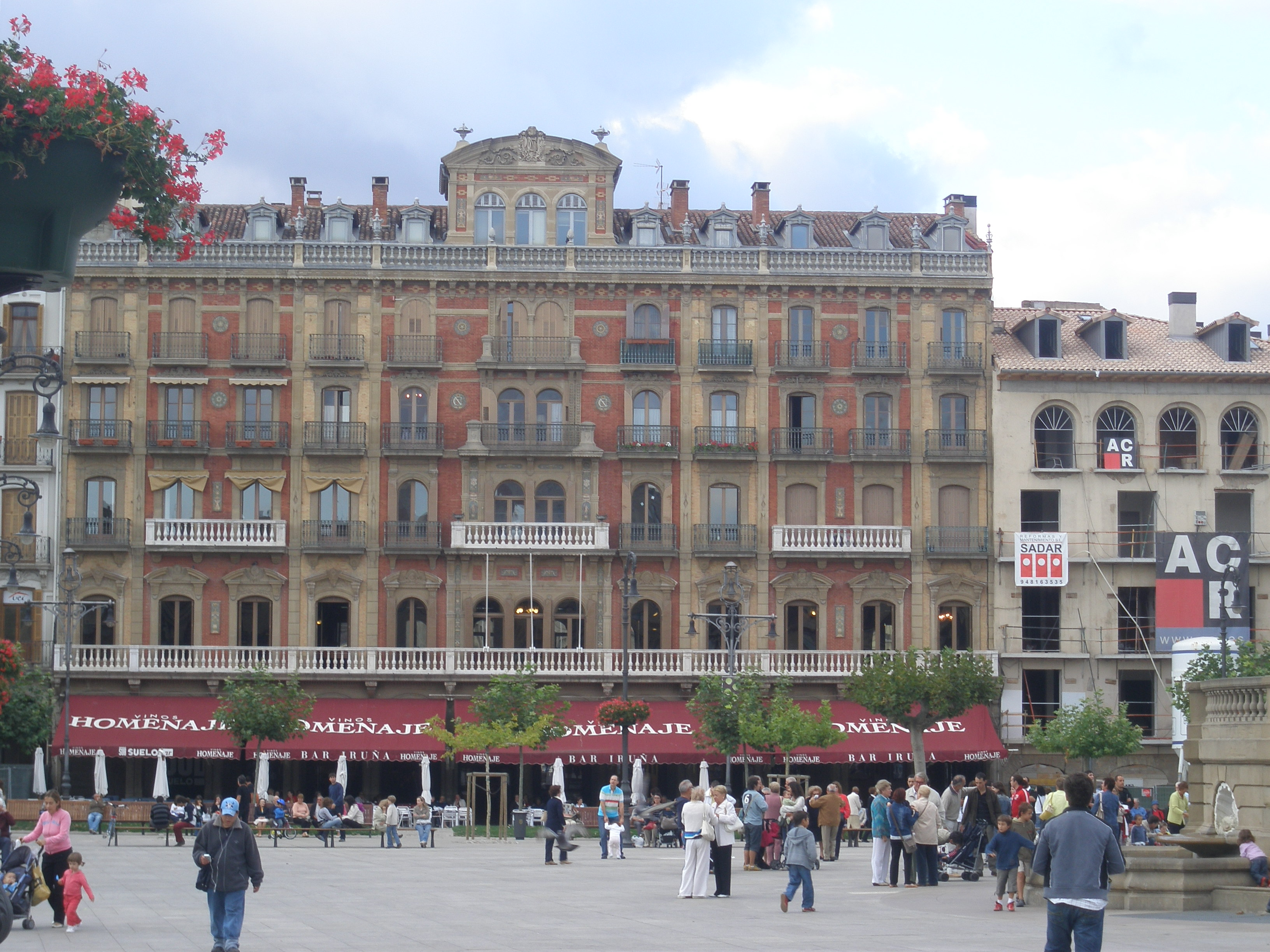
O Café Iruña, antigo Casino de Pamplona, na Praça do Castelo

A Praça do Castelo é o coração urbano da cidade por excelência, algo que já acontecia na Idade Média. Uma das funções do seu espaço era a de praça de touros e foi lá que se realizaram quase todas as touradas entre 1385 e 1844, quando foi construída uma praça de touros permanente. Em 1836 as freiras Carmelitas Descalças foram obrigadas a abandonar o seu convento durante a "Desamortização de Mendizábal" e no local do convento foi construído o Palácio da Deputação, o antigo Crédito Navarro e o "Teatro Principal" (atualmente designado Teatro Gayarre), todos em estilo neoclássico. Em 1859 foi fundado o Hotel La Perla, supostamente o hotel mais antigo de Espanha ainda em funcionamento. Entre 1880 e 1895 começaram a funcionar o Casino Principal e o Café Iruña. Com a construção do Segundo Ensanche em 1931, o Teatro Principal teve que ser recuado, para abrir espaço à expansão e abertura da cidade. Desde 1943 que o centro da praça é ocupado por um quiosque de pedra. Durante as obras de construção de um parque subterrâneo no final do século XX  foram descobertas no subsolo da praça restos de termas romanas, uma necrópole muçulmana, uma parte da muralha medieval e restos do convento das Carmelitas. A praça é o fruto de construções de várias épocas distintas, pelo que nela se podem apreciar uma grande variedade de estilos nos edifícios que a circundam.

### Arquitetura religiosa

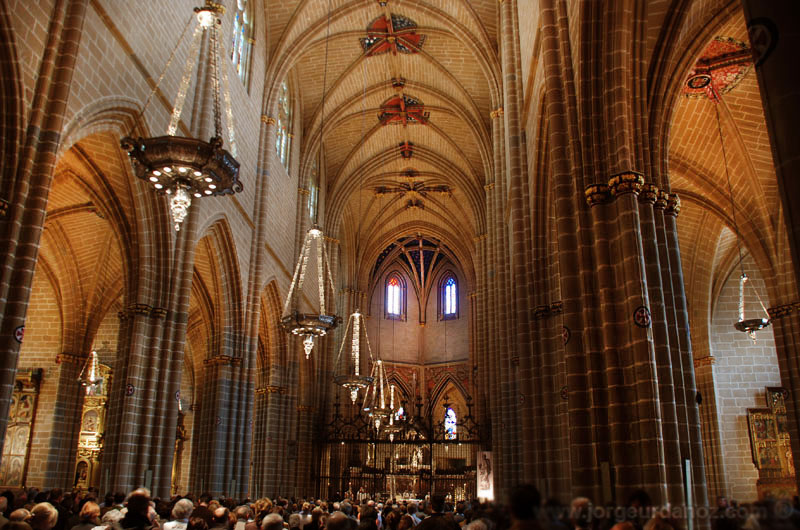
Interior da catedral

A Catedral de Santa Maria de Pamplona encontra-se na Navarrería, a zona mais alta e mais antiga da cidade. A sua origem é desconhecida, mas sabe-se que em 1083 começou a remodelação que terminaria em 1100, sendo consagrada em 1124. Em 1300 encontrava-se em ruínas. A sua reconstrução foi impulsionada por Carlos III (1361-1425) e pelo cardeal Martín de Zalba, bispo de Pamplona. É considerado o monumento gótico mais importante de Navarra. Entre outros elementos, destacam-se três sinos do século XVI na torre norte, entre eles o chamado "Maria", datado de 1584, que só toca em ocasiões de solenidade muito especial e é o maior sino em uso em Espanha. No seu interior observa-se uma grande unidade dentro do gótico. É de planta em cruz latina, com uma nave central de dois corpos e cruzeiro da mesma altura, duas naves laterais, deambulatório e capelas laterais, todas elas com abóbada em cruzaria simples. No presbitério, sob um baldaquino gótico moderno, encontra-se a imagem românica de Santa María la Real chapeada a prata diante da qual os reis de Navarra faziam o seu juramento. No meio da nave central encontra-se o mausoléu dos reis navarros Carlos III e da sua esposa Leonor.

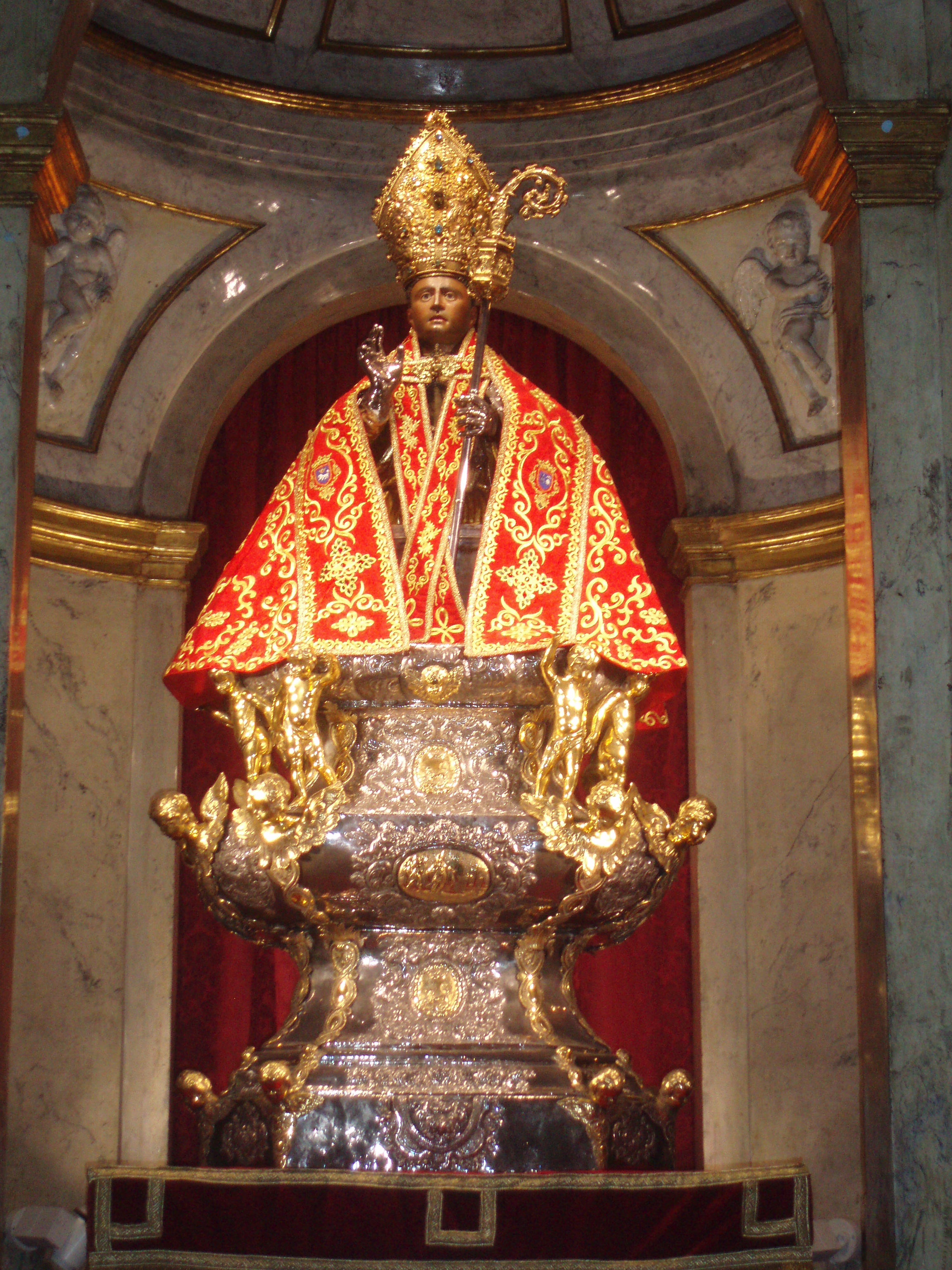
Imagem de São Firmino na Igreja de São Lourenço

A Igreja de São Saturnino (ou de  San Cernin) foi originalmente construída em estilo românico. Na sequência dos estragos que sofreu durante a chamada Guerra dos Burgos (ou de Navarrería), foi reconstruída no final do século XIII em estilo gótico. Tem duas torres que lhe dão um ar de fortaleza. A torre norte é rematada por uma flecha de tijolo, construída no século XVIII para substituir as antigas ameias. Os capitéis do portal têm representações de cenas da  Paixão e infância de Cristo. Ao lado do arco tem imagens de Santiago peregrino e de São Saturnino, o santo nascido em Pamplona no século III que é o padroeiro da cidade. No local onde se erguia o claustro foi construída no século XVIII a Capela da Virgem do Caminho.
A Igreja de São Lourenço foi construída no século XIV em estilo gótico, mas a maioria do que existe atualmente é o resultado da renovação neoclássica levada a cabo no século XIX. Até 1901 conservou um torreão medieval e uma portada barroca, que nesse ano foram derrubados para construir uma nova fachada desenhada por Florencio Asoleaga. Tem uma capela barroca dedicada a São Firmino construída no início do século XVIII, onde se encontra a imagem desse santo pamplonês que é levada em procissão todos os 7 de julho, durante os Sanfermines.
A Igreja de São Nicolau foi construída em 1117 e novamente consagrada em 1231, depois de ter sido destruída numa guerra com o burgo vizinho de San Cernin. Durante a Idade Média, funcionava como baluarte defensivo, tendo sido despojada dos seus elementos defensivos após a conquista de Navarra. No entanto, ainda conserva um certo ar de fortaleza, com elementos góticos e uma rosácea românica e uma torre do século XIV. O conjunto é uma mistura um tanto estranha de estilos. No seu interior encontra-se o maior órgão de Pamplona.

### Parques e jardins

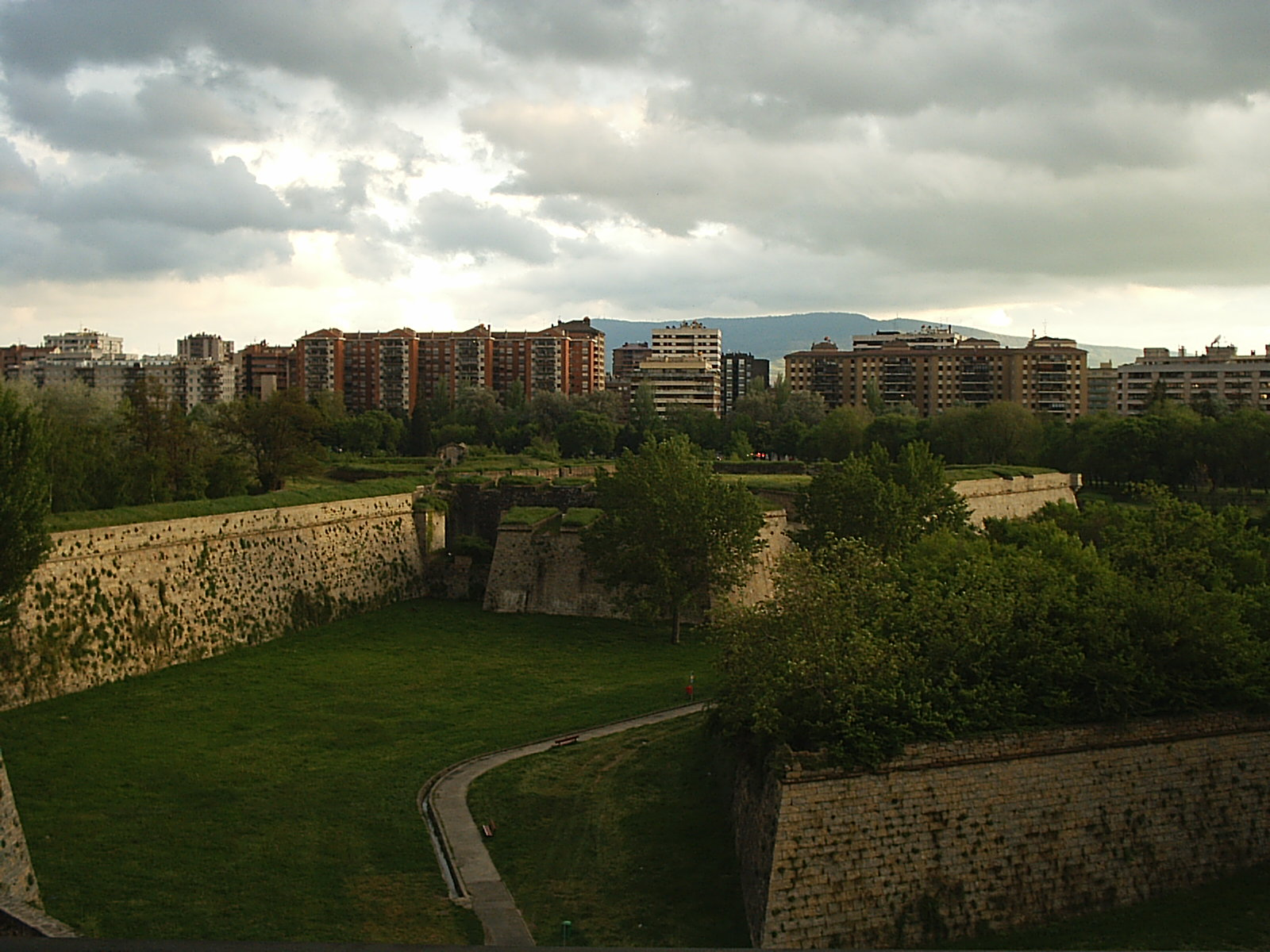
Vista da cidadela

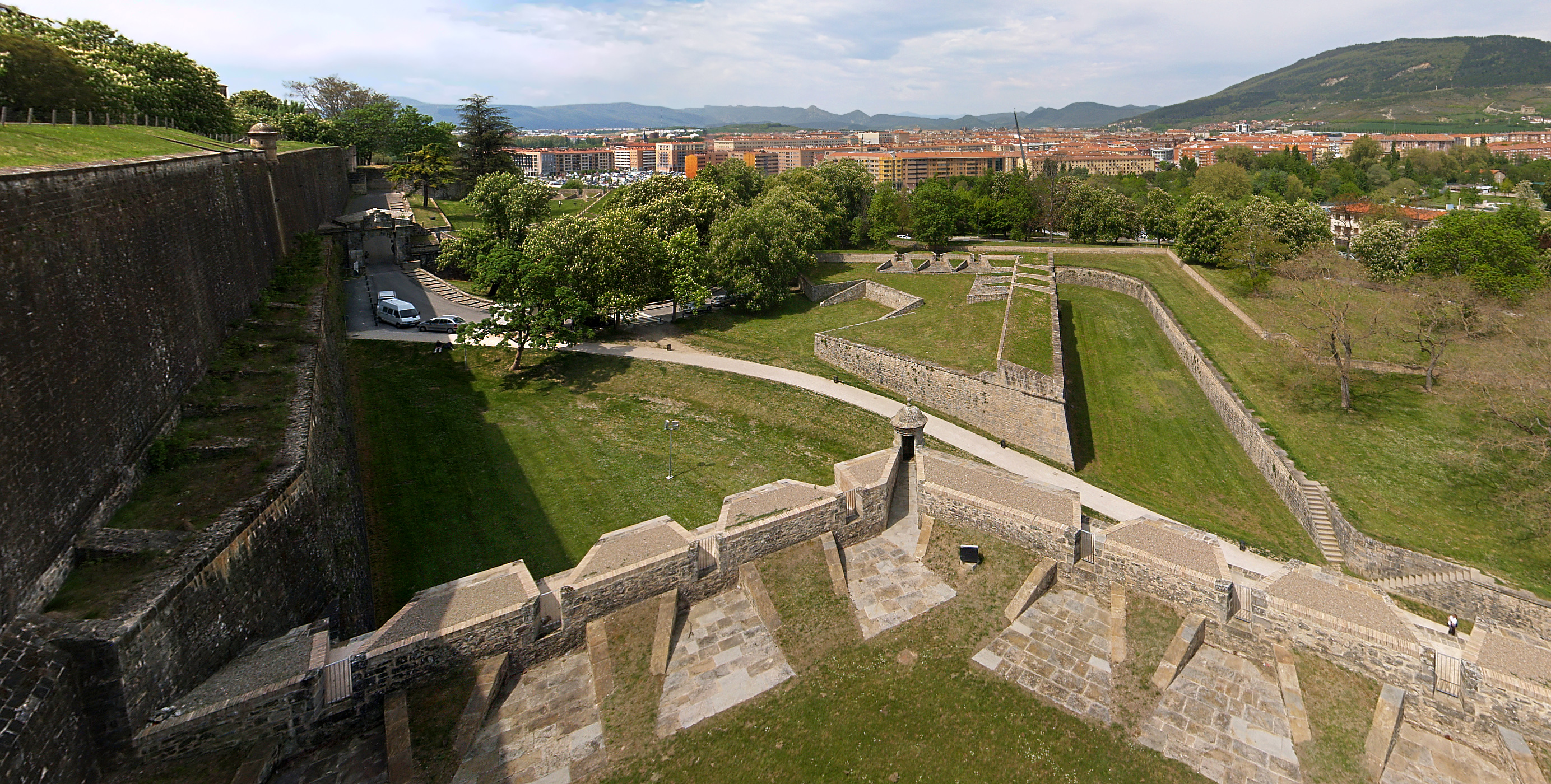
Baluarte do Redín e Portal de França

Um dos grandes atrativos de Pamplona são as suas abundantes zonas verdes, o que é evidenciado pelo número de árvores ser aproximadamente igual ao de habitantes.
A Cidadela é um exemplo de fortificação renascentista que se encontra no centro da cidade. Tem planta pentagonal e conserva três dos cinco baluartes originais. Além de monumento, atualmente é também um parque.
Os Jardins da Taconera constituem o parque mais antigo de Pamplona e data do início do século XIX. No seu interior conservam-se restos da muralha, dois baluartes (o da Taconera e o de Gonzaga) e vários portais.
O Parque da Meia Lua (Parque de la Media Luna) é uma zona verde situada junto a um trecho das muralhas que deve o seu nome à sua forma de lua crescente. Por estar num lugar elevado, dele se desfrutam belas panorâmicas sobre a cidade e o rio Arga. Estende-se desde o Forte de São Bartolomeu, nas traseiras da praça de touros, até à "Ripa de Beloso", percorrendo um talude natural sobre o Arga. Entre as suas árvores destaca-se uma sequoia gigante. No seu interior existe um monumento ao violinista pamplonês Pablo Sarasate. Foi recentemente reabilitado, tendo recuperado o seu encanto romântico original dos jardins desenhados por Víctor Eusa na década de 1930.
O Parque de Tejería é a continuação do Parque da Meia Lua. Situa-se ao pé da zona mais antiga das muralhas, entre o bastião do Redín e o rio Arga. É percorrido pelos peregrinos do Caminho de Santiago, que entram em Pamplona pelo Portal de França vindos da ponte da Madalena.
O Parque de Yamaguchi é um parque de inspiração oriental, fruto das relações existentes entre Pamplona e a cidade japonesa de Yamaguchi, com a qual está geminada. No seu projeto participaram arquitetos paisagistas japoneses. Nele se encontra o Planetário de Pamplona.
Pamplona Frankentor, 2005-07-17.jpg
O Parque Fluvial do Arga é uma extensa zona verde com 33 km, onze deles no território do município de Pamplona, que ocupa áreas de 14 municípios e as margens de 3 rios. É gerido pela Mancomunidade da Comarca de Pamplona.

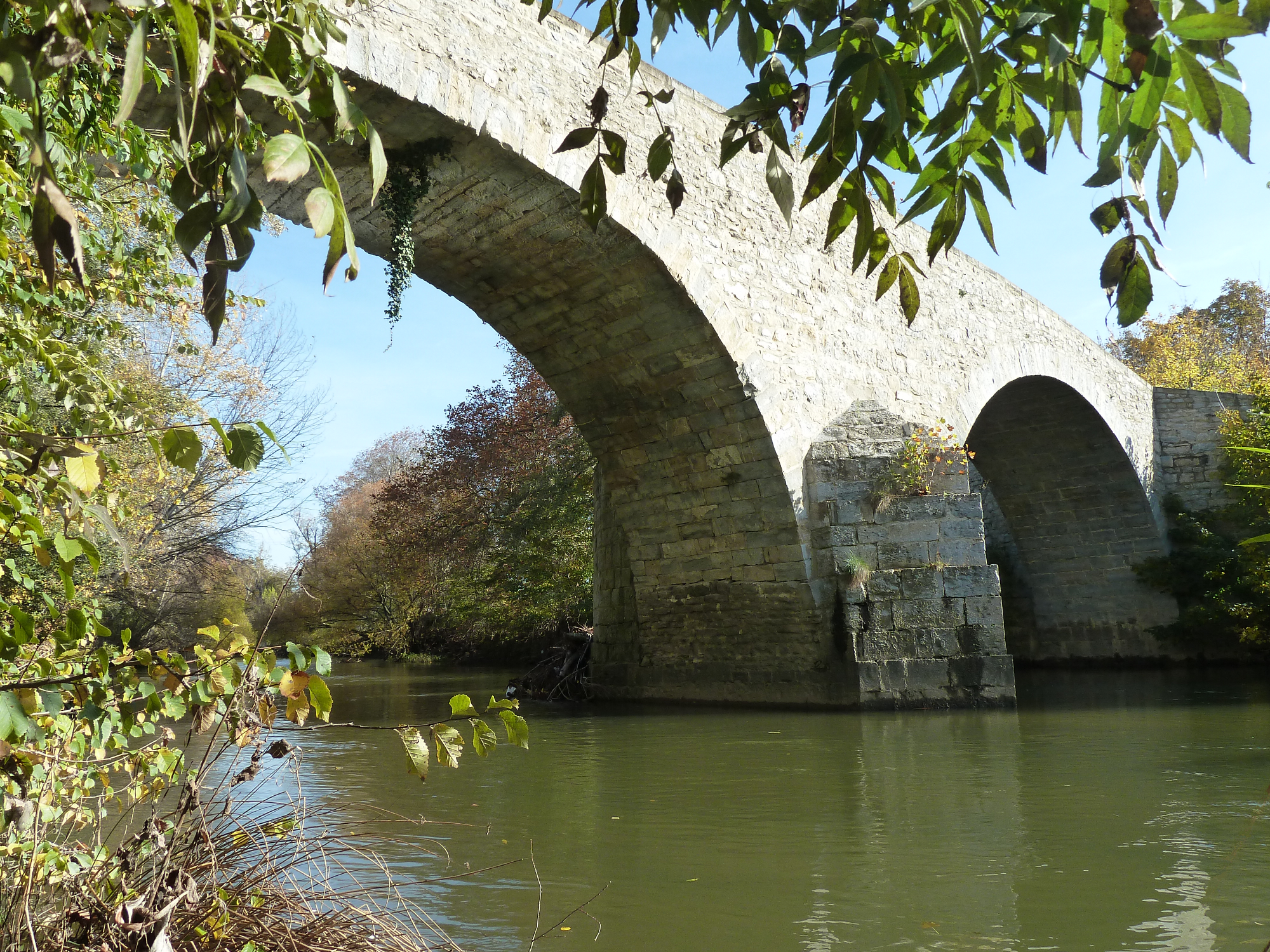
Ponte romana de Miluce

O campus da Universidade de Navarra encontra-se a sul da cidade, nas margens do rio Sadar. Com os seus 40 000 m² é uma das zonas verdes mais importantes da cidade. Dentro do campus há mais de 43 000 árvores e arbustos, onde se destacam espécies como a sequoia, bordo, Sorbus aucuparia, tília, choupo, olaia, abeto, tuia, cedro, salgueiro, "erva da pampa" (Cortaderia selloana) ou ginkgo biloba.

### Outros locais de interesse
Pontes: de Miluce (romana); de Santa Engrácia (gótica, do século XIII); ponte e túnel de Plazaola, por onde circulava o comboio Pamplona-São Sebastião durante a primeira metade do século XX; da Rochapea (medieval); de São Pedro (de origem romana); de Santa Madalena (românica, do século XIII), por ela passam os peregrinos do Caminho de Santiago.
O moinho de Caparroso data do século XI e está a ser restaurado para albergar uma escola de remo e canoagem. O meandro da Madalena está a ser recondicionado e fala-se em transformá-lo em mais um grande parque.
Caminho de Santiago

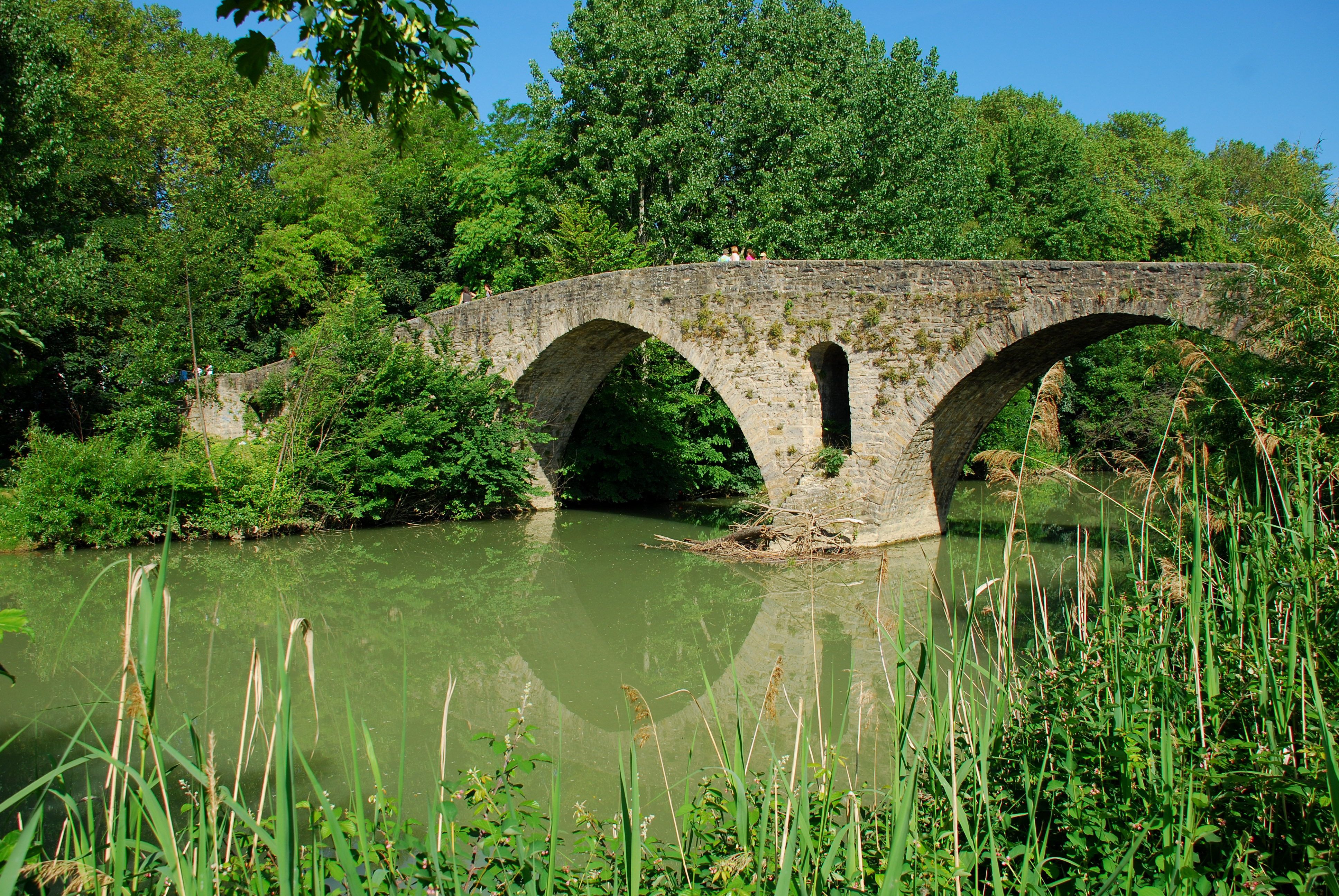
Ponte da Madalena, parte do Caminho de Santiago

Pamplona é o final da segunda etapa do caminho dos peregrinos de Santiago que entram em Espanha por Roncesvalles. Os peregrinos que vão a pé entram na cidade pelo norte, passando o "Portal de França" ou o de Zumalacárregui, depois de terem atravessado a Ponte da Madalena. O percurso dentro da cidade é: catedral, Praça de São José, Rua Curia, Rua Mercaderes, Praça Consistorial, Igreja de São Saturnino e Igreja de São Lourenço. Nas ruas de Dormitalería e da Compañía existiram hospitais (albergues de peregrinos) para estrangeiros. No século XVI foi fundado o Hospital General, o edifício onde atualmente está instalado o Museu de Navarra. Os peregrinos gozavam de proteção especial em Pamplona graças ao Fuero General, as leis (ditas "forais") de autonomia local.

## Cultura

### Entidades culturais
Pamplona conta com diversas entidades culturais e recreativas que atuam em várias áreas. As entidades têm (2011) algum tipo de acordo de colaboração com o Governo de Navarra para a realização de atividades relacionadas com a promoção, difusão e formação nas áreas artísticas e culturais são as seguintes: Associação Gayarre de Amigos da Ópera, Ateneu Navarro, Fundação Baluarte, Bertsoaroa, Capela de Música de la Catedral de Pamplona, Agrupamento Musical "Los Amigos del Arte", Coral de Câmara de Pamplona, Escola Navarra de Teatro, Fundação Teatro Gayarre, Música de Bandas, Nafarroako Euskal Kantuzaleen Elkartea (tradução livre: Associação Navarra de Amadores de Música Basca), Orfeão Pamplonês, Orquestra Sinfónica de Navarra Pablo Sarasate e Sociedade Filarmónica de Pamplona.

### Espaços cénicos

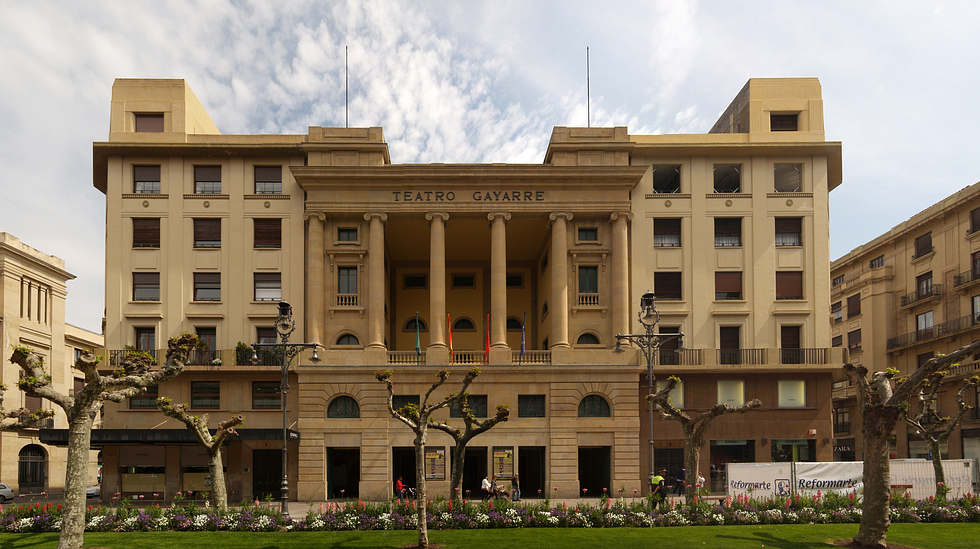
Teatro Gayarre

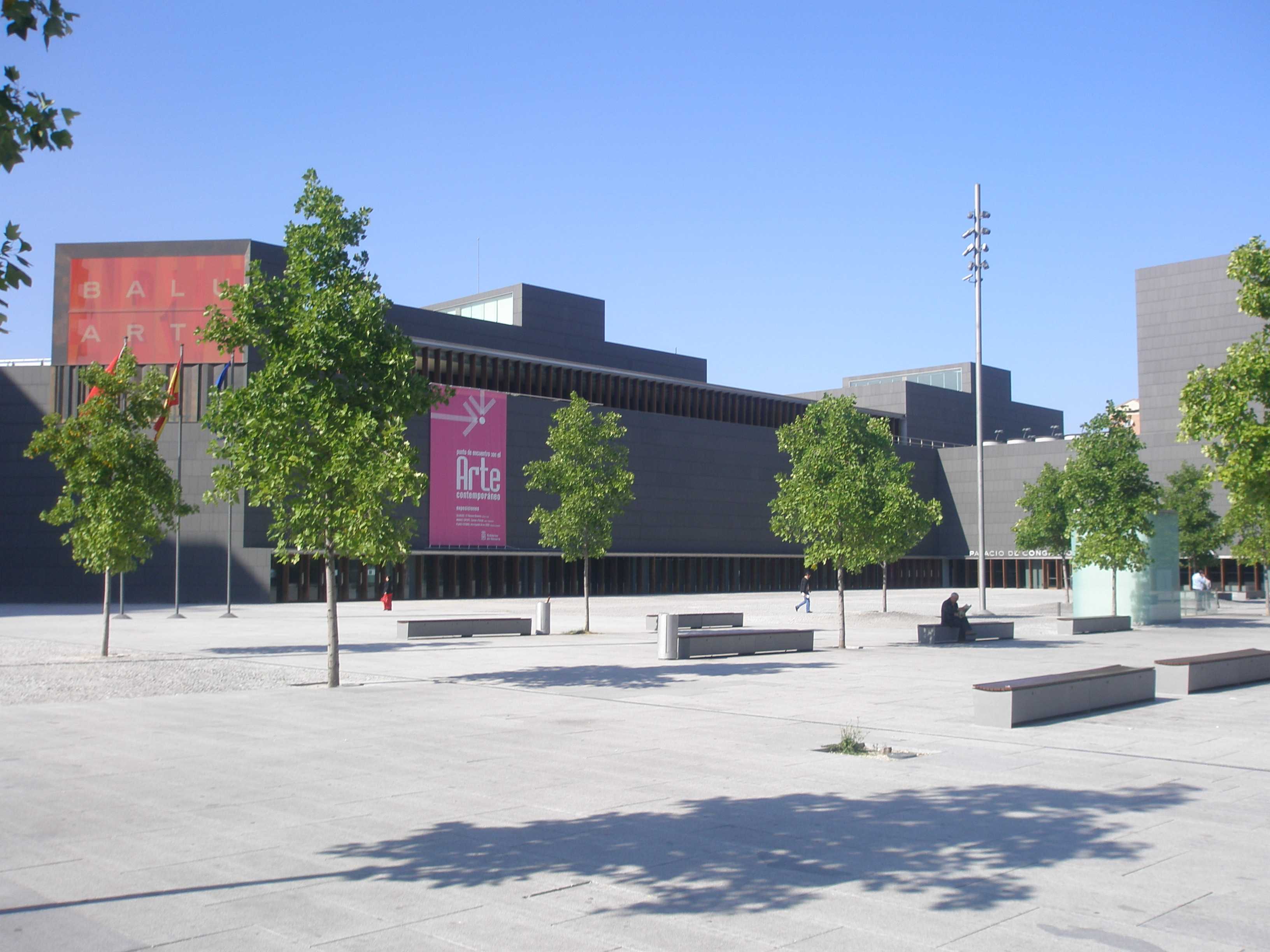
Palácio de Congressos e Auditório de Navarra

O Teatro Gayarre tem uma sala com capacidade para 900 espectadores, que se distribuem por quatro pisos. É um edifício construído em 1931, para substituir o que existiu a partir de 1841 na Praça do Castelo. O nome atual foi atribuído em 1903, em honra do tenor navarro Julián Gayarre, natural de Roncal. Anteriormente o teatro chamava-se Teatro Principal. Por sua vez, o edifício já desaparecido de 1841 substituiu o "Pátio e Casa de Comédias", que funcionou desde 1608 na rua com o mesmo nome.
O Palácio de Congressos e Auditório de Navarra, também conhecido como Baluarte, devido à sua localização junto à cidadela, onde se encontrava um baluarte demolido no princípio do século XX, acolhe os eventos sociais e culturais de maior envergadura, além de exposições, feiras e congressos. Foi construído e é gerido pelo Governo de Navarra. Foi inaugurado em 2003 e entre as suas infraestruturas, que ocupam 63 000 m², conta com com seis salas (uma com lotação para 1 600 pessoas, outra para 600 pessoas e quatro para 300 pessoas), 5 000 m² de espaços para exposições, 1 500 m² de áreas públicas e de restauração, zonas de escritórios, além de 25 000 m² de estacionamento. Foi desenhado pelo arquiteto navarro Francisco Mangado Beloqui (conhecido como Patxi Mangado).
Os Centros Cívicos Civivox são espaços cénicos e culturais de gestão municipal localizados em diferentes bairros da cidade. Realizam a maior parte das atividades culturais promovidas pelo ayuntamiento. No início de 2011 existiam 8 centros Civivox: São Jorge, Mendillorri, Condestável, Jus de la Rocha, Iturrama, Ensanche, e o Centro Compañía e Casa da Juventude.
O Planetário de Pamplona é um centro cultural de divulgação científica e tecnológica situado no Parque de Yamaguchi e inaugurado em 1993. Tem uma cúpula de projeção com vinte metros de diâmetro com projetores e outros sistemas audiovisuais que permitem visualizar 9 000 astros. Conta também com uma área de exposições com 400 m² e um salão de conferências com capacidade para 250 pessoas.
A cidade conta ainda com diversas salas de exposições, na sua maioria dedicadas a arte contemporânea. De referir os Pavilhões da Cidadela (Pabellones de la Ciudadela), divididos em Sala de Armas, Pavilhão de mixtos e Forno, a Sala Descalzos 72 e a Sala Conde Rodezno,  todas de gestão municipal.

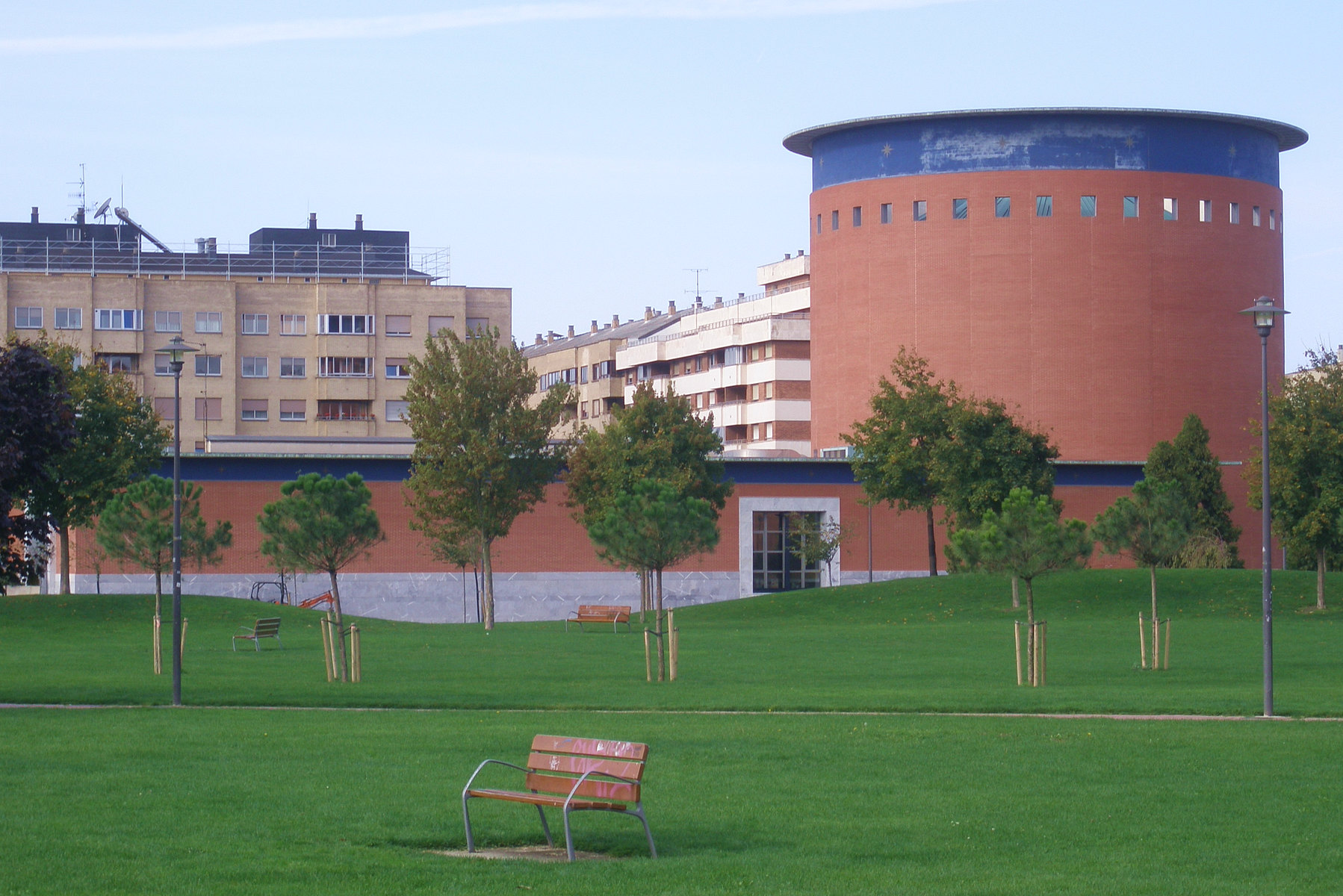
Planetário e Parque de Yamaguchi

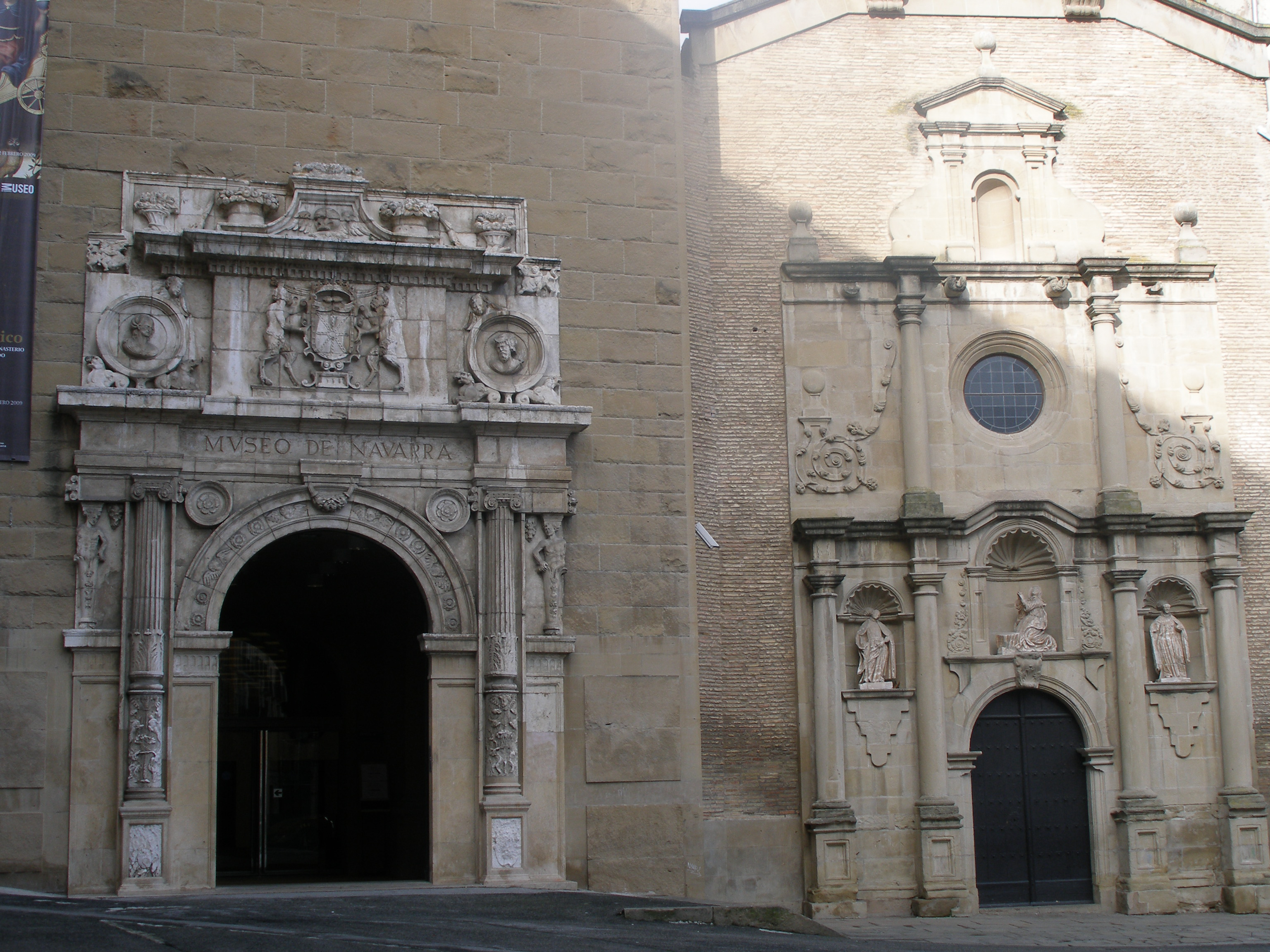
Fachada do Museu de Navarra

### Música folclórica e académica
Há dois tipos de música tradicional pamplonesa que cabe destacar: a música de charangas e as jotas, tocadas com chistus (uma espécie de flauta de bisel tocada com uma só mão) e gaitas semelhantes à dulzaina (uma espécie de oboé).  A cidade é sede de instituições musicais  como a banda municipal "La Pamplonesa", a Orquestra Sinfónica de Navarra e os conservatórios profissional e superior de Navarra "Pablo Sarasate".

### Eventos culturais
O Festival Punto de Vista é um festival de cinema documental e de não ficção que se realiza em fevereiro ou março desde 2005 para substituir o "Certame de Criação Audiovisual". Outro evento cinematográfico é o Festival de Cinema de Pamplona (em basco: Iruñeko XII Zinemaldia), que se realiza em outubro desde 2000, especializado em obras de ficção e documentários de temática social e em curtas-metragens.
No campo da música, todos os anos se realizam diversos certames, onde estão presentes quase todos os géneros musicais, nomeadamente a música tradicional navarra. Anualmente decorrem diversos eventos relacionados com a promoção da leitura, nomeadamente uma feira do livro e diversos certames literários, promovidos pelo município e pelo Governo de Navarra. Todos os anos decorre o concurso "Encontro de Jovens Artistas de Navarra",  que promove jovens artistas navarros nas categorias de música, artes plásticas, criação audiovisual, artes cénicas e literatura, promovido pelo Governo de Navarra através do Instituto Navarro do Desporto e Juventude.

### Museus
O Museu de Navarra é uma instituição do Governo de Navarra que foi fundada em 1956. Encontra-se na Rua Cuesta de Santo Domingo, no Casco Antigo, naquilo que foi o Hospital da Nossa Senhora da Misericórdia. Foi remodelado e reorganizado em 1986, procurando torná-lo mais atrativo para o público, organizando as coleções por ordem cronológica e criando uma sala de espetáculos, uma sala de exposições temporárias e outros serviços.
O Museu Catedralício Diocesano está instalado na catedral, onde ocupa o antigo refeitório, cozinha e os aposentos do mordomo (século XIV). Entre as peças expostas, destacam-se os relicários do Santo Sepulcro de finais do século XIII e do Lignum Crucis (madeira da cruz onde Jesus foi crucificado), do século XIV, ambos em prata dourada e esmalte. Igualmente importantes são outras obras góticas, como o evangeliário chapeado a prata, o relicário da Santa Espina, ou a custódia do Corpus Christi e o seu templete, além de cruzes processionais de grande valor, como a de Arazuri. Há ainda diversas pinturas, nomeadamente de Van Dyck, imagens da Virgem dos séculos XII ao XV e algumas peças de talha dourada e artes decorativas.

### Bibliotecas e arquivos

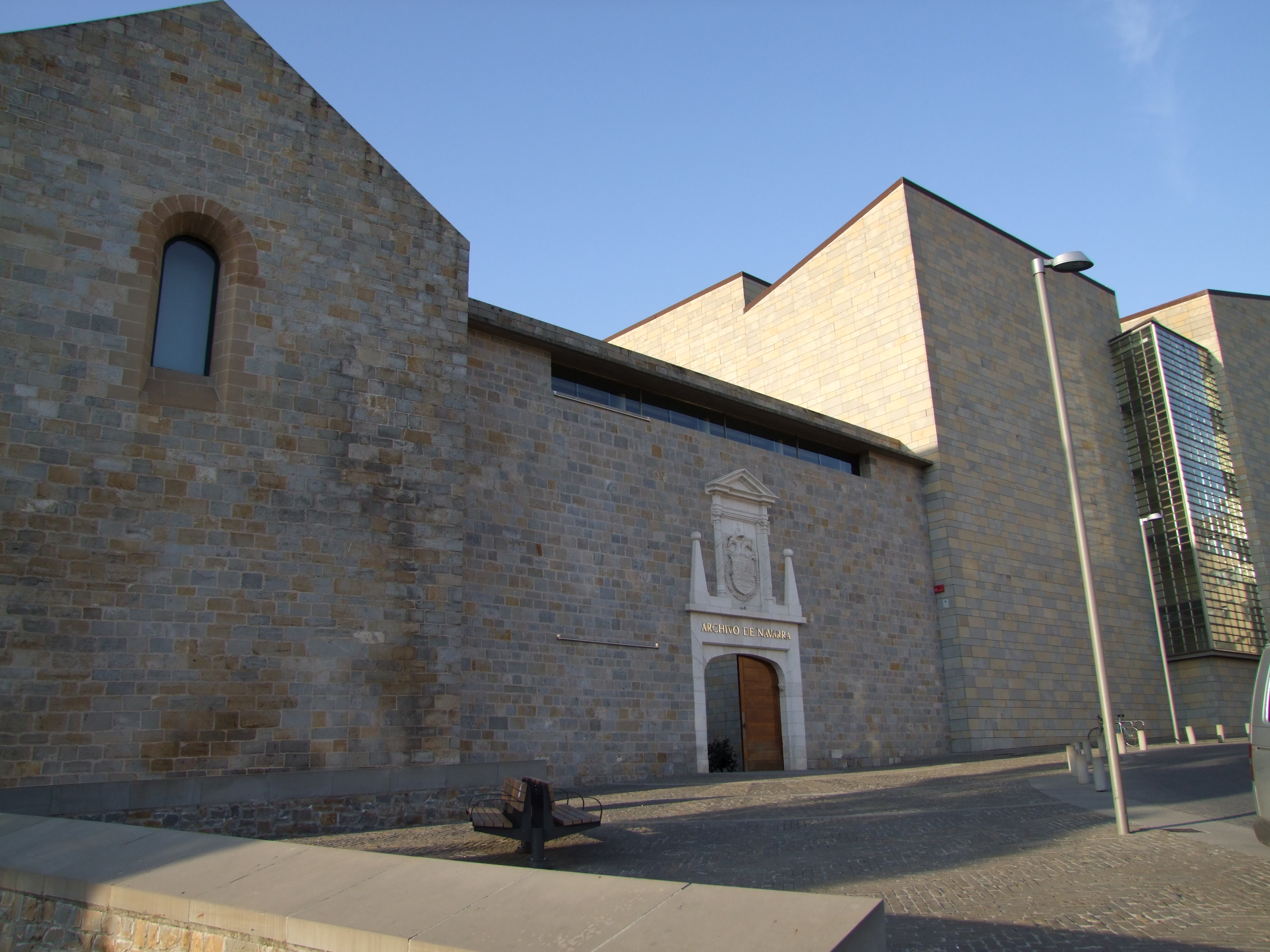
Arquivo Geral de Navarra

O Arquivo Geral de Navarra está instalado no antigo Palácio dos Reis de Navarra, um edifício construído originalmente no século XII como residência dos reis de Navarra, tendo também servido durante a Idade Média como residência do bispo de Pamplona. Em 1530, com a anexação de Navarra no recém-criado reino de Espanha, passou a ser a residência dos vice-reis e, a partir de 1841, dos capitães-generais. Posteriormente foi a sede do Governo Militar. Em 1999 foi instalado no edifício o Arquivo Geral, tendo-se então iniciado as obras de reabilitação, um projeto do arquiteto Rafael Moneo. A reabilitação foi terminada em 2003. O arquivo existe oficialmente desde 1836, quando foi entregue à Deputação a custódia do arquivo da Câmara de Comptos quando esta foi extinta (a Câmara de Comptos voltaria a ser criada no final do século XX).
A Biblioteca Geral de Navarra é a biblioteca central do Serviço de Bibliotecas Públicas do Governo de Navarra. Além de oferecer os serviços típicos de qualquer biblioteca pública, é também uma filmoteca e a instituição com a maior responsabilidade ao nível da preservação do património bibliográfico navarro e da coordenação de empréstimos entre todas as bibliotecas públicas de Navarra. Conta com uma coleção de mais de 300 000 obras, algumas muito antigas, documentos históricos do século XIX e o acervo da antiga "Biblioteca Taurina". A origem da biblioteca remonta a meados do século XIX, quando foi fundada a biblioteca do Instituto de Segunda Enseñanza de Pamplona. A biblioteca funciona desde 1 de março de 2011 num novo edifício construído para o efeito no bairro de Mendebaldea. Antes disso passou por uma série de locais (cave do hospital de Barañáin [1933], cave do Arquivo de Navarra, Palácio da Deputação), até que em meados do século XX foi instalada no piso térreo e na cave do edifício conhecido como La Agrícola, a antiga sede de uma instituição financeira de Pamplona onde também funcionou o Grande Hotel de Pamplona, construído em 1912, situado na Praça de São Francisco, na parte antiga da cidade.

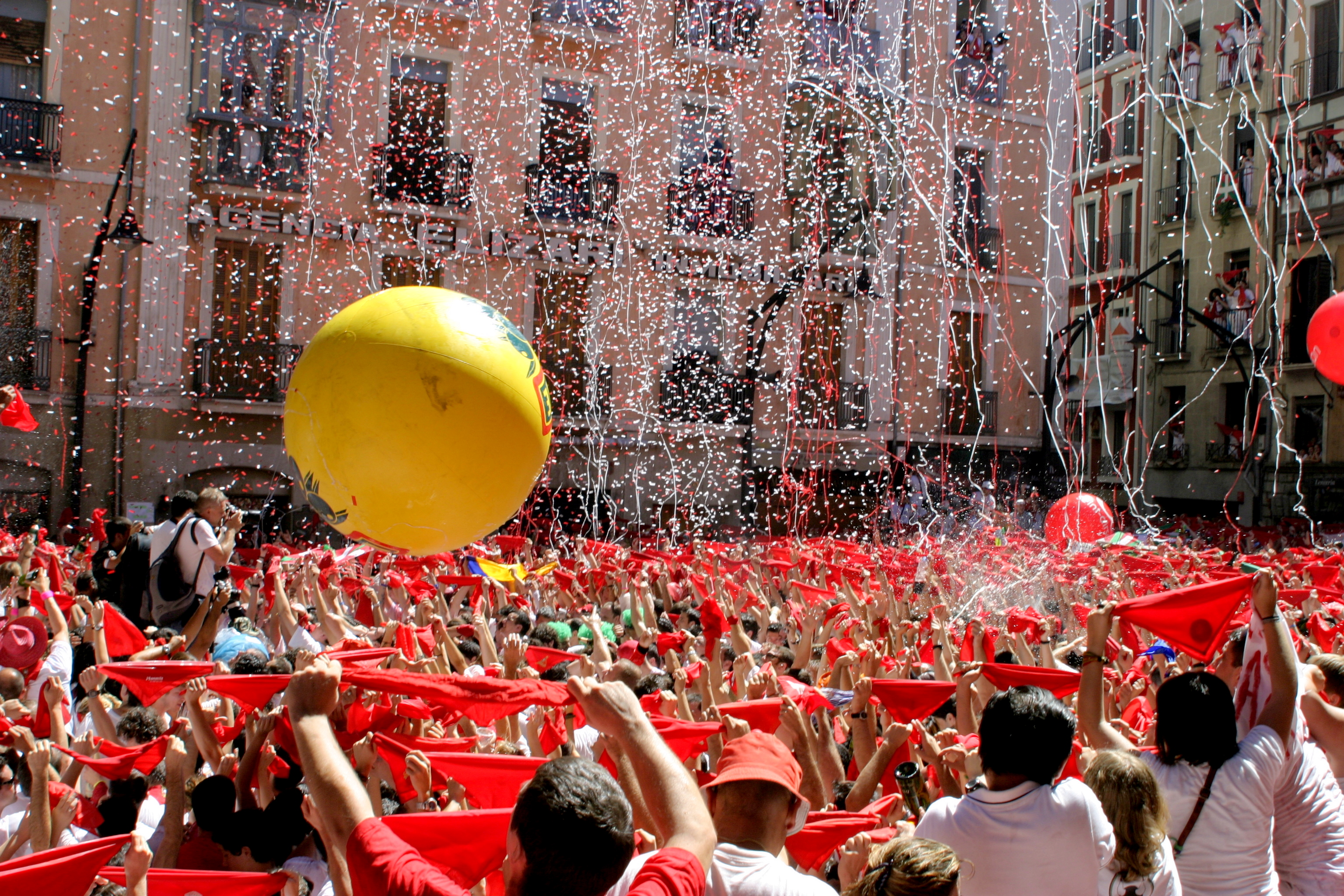
O chupinazo, momento que marca o início dos Sanfermines, ao meio-dia de 6 de julho na Praça Consitorial, em frente ao Ayuntamiento

### Sanfermines
As Festas de São Firmino ou Sanfermines, como são conhecidas constituem o maior evento da cidade e são mundialmente famosas desde a primeira metade do século XX. As festas realizam-se há vários séculos e decorrem entre os dias 6 e 14 de julho desde 1591. Antes disso eram celebradas no dia 10 de outubro.
Segundo a tradição, São Firmino de Amiens, nasceu em Pamplona, filho do senador romano Firmus, que governou Pamplona no século III, converteu-se ao cristianismo e foi batizado por São Saturnino (o padroeiro da cidade, também conhecido localmente como San Cernin) no lugar hoje chamado popularmente de "Pocico de San Cernin". Além de copadroeiro de Pamplona e padroeiro da diocese, São Firmino é o padroeiro das confrarias de boteros, vinhateiros, e padeiros.

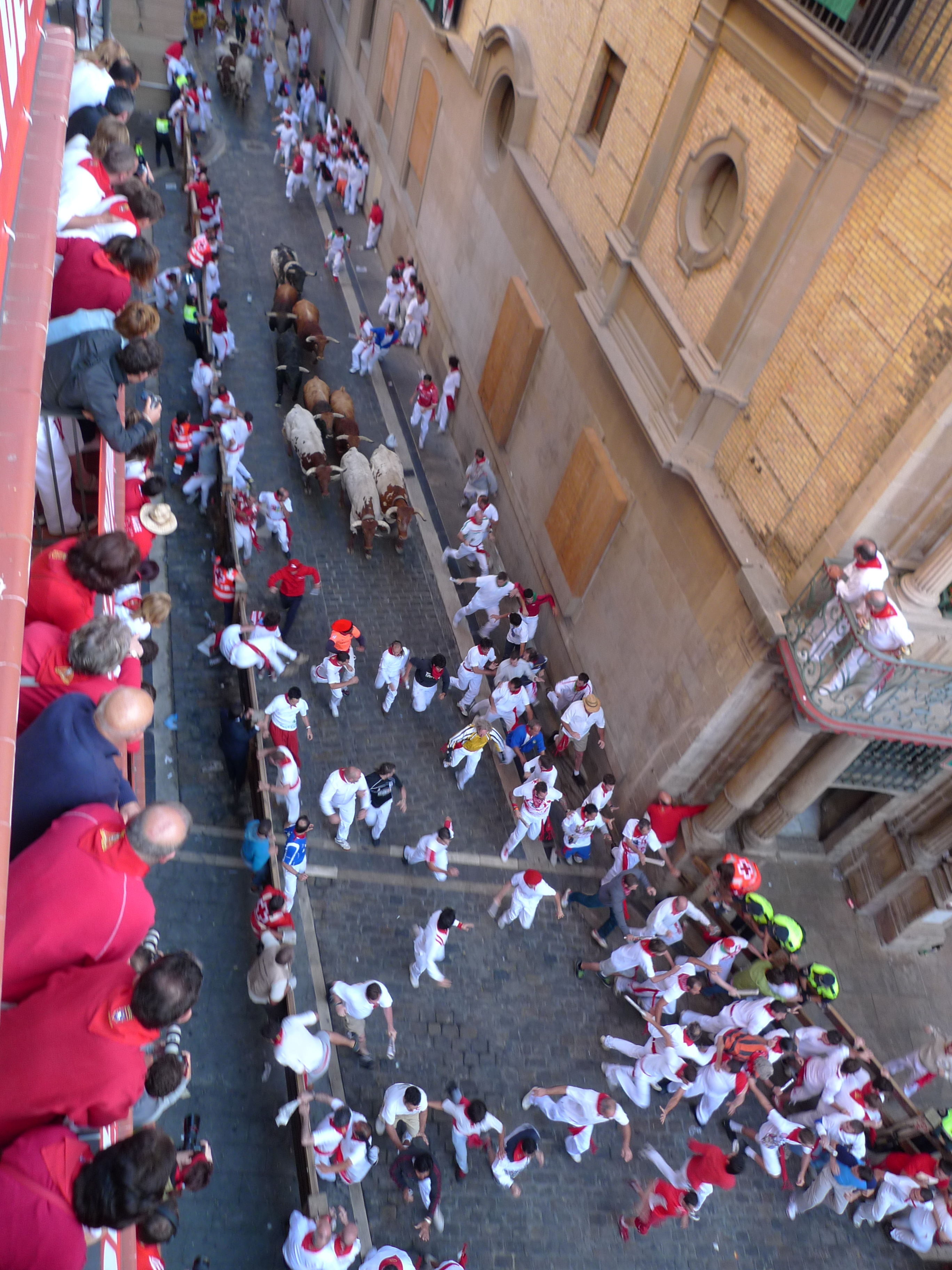
Passagem do encierro na Cuesta de Santo Domingo, ao lado do Ayuntamiento

São Firmino é o pretexto para que Pamplona se transforme durante 204 horas numa gigantesca festa em que quase todos os participantes, locais e forasteiros, se vestem de branco e vermelho e inundam a zona histórica durante dia e noite. O escritor americano Ernest Hemingway contribuiu muito para a fama internacional dos Sanfermines com o seu romance de 1926 The Sun Also Rises (pt: Fiesta, br: O Sol Também Se Levanta), grande parte do qual se desenrola em Pamplona durante as festas, e que serviu de base para a grande produção cinematográfica homónima de Hollywood de 1957.
Os Sanfermines iniciam-se com o chupinazo (lançamento de um foguete da varanda do ayuntamiento) ao meio-dia de 6 de julho e terminam na noite de dia 14 com a canção de despedida Pobre de mí, uma espécie de lamento coletivo porque as festas chegaram ao fim, cantado em coro nas ruas e praças da cidade.
Uma das atividades mais famosas dos Sanfermines são os encierros, as largadas de touros e reses entre o lugar onde os animais pernoitam, na Cuesta de Santo Domingo, nas traseiras do ayuntamiento, até à praça de touros, num percurso de 800 metros na parte antiga da cidade. As largadas têm lugar todos os dias entre 7 e 14 de julho às oito da manhã e duram aproximadamente três minutos se os animais não se atrasarem. Os encierros são uma tradição de séculos e desde 1867 que estão regulamentados oficialmente. A participação nos encierros, ou seja, correr à frente dos touros e reses, é uma atividade perigosa, que envolve o risco de feridas graves por vezes mortais, acentuado pelo hábito de consumo excessivo de bebidas alcoólicas durante toda a festa e por ser usual que muitos dos corredores tenham passado a noite em claro antes da largada, só indo dormir depois disso. Durante as festas de 2009 registou-se a 15ª vítima mortal dos encierros desde 1922. Os animais dos encierros permanecem na praça de touros até à tourada realizada diariamente todas as tardes de festa.

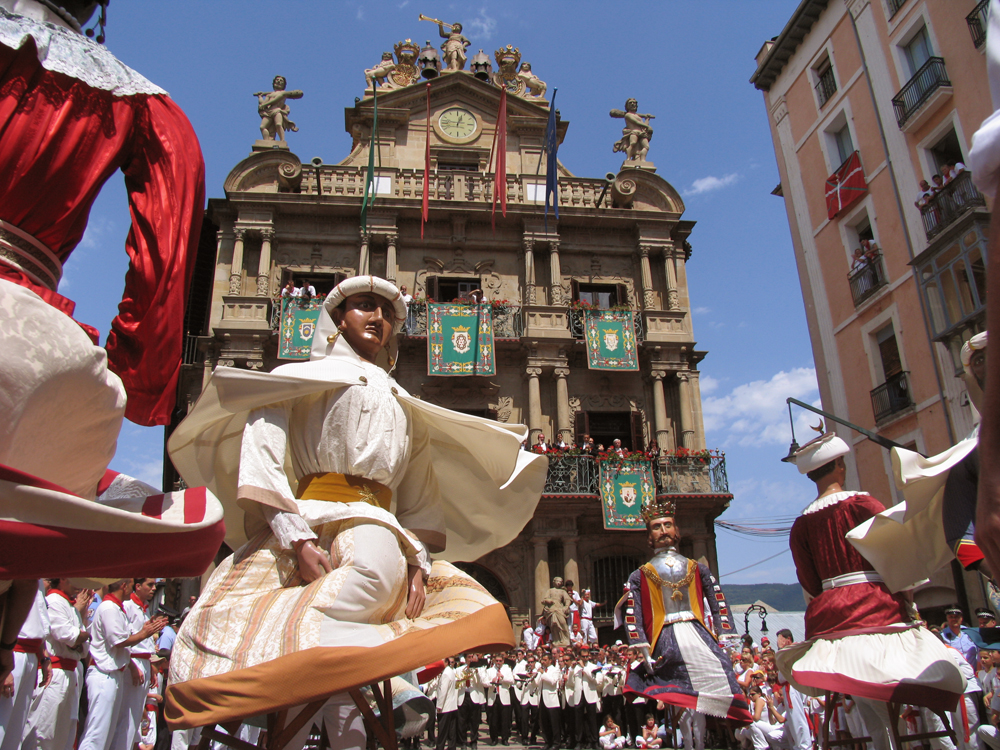
Gigantones dançando em frente ao Ayuntamiento durante os Sanfermines

Para os pamploneses, especialmente os mais pequenos, a Comparsaria de gigantones e cabeçudos de Pamplona é também muito apreciada e constitui um dos símbolos mais emblemáticos das festas. A sua versão atual, com mais de 150 anos de história, deve-se a Tadeo Amorena, um artista e artesão local nascido em 1819, mas os primeiros registos de "comparsasarias" (em espanhol: comparsas) de Pamplona remontam a 1600. A comparsaria é composta por figuras de porte altivo com grandes corpos e grandes cabeças (gigantones) representando quatro pares de reis dos continentes europeu, asiático, africano e americano (curiosamente, estes últimos são representados com tez negra e vestes índias). Os pares de reis são acompanhados por uma corte de kilikis (cabeçudos que andam com varas com bolas de borracha na ponta com a qual batem no público), zaldikos (cavalos de cartão que também usam varas para bater nas pessoas) e outros cabeçudos, que saúdam as pessoas, mas não lhes batem, todos dançando ao som de chistus (flautas), gaitas de foles e tambores.
Durante os Sanfermines de 1978 ocorreram graves incidentes, quando a Polícia Armada disparou balas de borracha e balas reais sobre manifestantes e entrou na praça de touros, um acontecimento que marcou a transição do franquismo para a democracia em Navarra e que se cifrou em mais de 150 feridos e 3 mortos.

### Gastronomia

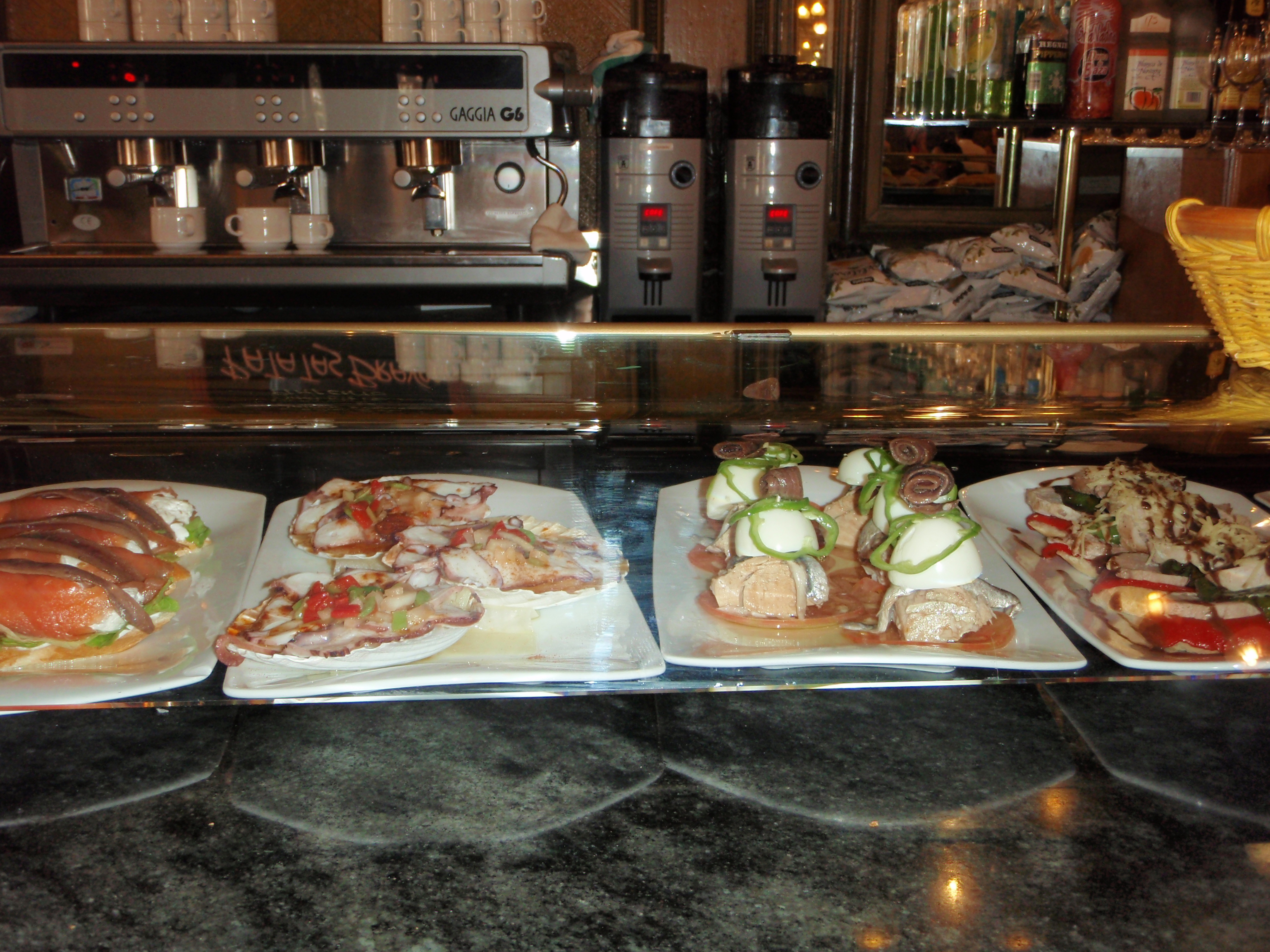
Pintxos (petiscos) num bar de Pamplona

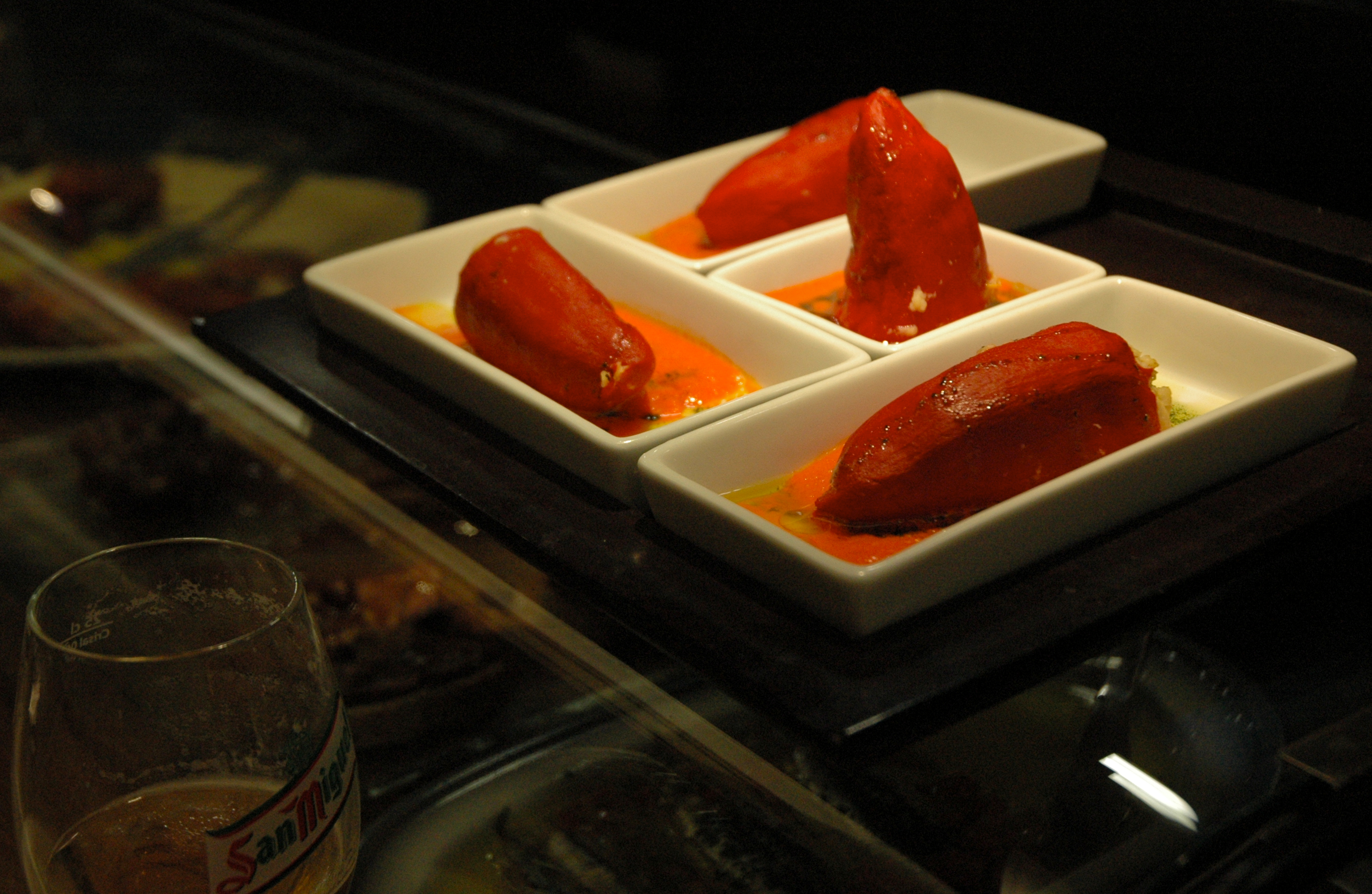
pimentos al piquillo (picantes), um dos petiscos típicos navarros

O aspeto mais conhecido da gastronomia pamplonesa são os pintxos (petiscos), que pela sua variedade e qualidade são muitas vezes pequenas maravilhas gastronómicas. Apesar de serem consumidos e promovidos ao longo de todo o ano, há um concurso anual consolidado durante o qual os bares e restaurantes se esmeram para deliciar ainda mais os seus clientes. O concurso decorre durante uma semana no final de março ou início de abril e tem vindo a ser alargado a outras cidades navarras. Nele participam inúmeros estabelecimentos, que são avaliados, sendo premiados os melhores, tendo em conta critérios como cor, sabor, criatividade e textura. A parte mais antiga, nomeadamente as proximidades da Praça do Castelo, é a que tem a maior concentração de estabelecimentos especializados em pintxos.
Nos restaurantes é possível degustar a gastronomia típica da região, sendo comum os menus muito variados. Alguns dos ingredientes próprios da gastronomia navarra são, por exemplo, as alcachofras, as favas, a borragem, os espargos, os pimentos del del piquillo e feijão, principalmente vermelho e pochas (uma variante branca consumida fresca antes de amadurecer totalmente). A variedade e abundância de cogumelos na região é usada na culinária de várias formas, consumindo-se quer sozinhos quer como acompanhamento de guisados. Nas carnes têm destaque as costeletas de buey (touro castrado) e de vitela, o cordeiro en chilindrón (em basco: arkumea txilindron, um estufado com tomate e verduras), o gorrín (leitão) assado e o zikiro jate (cabrito castrado assado com lenha de faia).
A caça também é muito apreciada, se bem que os pratos sejam muito sazonais. Entre a caça mais grossa, destacam-se os pratos de javali, gamo, corça e veado, mas há também inúmeros pratos com animais de caça menores. Quanto a peixe, destaca-se o salmão do Bidasoa, as trutas à navarra, as enguias com pochas, entre muitas outras variedades comuns de peixe.
As sobremesas, doces e pastelaria navarras são muito variadas. Destacam-se as confecionadas à base de lacticínios, nomeadamente queijo e coalhada. A região é pródiga em variedades de queijo, especialmente de ovelha, estando duas delas classificadas como "Denominação de Origem Controlada": o Idiazabal e o §Roncal.

### Idioma

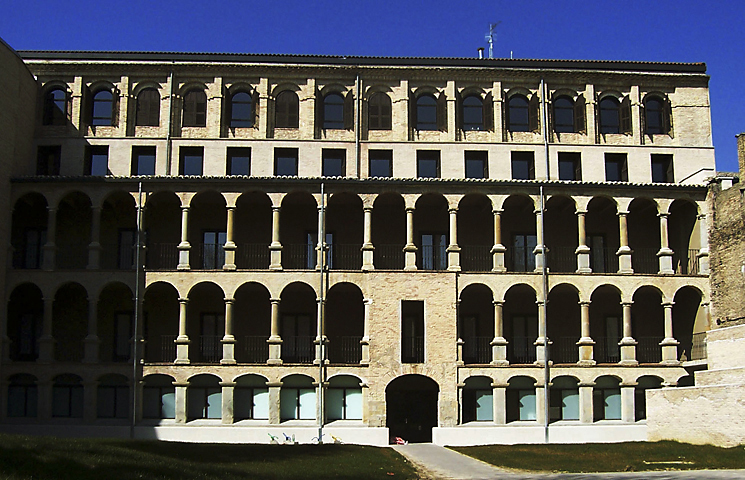
Galeria de arcos do Palácio de Ezpeleta ou dos Marqueses de Aguayo, edifício barroco situado na Calle Mayor, onde funciona o Conservatório Navarro de Música Pablo Sarasate

A língua mais falada em Pamplona é o castelhano, mas o basco (euskera) também é bastante usado e tem uma presença histórica notável, como atestam inúmeros documentos históricos e a grande quantidade de topónimos com nomes bascos. Durante a Idade Moderna o uso do basco entrou em decadência, e chegou a estar em vias de desaparecimento, mas nos últimos anos o seu uso tem vindo a aumentar cada vez mais. Segundo dados oficiais, cerca de 20% da população tem conhecimentos de basco, mas a percentagem dos que o usam quotidianamente é bastante menor.
Segundo a "Ley Foral del Vascuence" de 1986, Pamplona encontra-se na chamada "zona mista" no que toca ao uso do basco (as outras zonas definidas nessa lei são a bascófonas e a não bascófona), pelo que toda a documentação oficial e rótulos devem estar nos dois idiomas oficiais da cidade, o castelhano e o euskera. No entanto, em 2007 verificava-se que em alguns casos (por exemplo: placas de sinalização) só era usado o castelhano e noutros casos as letras usadas para o que estava escrito em basco eram mais pequenas ou tinham menor visibilidade. Na prática o verdadeiro bilinguismo, imposto pela ordenança municipal de 12 de setembro de 1997 é mais a exceção do que a regra.

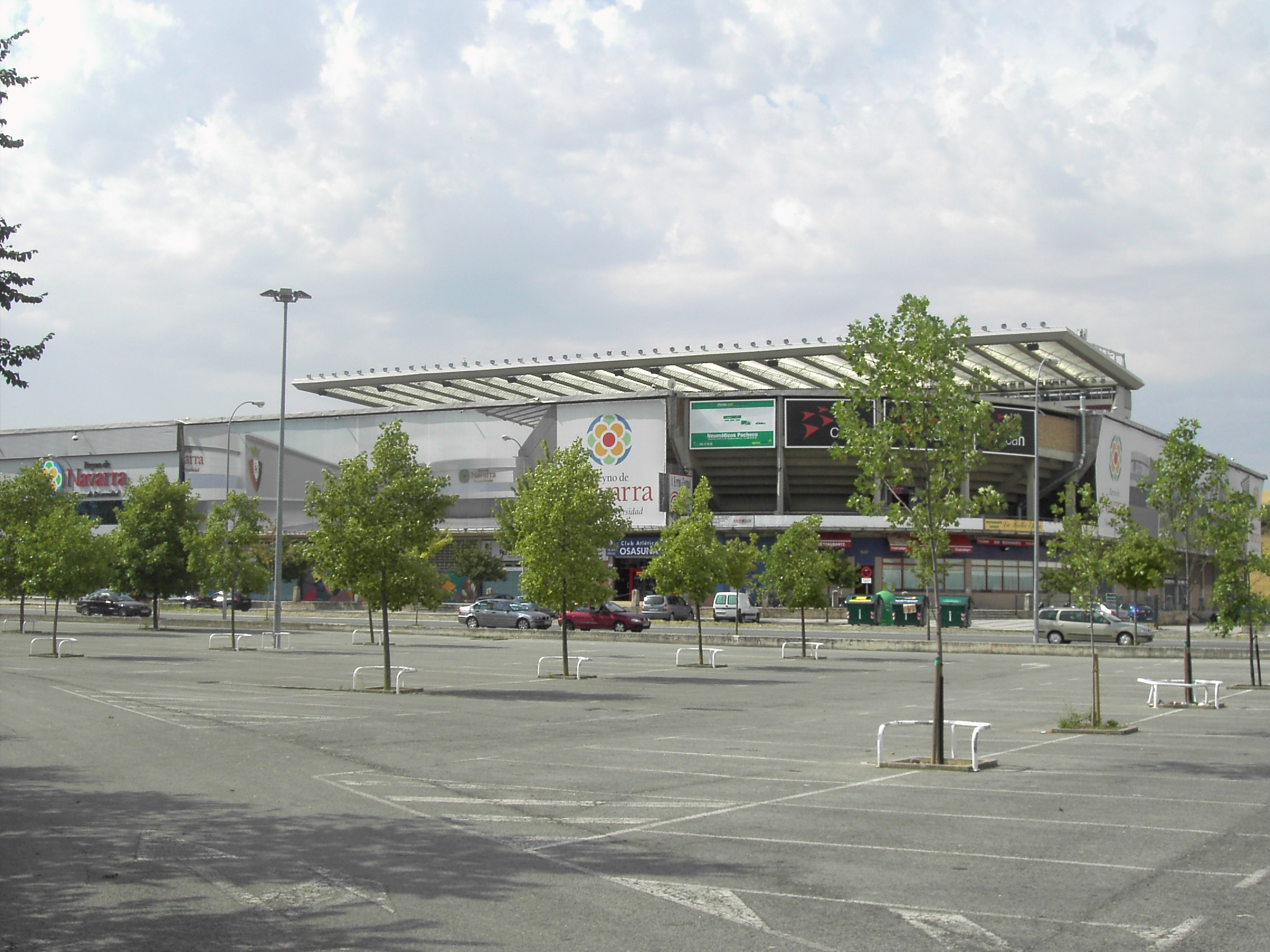
Exterior do Estádio Reyno de Navarra

### Desporto
Pamplona conta com algumas equipas desportivas de nível nacional e inclusivamente de nível internacional. Entre elas, cabe destacar, no futebol o Clube Atlético Osasuna, que participou diversas vezes na Liga Europa da UEFA e na primeira fase da Liga dos Campeões da UEFA. No andebol, a SDC San Antonio (conhecida como Portland San Antonio no passado) ganhou vários títulos nacionais e europeus. No futebol de salão, o Xota Fútbol Sala (também conhecido como MRA Navarra e Triman Navarra) compete na primeira divisão espanhola.
Outro desporto  popular na cidade é a pelota basca. A Federação Internacional de Pelota Basca, o organismo máximo dessa modalidade a nível internacional, tem a sua sede em Pamplona.

#### Clubes e sociedades desportivas
Além dos desportos que se praticam nas instalações municipais, a cidade conta, entre outras, com as seguintes entidades desportivas:
| - Agrupación Deportiva San Juan - Ciudad Deportiva Amaya - Clube Atlético Osasuna (CAOsasuna ) - Clube de Ténis Pamplona - Clube Desportivo Irrintzi (CD Irrintzi) - Clube Desportivo Lezkairu Remacha (CD Lezkairu Remacha) - Clube Desportivo Navarra (CD Navarra) - Clube Desportivo Oberena (CD Oberena( - Clube Desportivo Orvina - Clube Desportivo Pamplona (CD Pamplona) | - Club Natación Pamplona - Frontis. Clubes de Pelota Navarra - Sociedade Cultural Desportiva Recreativa Anaitasuna (Helvetia-Anaitasuna) - Sociedade Desportiva Chanclazo - Sociedade Desportiva Cultural Echavacoiz - Sociedad Deportiva Cultural San Antonio - União Ciclista Navarra - União Cultural Desportiva Chantrea (UDC Chantrea) - Unión Cultural Deportiva Rochapea - Xota Fútbol Sala (MRA Navarra) |

#### Instalações desportivas

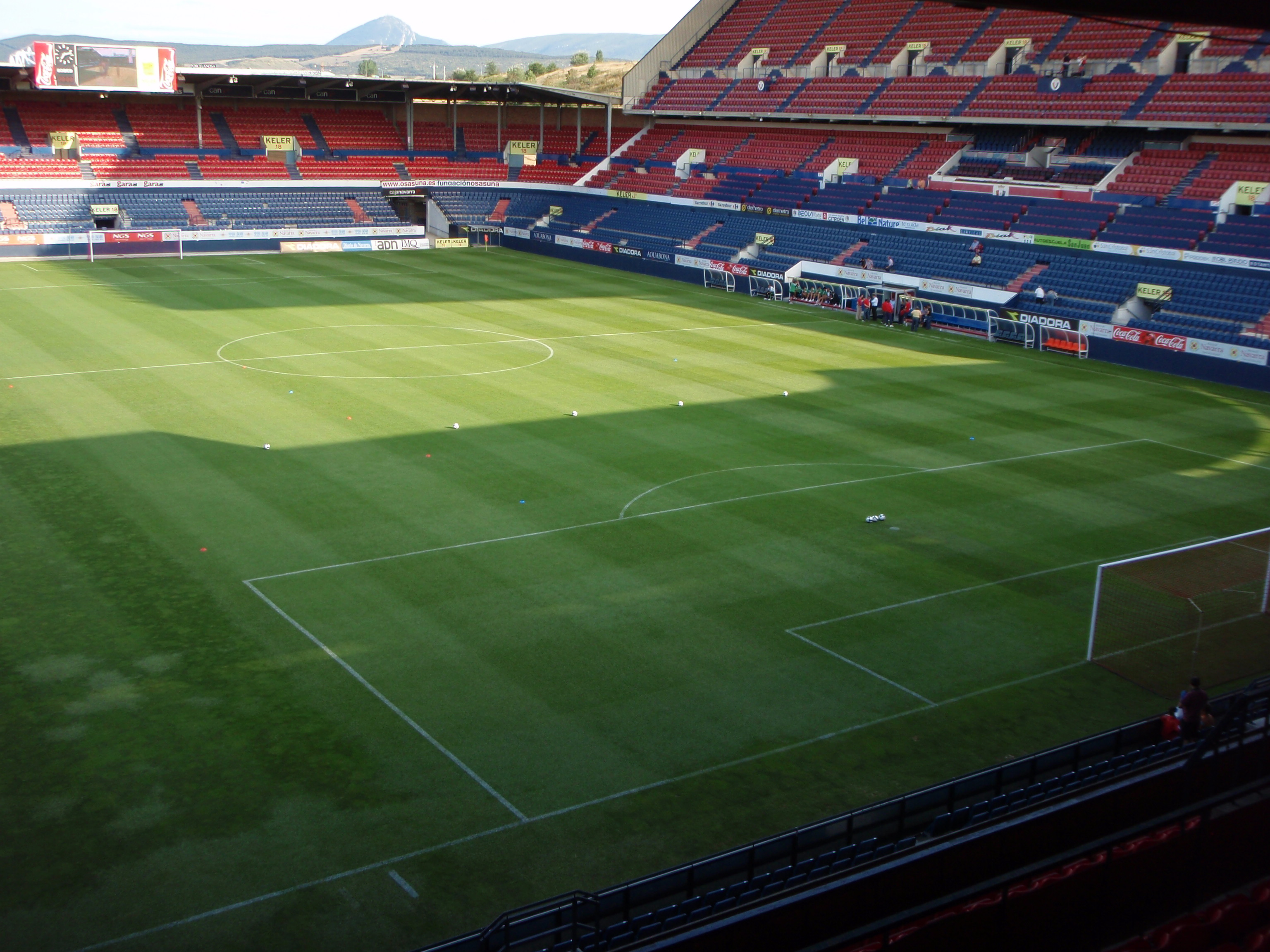
Estádio Reyno de Navarra

O Estádio Reyno de Navarra, anteriormente conhecido como El Sadar, é o o estádio de futebol onde joga o Osasuna. Foi inaugurado em 2 de setembro de 1967 e tem lotação para 19 800 espectadores sentados. As dimensões do campo são 105 por 67,5 metros. Foi remodelado em 1989, quando foi construída uma tribuna alta e aumentando a lotação para 30 000 pessoas, grande parte delas em pé. Mais tarde a lotação foi diminuída para obedecer às especificações de segurança da UEFA, que obrigam a que os estádios não tenham lugares em pé.
O Reyno de Navarra Arena é um pavilhão multiusos que se prevê ser inaugurado em 2011 junto ao Estádio Reyno de Navarra. Terá uma pista central com capacidade para 10 000 espectadores e uma bancada para 3 000 espectadores, o que faz dele o maior pavilhão de Navarra.
O Pavilhão Universitário de Navarra é uma infraestrutura da Universidade Pública de Navarra onde são disputados, por exemplo, os jogos de andebol do San Antonio e de futsal do Xota Fútbol Sala. Foi inaugurado no final de 2000 com uma competição de alto nível: a primeira supertaça europeia de andebol em que participou o San Antonio. Tem capacidade para 3 000 espectadores.
O Pavilhão do S.C.D.R. Anaitasuna é onde a equipa de andebol daquele clube disputa os seus jogos locais, mas também é usado para diversos eventos, como concertos e encontros políticos. Foi construído em 1971 e tem capacidade para 2 500 pessoas sentadas.

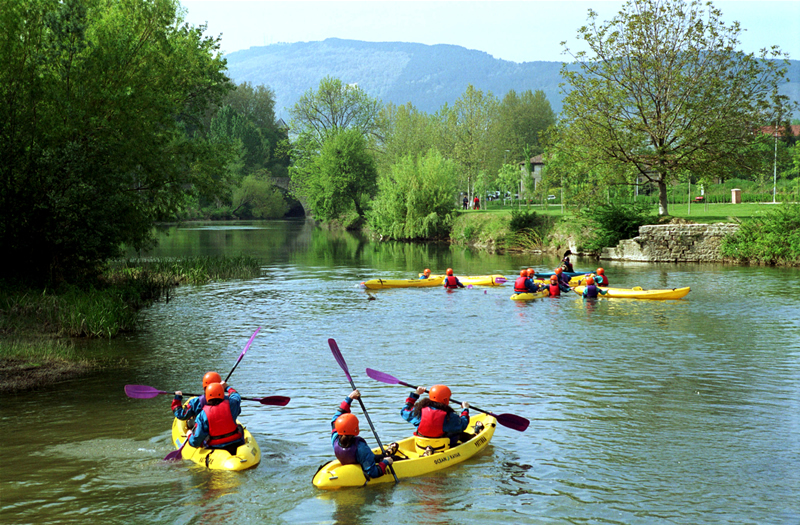
Canoagem no Parque Fluvial do Arga

Entre os espaços desportivos geridos pelo município podem enumerar-se o Complexo Desportivo de Aranzadi, a Ciudad Deportiva San Jorge, o Polidesportivo e trinquete (para pelota basca) de Mendillorri e os polidesportivos municipais Arrosadía, Azpilagaña, Basoco, Ermitagaña, Ezcaba, José María Iribarren, Rochapea e San Jorge. De referir ainda o Frontón Labrit, um frontón (campo de jogos de pelota basca) curto, também conhecido como La Bombonera. O Frontón Labrit tem capacidade para 1 200 espectadores, foi construído em 1952 e renovado em 1986 e 2002. Em 2002 foi a sede principal do Campeonato do Mundo de Pelota Basca. Para além dos jogos de pelota basca, o campo é usado para alguns programs desportivos municipais e, ocasionalmente, para atividade culturais.
As duas universidades de Pamplona também têm diversos equipamentos desportivos. A Universidade Pública de Navarra conta com uma piscina coberta e outra ao ar livre, diversas salas multiusos, um frontón coberto, uma pista polidesportiva coberta, campos de ténis cobertas e ao ar livre, sala de musculação, um campo de futebol com relva artificial, outro com relva natural, campo de rugby relvado e campo de prática de golfe e puttin-green. A Universidade de Navarra (privada) tem um pavilhão polidespotivo, pistas polidesportivas, campos de ténis, squash e pádel, um frontón, salas de pilates, ginástica aeróbica, artes marciais e de ténis de mesa; além destas instalações cobertas, tem também as seguintes instalações ao ar livre: campo de futebol com relva artificial, campo de rugby/baseball, pistas polidesportivas e de pádel.